# Dittwar

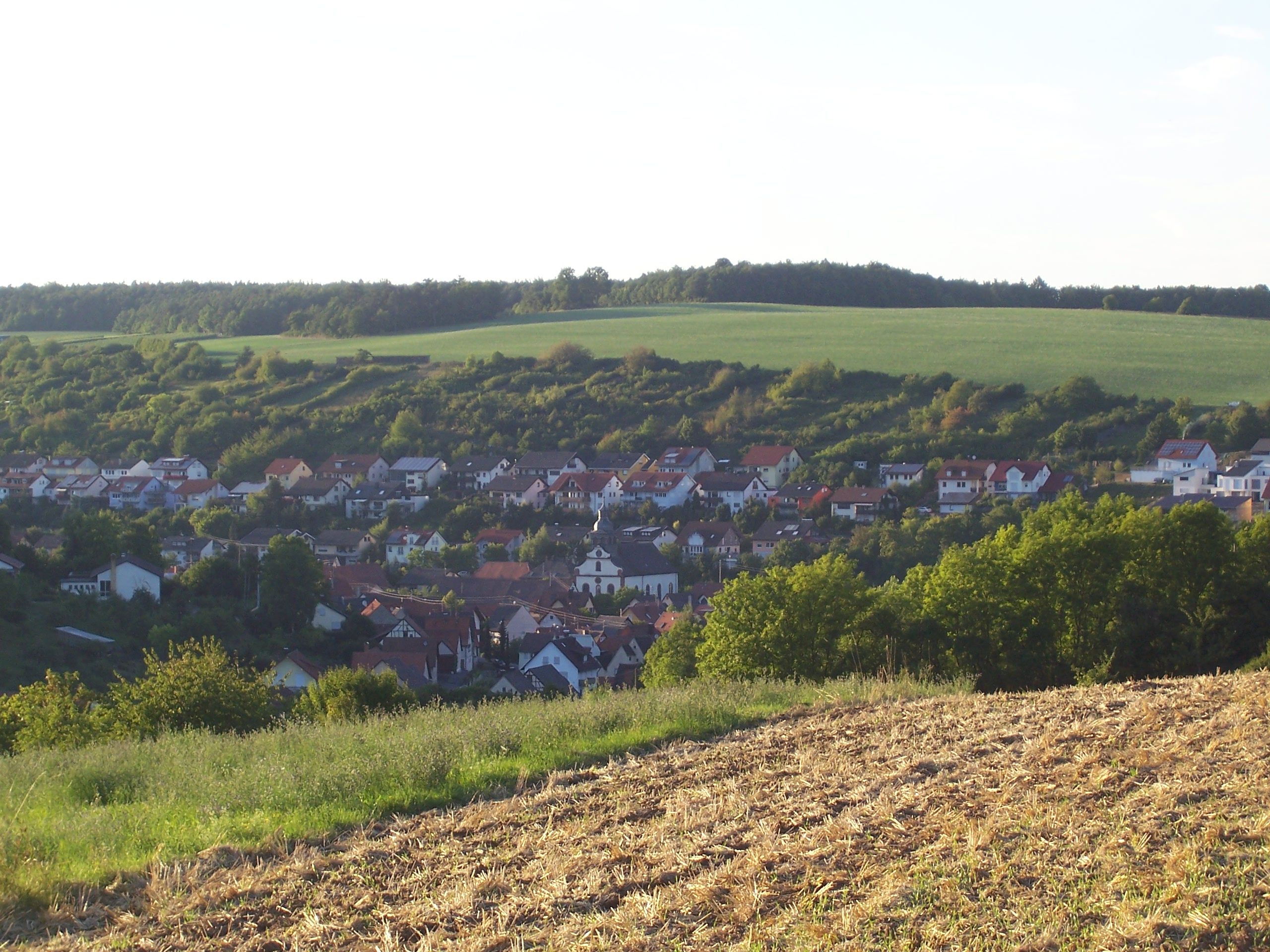
Blick auf Dittwar vom Grasberg (2013)

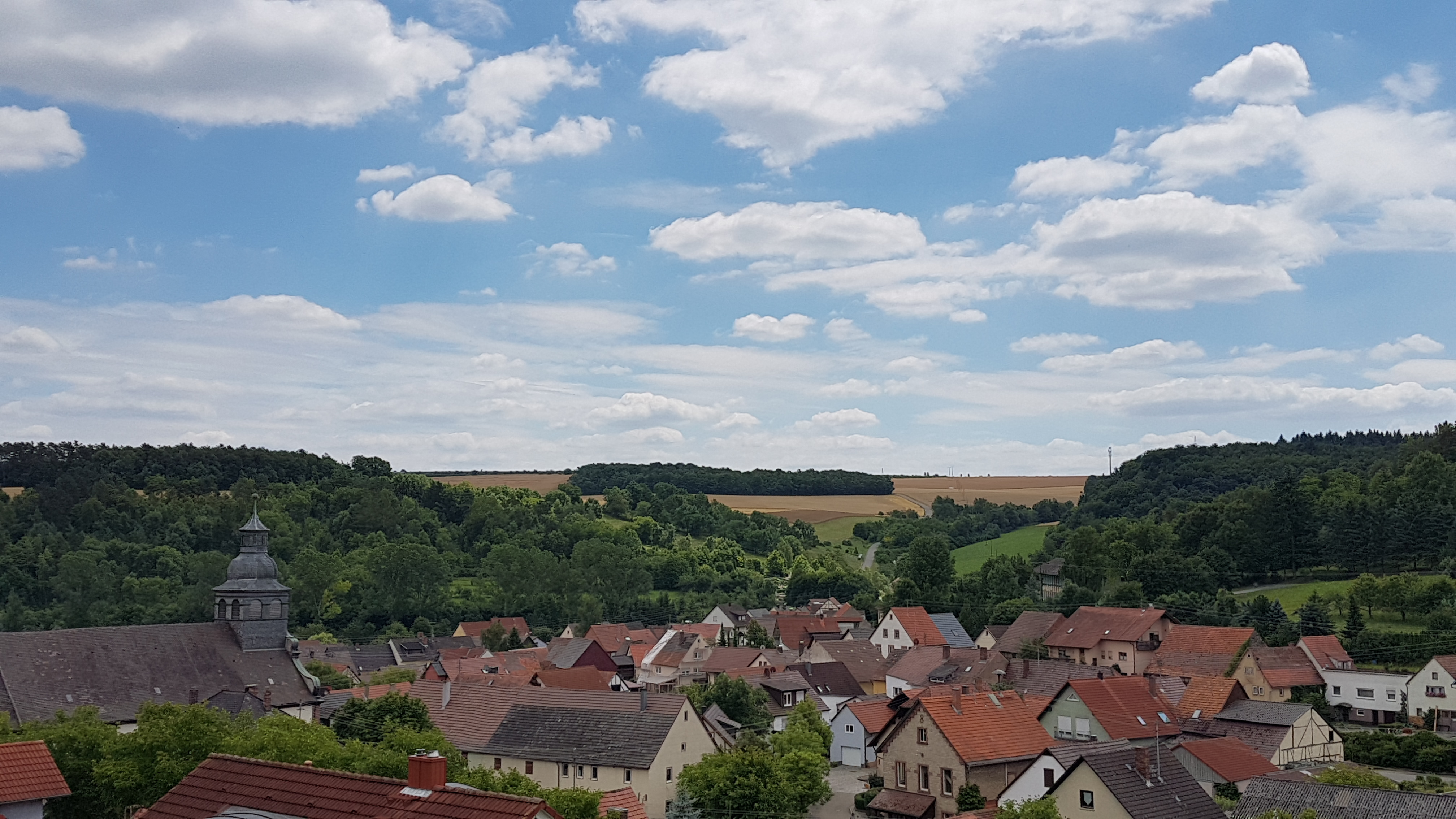
Blick vom Kirchenberg auf die Ortsmitte (2017)

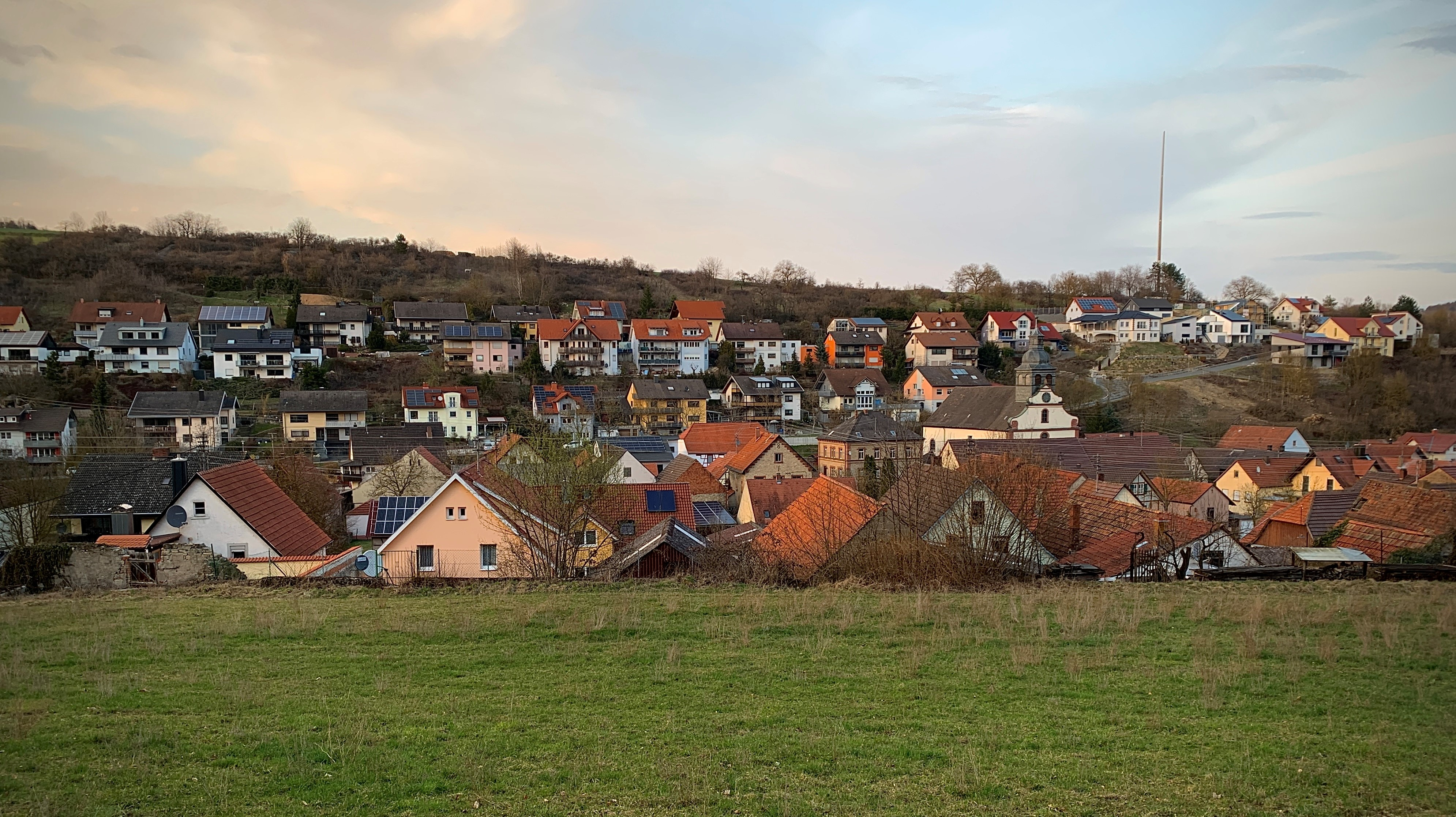
Blick vom Geißberg (2021)

Dittwar ist einer von sieben Stadtteilen von Tauberbischofsheim im Main-Tauber-Kreis mit 693 Einwohnern.

## Geographie

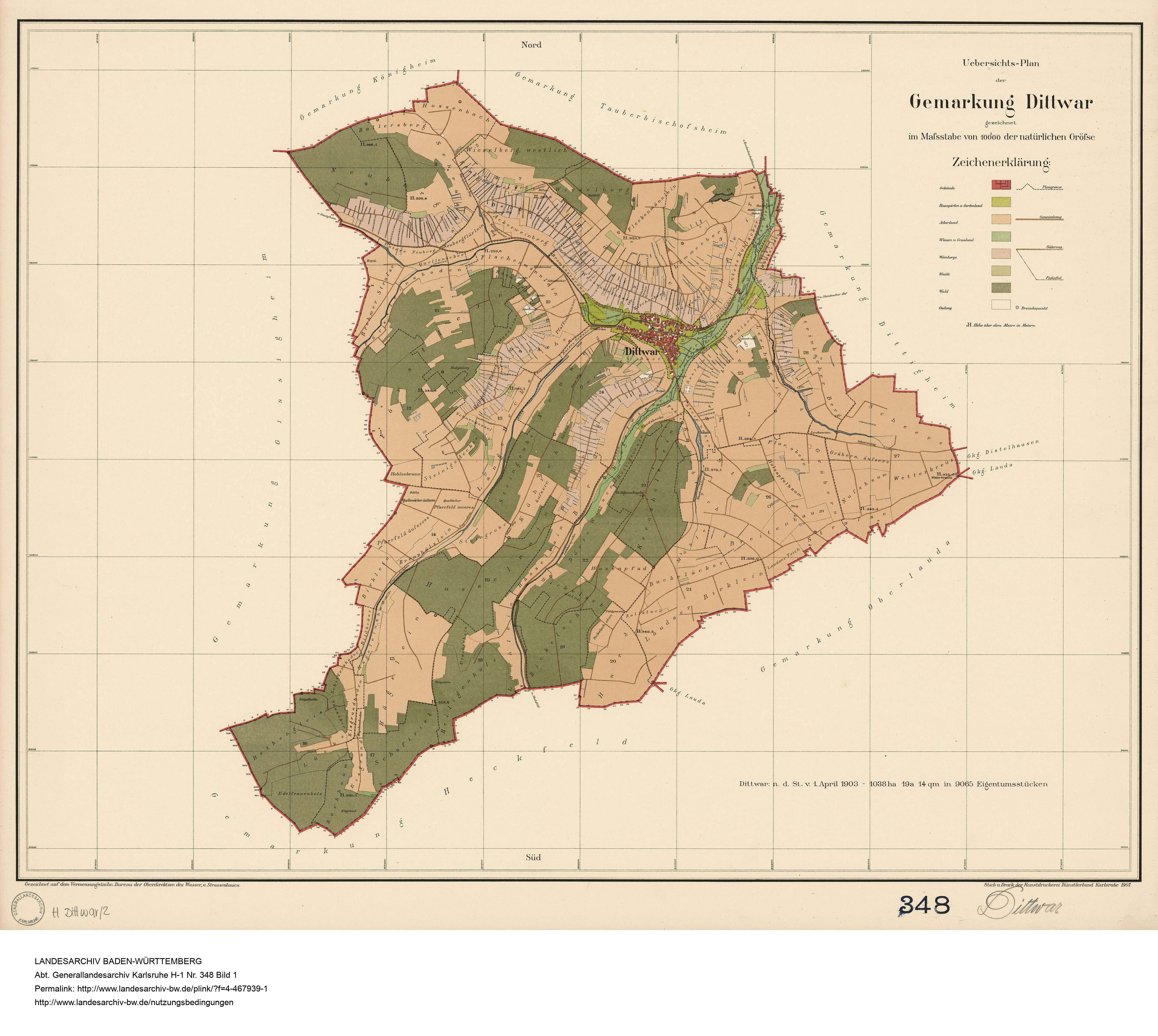
Gemarkung von Dittwar, 1907

### Geographische Lage

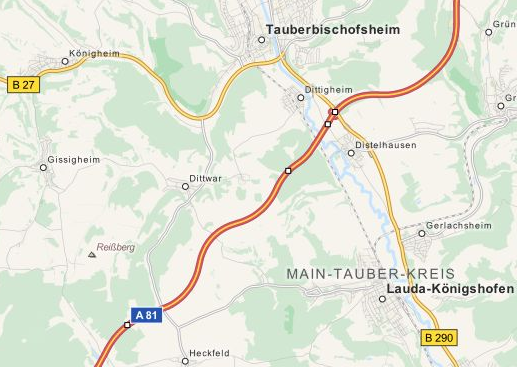
Dittwar mit seinen Nachbargemeinden

Dittwar liegt etwa sechs Kilometer südwestlich von Tauberbischofsheim entfernt im Muckbachtal, einem Seitental des Mittleren Taubertals der naturräumlichen Einheit Taubergrund. Zum Stadtteil Dittwar gehören das Dorf Dittwar (⊙), die Wohnplätze Lerchenrain (⊙) und Siedlung Heidenkessel (⊙) sowie die abgegangene Ortschaft Willenzheim. Der mit 334 m ü. NN höchste Punkt befindet sich an der „Hussenbacher Höhe“, der mit 225 m ü. NN tiefste in den „Rohrwiesen“. Dittwar wird ringsum von Hügeln begrenzt, seine Häuser stehen in der Form eines langgestreckten und locker bebauten Haufendorfes eingebettet inmitten einer weiten Talsohle, die von zwei Hauptbächen durchzogen wird, welche die gesamte Gemarkung entwässern. In Dittwar mündet der Ölbach, der selbst vom Reißberg-, Straßen- und Eisgrundgraben mit Wasser gespeist wird, von links in den Muckbach. Ebenfalls im Ortsbereich münden zuvor der Steigegraben, der kurze Teichabfluss Weiherbach des Dittwarer Weihers und knapp nach dem Ortsende der Bach aus der Lerchenklinge in den Muckbach. Dieser wiederum fließt am Bahnhof Dittwar von rechts in den Brehmbach ein, einen linken Zufluss der unteren Tauber bei Tauberbischofsheim.

### Nachbargemeinden
Jenseits des Dorfes grenzen im Norden Tauberbischofsheim mit dem Dittwarer Bahnhof an, im Nordosten Dittigheim mit Hof Steinbach, im Osten Hof Steinbach und Distelhausen, im Südosten Oberlauda, im Süden Heckfeld, im Westen Gissigheim und im Nordwesten Königheim.
| Königheim  | Bahnhof Dittwar                             | Tauberbischofsheim, Dittigheim |
| Gissigheim | Kompassrose, die auf Nachbargemeinden zeigt | Hof Steinbach, Distelhausen    |
| Brehmen    | Heckfeld                                    | Oberlauda, Lauda               |

### Schutzgebiete und Naturdenkmale
Auf der Dittwarer Gemarkung gibt es folgende Schutzgebiete und Naturdenkmale (siehe auch: Liste der Naturdenkmale in Tauberbischofsheim):
- Naturdenkmal 1 Linde Dittwar Obere Seegärten (Schutzgebiets-Nr. 81281150014); Einzelgebilde; eine Linde; Gissigheimer Straße, an der Abzweigung in den Eisgrundgraben; seit dem 10. März 1992.[8]
- Naturdenkmal Steinriegel Dittwar Burghelle (Schutzgebiets-Nr. 81281150013); 1,2 ha; flächenhaftes Naturdenkmal; seit dem 10. März 1992.[9]
- Wasserschutzgebiet Dittwar/Königheim/Gissigheim/Heckfeld/Oberlauda (WSG-Nr. 128208); 5986,90 ha; seit dem 22. Juli 1994.[10] Es ist damit eines der größten Wasserschutzgebiete im Main-Tauber-Kreis.

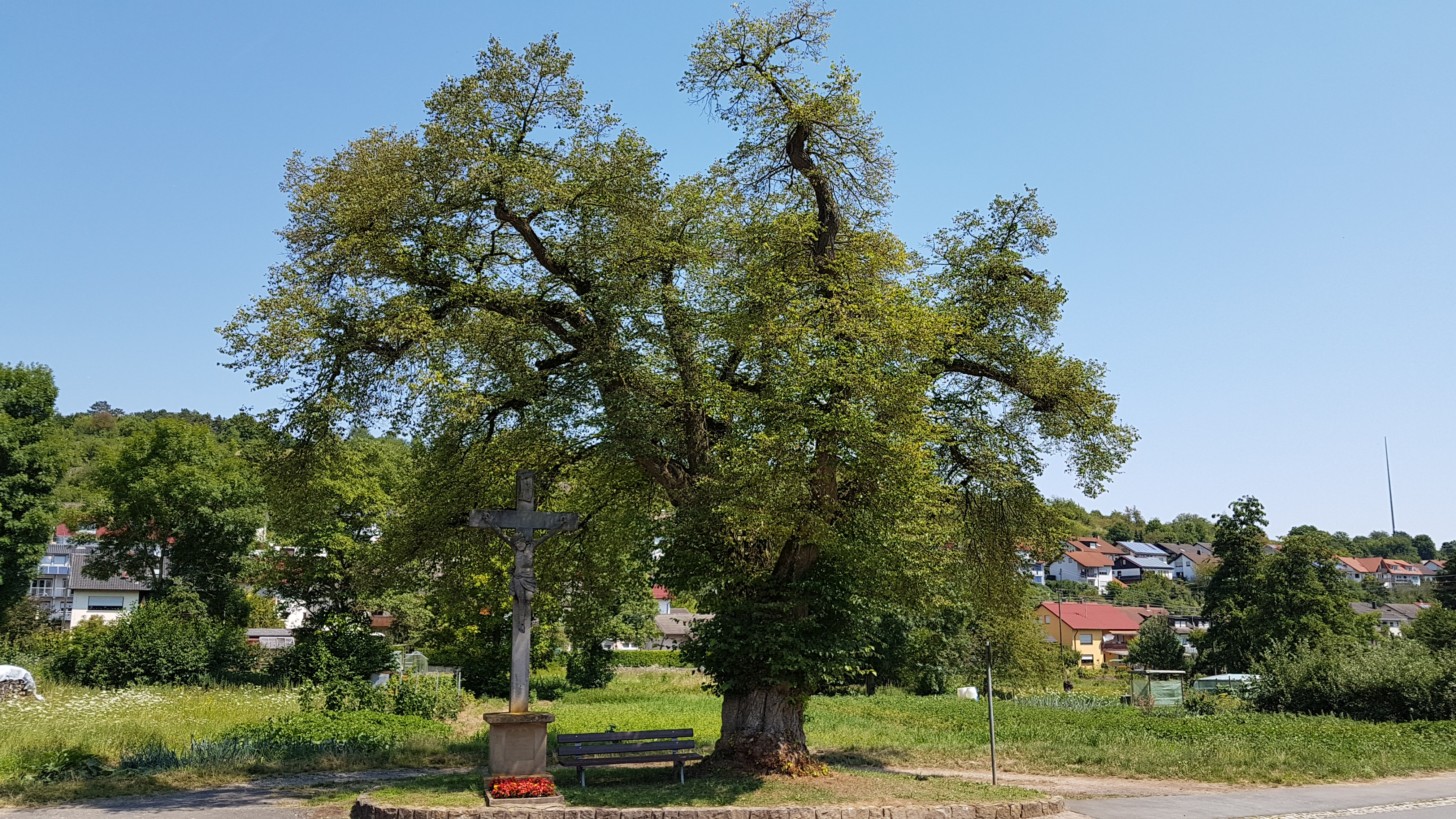
Die Naturdenkmale 1 Linde Dittwar Obere Seegärten
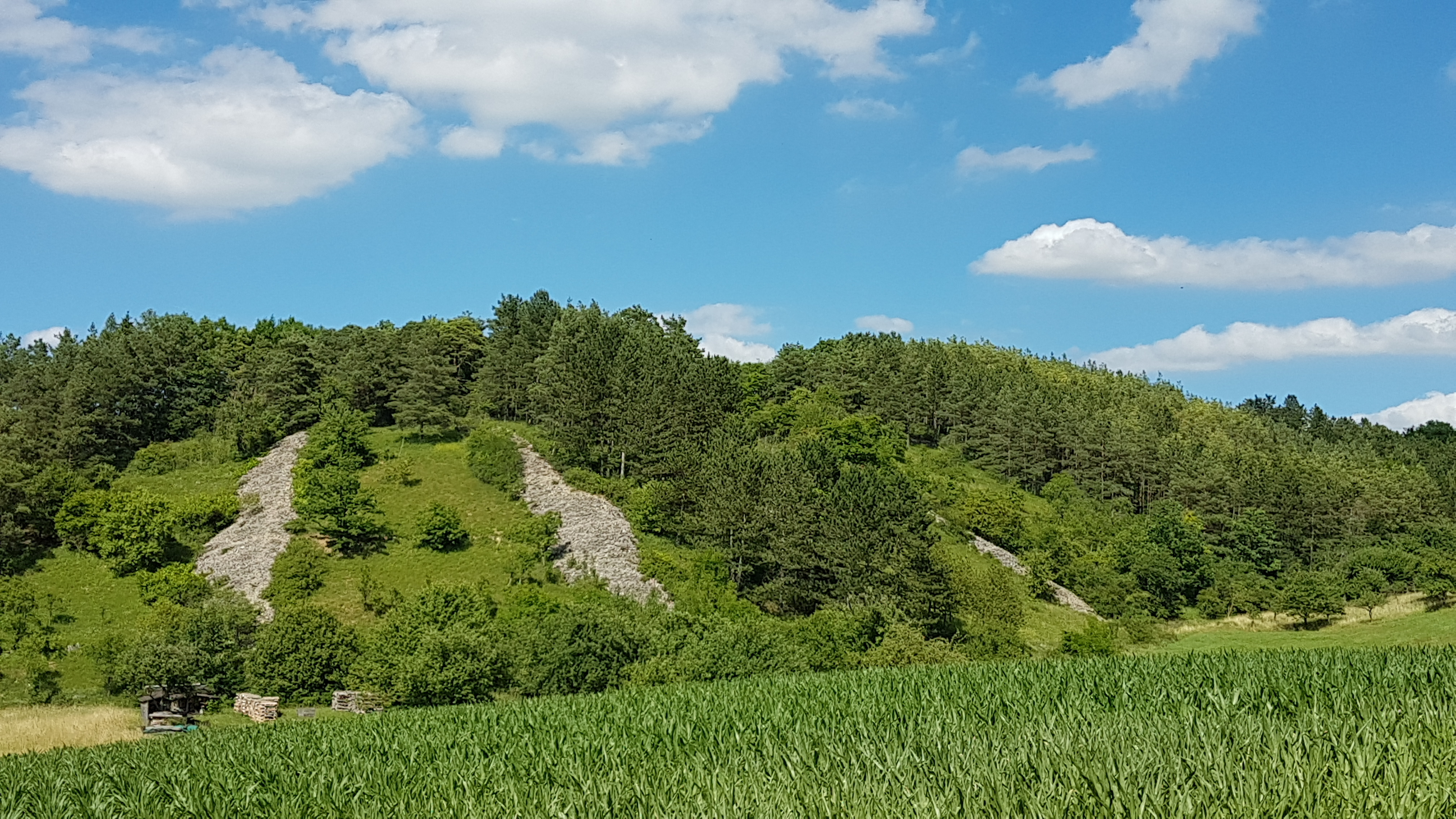
Steinriegel Dittwar Burghelle
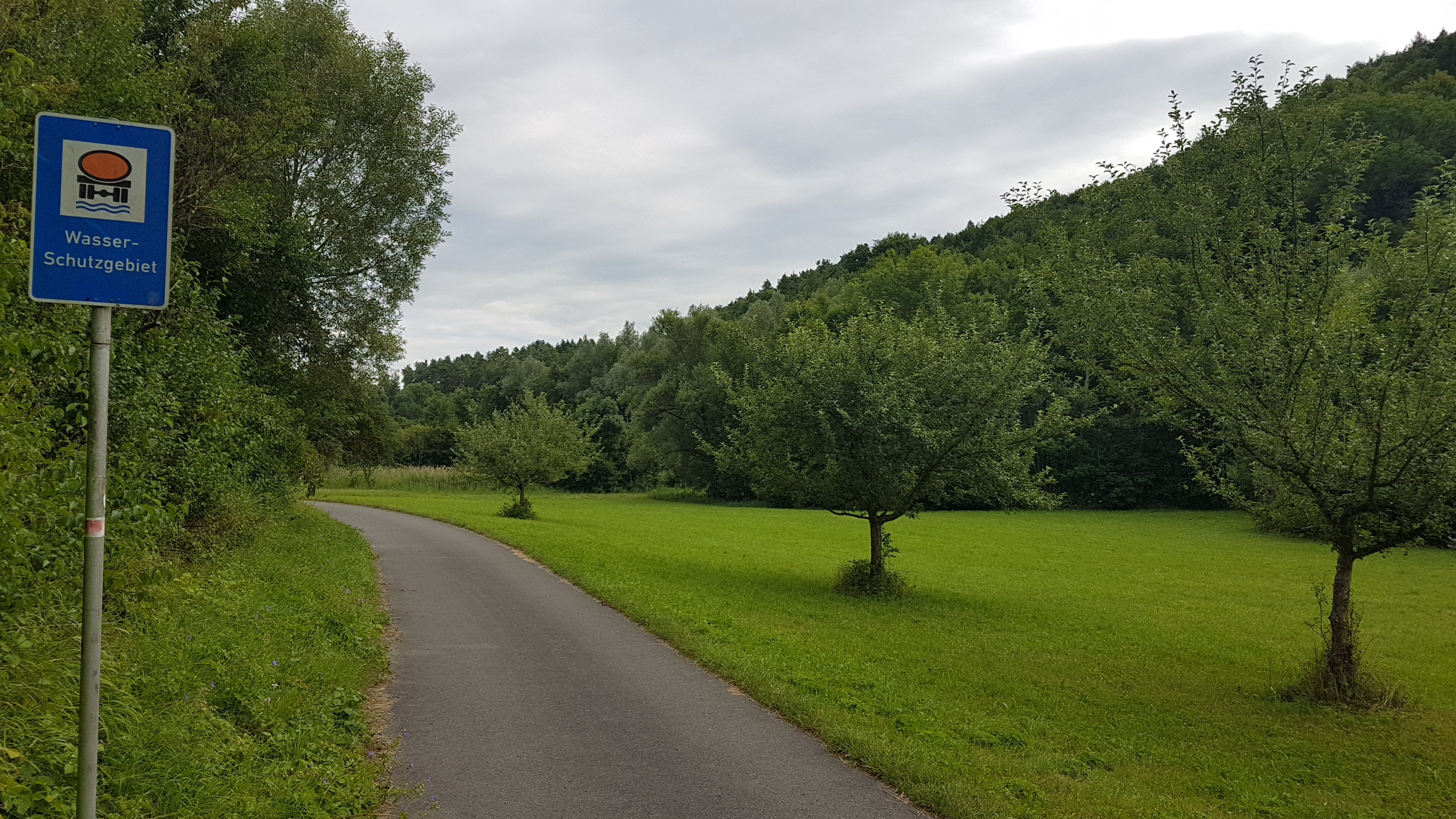
und das Wasserschutzgebiet am Muckbachtalradweg.

### Klima
Dittwar's Klima wird als warm und gemäßigt klassifiziert. Der Jahresniederschlag beträgt 662 mm. Es gibt ganzjährig deutliche Niederschläge, wobei selbst der trockenste Monat März noch vergleichsweise hohe Niederschlagsmengen aufweist. Am meisten regnet es im Juni. In Dittwar herrscht im Jahresdurchschnitt eine Temperatur von 9,6 °C. Die durchschnittlichen Temperaturen schwanken im Jahresverlauf um 18,6 °C zwischen dem wärmsten Monat im Juli (mit durchschnittlich 18,5 °C) und dem kältesten im Januar (mit durchschnittlich -0,1 °C).
|                        | Jan  | Feb  | Mär | Apr  | Mai  | Jun  | Jul  | Aug  | Sep  | Okt  | Nov | Dez  |   |     |
| Mittl. Temperatur (°C) | −0,1 | 1,3  | 5,2 | 9,6  | 13,7 | 16,9 | 18,5 | 18,1 | 15,1 | 10,2 | 4,8 | 1,6  | ⌀ | 9,6 |
| Mittl. Tagesmax. (°C)  | 2,5  | 4,5  | 9,7 | 14,8 | 19,3 | 22,4 | 24,0 | 23,6 | 20,5 | 14,6 | 7,7 | 4,0  | ⌀ | 14  |
| Mittl. Tagesmin. (°C)  | −2,6 | −1,9 | 0,8 | 4,4  | 8,1  | 11,5 | 13,1 | 12,7 | 9,8  | 5,8  | 1,9 | −0,8 | ⌀ | 5,3 |
|                        |      |      |     |      |      |      |      |      |      |      |     |      |   |     |
| Niederschlag (mm)      | 45   | 45   | 44  | 49   | 62   | 78   | 64   | 71   | 49   | 47   | 53  | 55   | Σ | 662 |
|                        |      |      |     |      |      |      |      |      |      |      |     |      |   |     |
| Regentage (d)          | 19   | 12   | 15  | 13   | 14   | 12   | 13   | 13   | 10   | 13   | 12  | 18   | Σ | 164 |

| −2,6 |

| −1,9 |

| 0,8 |

| 4,4 |

| 8,1 |

| 11,5 |

| 13,1 |

| 12,7 |

| 9,8 |

| 5,8 |

| 1,9 |

| −0,8 |

| −2,6 |

| −1,9 |

| 0,8 |

| 4,4 |

| 8,1 |

| 11,5 |

| 13,1 |

| 12,7 |

| 9,8 |

| 5,8 |

| 1,9 |

| −0,8 |

| N i e d e r s c h l a g | 45  | 45  | 44  | 49  | 62  | 78  | 64  | 71  | 49  | 47  | 53  | 55  |
|                         | Jan | Feb | Mär | Apr | Mai | Jun | Jul | Aug | Sep | Okt | Nov | Dez |

## Geschichte

### Frühzeit
Prähistorische Funde, unter anderem ein Opferstein am Heidenkessel, deuten darauf hin, dass das heutige Dittwarer Siedlungsgebiet bereits in der Zeit v. Chr. besiedelt war. Am „Wetterkreuz“ trafen sich die beiden Keltenfernstraßen Main-Neckar und Spessart-Hohenlohe. Auch der Opferstein am Heidenkessel ist wahrscheinlich keltischen Ursprungs.

### Mittelalter
Um das Jahr 1100 wurde Dittwar erstmals urkundlich erwähnt als „Tieteburen“. Noch vor dem Jahre 900 wird eine Besiedelung des Ortes als Ausbauort auf Kosten des abgegangenen Willenzheim angenommen. Im Jahre 1169 folgte eine weitere urkundliche Erwähnung, als Henricus de Luden sein Castrum „Dietebure“ dem Fürstbischof Herold zu Würzburg vermachte und wieder als Lehen zurückbekam. In der Folge durfte das Kloster Gerlachsheim Abgaben von den Dittwarer Bürgern verlangen. Die längste Zeit seiner nachweisbaren Geschichte gehörte Dittwar den Fürstbischöfen von Würzburg und später von Mainz. Die Burg hatte innerhalb der bischöflichen Oberhoheit verschiedene Herren. 1197 mussten die Einwohner Dittwars auf Anordnung der Herren von Rineck, die Erben und Nachfahren der de Luden waren, bedeutende Sachwerte an das Kloster Gerlachsheim abliefern. Ab 1222 wurde die Gemeinde als selbständige Pfarrei genannt. 1245 wurde Conradus zu Tieteburen als erster Ortsadeliger genannt. 1369 wurde die Dittwarer Burg „Helle“ im Besitz des Münch aufgeführt, bevor diese 1371 von den Herren von Riedern übernommen wurde.
Der Ortsname entwickelte sich von „Ditebure“ (dit (mhd) = Volk, Leute, gemein, gewöhnlich; bure (mhd) = Bauer, Nachbar) über „Dydebuor“, „Dytbuer“, „Dietbur“, „Dytewure“, „Dietwar“ zu „Dittwar“. Ein zweiter Deutungsansatz für bure weist auf das mittelhochdeutsche Wort burc hin. Da die Erstnennung Dittwars im Zusammenhang mit der Schenkung des Castrum Dietebure von Graf Henricus de Luden an den Fürstbischof von Würzburg steht, könnte damit auch eine einfache Burg gemeint sein. Im 12. Jahrhundert waren dies meist einfache Holz- oder Steintürme auf natürlichen oder künstlichen Erhöhungen. Für Dittwar ist eine solche Burg auf dem Gewann Losenhof, der Anhöhe zwischen Dittwar und Hof Steinbach, nachgewiesen. Von dort konnte der Eingang zum Muckbachtal und damit der Zugang nach Oberlauda und Heckfeld überwacht werden. In der umgangssprachlichen Ortsbezeichnung „Dibba“ sind die mittelhochdeutschen Wurzeln noch erkennbar.
In den folgenden Schreibweisen wurde Dittwar im Laufe der Geschichte urkundlich erwähnt:
- 1100 Tieteburen
- 1169 Ditebure, auch Dietebure
- 1343 Dydebuor
- 1368 Dytbuer
- 1371 Dietbur
- 1383 Dytewure
- 1407 Dietwar
- 1615 Dittwar

### Neuzeit
Im Jahre 1502 wurde Willetzheim (manchmal auch Willenzheim oder Wieletzheim genannt) – eine alte, vermutlich frühmittelalterliche Siedlung auf der historischen Gemarkung von Dittwar – beim Amt Grünsfeld urkundlich erwähnt. 1560 wurde das vor der Gebietsreform in Baden-Württemberg auf der Dittwarer Gemarkung liegende Dorf Willetzheim erneut urkundlich erwähnt. Als der Ort in der zweiten Hälfte des 16. Jahrhunderts oder der ersten Hälfte des 17. Jahrhunderts wohl aufgegeben wurde, blieb er nur noch als Flurname zwischen Dittwar und Dittigheim erhalten.
1581 wurde ein Kauf „der Mühlen und des zugehörigen Güterstandes“ in Dittwar urkundlich erwähnt. 1591 erlangte das Fürstbistum Mainz die Oberhoheit über Dittwar bis zu dessen Säkularisation 1803. 1631 wurde die Dittwarer Burg „Helle“ zerstört. 1660 wurden zwei Figuren am Kreuzhölzlein aufgefunden, welche die spätere Wallfahrt zum Kreuzhölzle Dittwar begründeten. 1668 kam es zur ältesten bekannten Volkszählung. 1803 erhielt der Fürst zu Leiningen auf Grund des Napoleonischen Entschädigungsvertrages unter anderem Dittwar mit seiner Gemarkung. Nach Auflösung des Fürstentums durch die Rheinbundakte gehörte Dittwar ab 1806 dann zum neuen Großherzogtum Baden und ab 1919 zum Land Baden, das aus dem Großherzogtum Baden hervorging, bevor der Ort ab 1871 zum Deutschen Reich gehörte. Als es 1952 zur Gründung des Südweststaates kam, löst sich Baden in seiner Selbständigkeit auf und Dittwar gehörte fortan zum neu geschaffenen Bundesland Baden-Württemberg.
In der Nachkriegszeit wurden im Ort neue Wohngebiete in den Gewannen Mühläcker (im Jahr 1950) und Kirchenberg (im Jahr 1963) geschaffen. Im Bereich Dittwar-Oberlauda fand von 1969 bis 1989 die Flurbereinigung durch das Amt für Flurneuordnung und Landentwicklung Tauberbischofsheim statt.
Ab 1813 gehörte der Ort zum Bezirksamt Tauberbischofsheim, das wiederum im Landkreis Tauberbischofsheim und 1973 im Main-Tauber-Kreis aufging. Am 1. Januar 1975 wurde die zuvor selbstständige Gemeinde Dittwar gemeinsam mit Distelhausen und Dittigheim während der Gebietsreform in Baden-Württemberg nach Tauberbischofsheim eingemeindet.
Am 21. Juni 1984 zerstörte ein Jahrhunderthochwasser, die Fronleichnamsflut, große Teile des Dittwarer Ortskernes und der umliegenden Gemeinden, insbesondere in Königheim. Der baden-württembergische Ministerpräsident Lothar Späth besuchte Dittwar, einen der am schwersten betroffenen Orte im Katastrophengebiet, am 23. Juni 1984. Daraufhin erfolgte eine große, mit Mitteln des Landes Baden-Württemberg geförderte Sanierung.
Vom 19. bis 21. Juli 2019 wird im Rahmen des Dorffestes das 850-jährige Bestehen von Dittwar gefeiert. Diesbezüglich plant der Heimat- und Kulturverein Dittwar eine neue Ortschronik vorzustellen, die sich mit der Zeit ab 1960 beschäftigen wird.

### Einwohnerentwicklung
| Jahr | Dittwarer Bevölkerung | Sonstiges |
| ---- | --------------------- | --- |
| 1668 | 357                   | „80 Herdstätten, 80 Männer, 85 Weiber, 100 Söhne und 92 Töchter“ wurden genannt (Ortschronik)                       |
| 1852 | 779                   | Beiträge zur Statistik der Inneren Verwaltung des Großherzogthums Baden (Die Volkszählung im Dezember 1852).        |
| 1871 | 744                   | Volkszählungsergebnisse                                                                                             |
| 1880 | 736                   | Volkszählungsergebnisse                                                                                             |
| 1890 | 737                   | Volkszählungsergebnisse                                                                                             |
| 1895 | 750                   | „darunter zwölf aktive Priester“ (Ortschronik)                                                                      |
| 1900 | 745                   | Volkszählung im Deutschen Reich (Ortschronik)                                                                       |
| 1910 | 680                   | Volkszählungsergebnisse                                                                                             |
| 1925 | 686                   | Volkszählungsergebnisse                                                                                             |
| 1933 | 685                   | Statistik des Deutschen Reichs. Band 451: Volks-, Berufs- und Betriebszählung vom 16. Juni 1933.                    |
| 1939 | 630                   | Statistik des Deutschen Reichs. Band 552: Volks-, Berufs- und Betriebszählung vom 17. Mai 1939.                     |
| 1950 | 779                   | Volkszählungsergebnisse                                                                                             |
| 1956 | 745                   | Volkszählungsergebnisse                                                                                             |
| 1961 | 745                   | Volks-, Berufs- und Arbeitsstättenzählungen in Westdeutschland vom 6. Juni 1961 (Gemeindeverzeichnis; Ortschronik)  |
| 1970 | 782                   | Volks-, Berufs- und Arbeitsstättenzählungen in Westdeutschland vom 27. Mai 1970 (Gemeindeverzeichnis)               |
| 2015 | 764                   | Fortgeschriebene Daten der Stadt Tauberbischofsheim anhand der Volkszählung in der Europäischen Union 2011 (Zensus) |

Quellen: Chronik der Gemeinde Dittwar, Statistiken des Deutschen Reichs, Volkszählungsergebnisse, Gemeindeverzeichnis und Angaben der Stadt Tauberbischofsheim

## Dialekt
Der im Ort gesprochene Dialekt gehört der taubergründischen Mundart an. Diese wird dem Ostfränkischen Sprachraum zugerechnet.
| im Dittwarer Dialekt                                                                          | Hochdeutsch              | Regionale Zuordnung, Anmerkungen                                                     |
| --------------------------------------------------------------------------------------------- | ------------------------ | ------------------------------------------------------------------------------------ |
| Aale (n)                                                                                      | Ei                       |                                                                                      |
| Aache (f))                                                                                    | Eiche                    |                                                                                      |
| Äarbt/Ärwet (f)                                                                               | Arbeit                   |                                                                                      |
| ausschdaffiere (ver)                                                                          | ausstatten               |                                                                                      |
| babbelt (ver)                                                                                 | spricht                  |                                                                                      |
| Bäch (n)                                                                                      | Pech                     | ugs. für Unglück                                                                     |
| Bäsche (m)                                                                                    | Besen                    |                                                                                      |
| Ba(r)ble (m)                                                                                  | Regenschirm              |                                                                                      |
| Bendel (m)                                                                                    | Schnur                   | ugs. auch für Kordel                                                                 |
| Biereboom (m)                                                                                 | Birnenbaum               |                                                                                      |
| bläide (ver)                                                                                  | fortgehen                |                                                                                      |
| Bläss (m)                                                                                     | Kopf                     |                                                                                      |
| Blood (n)                                                                                     | Blatt                    |                                                                                      |
| Boach (f/m)                                                                                   | Bach                     | ugs. auch (die) Boach, statt der Bach                                                |
| Bobbe (f)                                                                                     | Puppe                    |                                                                                      |
| Bool (m)                                                                                      | Ball                     |                                                                                      |
| Boolich (m)                                                                                   | Balg                     | ugs. für Blasebalg                                                                   |
| Boom (m)                                                                                      | Baum                     |                                                                                      |
| Boude (m)                                                                                     | Boden                    | ugs. für Fußboden, Ackerboden, sowie für Speicher bzw. Dachboden                     |
| Bouz (f)                                                                                      | Vogelscheuche            |                                                                                      |
| Büscheme                                                                                      | Tauberbischofsheim       | ehemals als Bischofsheim bezeichnet                                                  |
| Daaf (f)                                                                                      | Taufe                    |                                                                                      |
| dabbit (adj)                                                                                  | ungeschickt              |                                                                                      |
| Dadde (m)                                                                                     | Vater                    |                                                                                      |
| Daihenger (m)                                                                                 | (Schimpfwort)            |                                                                                      |
| Dausch (f)                                                                                    | Mutterschwein            |                                                                                      |
| Deigschel (f)                                                                                 | Deichsel                 | ugs. auch für Lenkstange                                                             |
| Denn (f)                                                                                      | Tenne                    | ugs. auch für Scheunenboden                                                          |
| Diesch (m)                                                                                    | Tisch                    |                                                                                      |
| Döz (m)                                                                                       | dicker Kopf              |                                                                                      |
| Doofel (f)                                                                                    | Tafel                    | ugs. für Schreibtafel                                                                |
| Dorr (f)                                                                                      | Grünkerndarre            |                                                                                      |
| Dout (f/m)                                                                                    | Pate                     |                                                                                      |
| Drääg (m)                                                                                     | Dreck                    | ugs. auch für Schmutz                                                                |
| Eemez (f)                                                                                     | Ameisen                  |                                                                                      |
| Fäld (n)                                                                                      | Feld                     | ugs. auch für Acker                                                                  |
| Fasöle (f)                                                                                    | Bohnenkerne              |                                                                                      |
| Flaasch (n)                                                                                   | Fleisch                  |                                                                                      |
| Flogsch                                                                                       | Flachs                   |                                                                                      |
| Förscht (m)                                                                                   | Fürst                    |                                                                                      |
| Foos (n)                                                                                      | Faß                      |                                                                                      |
| Frad (f)                                                                                      | Freude                   |                                                                                      |
| Freckling (m)                                                                                 | (Schimpfwort)            |                                                                                      |
| Frousch (m)                                                                                   | Frosch                   |                                                                                      |
| Gääld (n)                                                                                     | Geld                     |                                                                                      |
| ge vörri (ver)                                                                                | geh vor                  |                                                                                      |
| getli (adj)                                                                                   | günstig/gelegen          |                                                                                      |
| giegse (ver)                                                                                  | stechen                  |                                                                                      |
| Gloosch (n)                                                                                   | Glas                     |                                                                                      |
| Gmoon (f)                                                                                     | Gemeinde                 |                                                                                      |
| Göüger (m)                                                                                    | Gockel                   | ugs., eine süddeutsche Bezeichnung für den Hahn                                      |
| go onne (ver)                                                                                 | hau ab/geh fort          |                                                                                      |
| Goore (m)                                                                                     | Garn                     |                                                                                      |
| gornet (adv)                                                                                  | gar nicht                |                                                                                      |
| Groache (m)                                                                                   | Kragen                   |                                                                                      |
| groos (adj)                                                                                   | groß                     |                                                                                      |
| Gruuch (m)                                                                                    | Krug                     |                                                                                      |
| gsoat (ver)                                                                                   | gesagt                   |                                                                                      |
| gwiesch (adv)                                                                                 | gewiss                   |                                                                                      |
| haal (adj)                                                                                    | heil                     | ugs. für unversehrt                                                                  |
| Hampfel                                                                                       | Handvoll                 | Sandhi-Bildung                                                                       |
| haschblich (adj)                                                                              | nervös                   |                                                                                      |
| Hawwer (m)                                                                                    | Hafer                    |                                                                                      |
| Heerle (m)                                                                                    | Opa                      |                                                                                      |
| Hejfe (f)                                                                                     | Hefe                     |                                                                                      |
| Hertle                                                                                        | Lattenrost für Dürrobst  |                                                                                      |
| hinnerschi                                                                                    | rückwärts                |                                                                                      |
| Hoomer (m)                                                                                    | Hammer                   |                                                                                      |
| hortli (adj)                                                                                  | schnell                  |                                                                                      |
| hot (adv)                                                                                     | rechts                   |                                                                                      |
| Houls (n)                                                                                     | Holz                     |                                                                                      |
| Housche (f)                                                                                   | Hose                     |                                                                                      |
| Jösses no                                                                                     | Jesus nein               | ugs. Ausruf des Erschreckens, Erstaunens o. Ä.                                       |
| kaafe (ver)                                                                                   | kaufen                   |                                                                                      |
| Kärch (f)                                                                                     | Kirche                   |                                                                                      |
| Kinn (Pl)                                                                                     | Kinder                   | ugs. für die Ein- als auch die Mehrzahl von Kind                                     |
| Klumpe                                                                                        | Quark                    |                                                                                      |
| Koder (m)                                                                                     | Kater                    | männliche Katze                                                                      |
| Kümmerling                                                                                    | Gurke                    |                                                                                      |
| Kummet                                                                                        | Geschirr für ein Gespann |                                                                                      |
| läsche (ver)                                                                                  | lesen                    |                                                                                      |
| Läwe (n)                                                                                      | Leben                    |                                                                                      |
| Latwerch/Laberches (f)                                                                        | Zwetschgenmarmelade      |                                                                                      |
| Lemeszeit                                                                                     | Spätnachmittag           |                                                                                      |
| letscht                                                                                       | vor kurzem               |                                                                                      |
| meschugge                                                                                     | durcheinander/verrückt   |                                                                                      |
| minnanner                                                                                     | miteinander              |                                                                                      |
| Moud (m)                                                                                      | Schlamm                  |                                                                                      |
| Mouscht (m)                                                                                   | Most                     | ugs. auch für Apfelwein                                                              |
| Näwel (m)                                                                                     | Nebel                    |                                                                                      |
| Noopf (m)                                                                                     | Napf                     | ugs. auch für Schüssel                                                               |
| nü (adv)                                                                                      | hinüber                  | ugs. auch nüber                                                                      |
| nuff (adv)                                                                                    | hinauf                   |                                                                                      |
| nunner (adv)                                                                                  | hinunter                 |                                                                                      |
| Ocksch (m)                                                                                    | Ochse                    |                                                                                      |
| Ohmer (m)                                                                                     | Eimer                    |                                                                                      |
| Ohmet (m)                                                                                     | Zweiter Heuschnitt       |                                                                                      |
| ohner                                                                                         | einer                    |                                                                                      |
| Ohroa (f)                                                                                     | Hang                     | ugs. für Böschung                                                                    |
| Opfel (m)                                                                                     | Apfel                    |                                                                                      |
| oube (adv)                                                                                    | oben                     |                                                                                      |
| Plootz (m)                                                                                    | flacher Hefeteigkuchen   |                                                                                      |
| pressiere                                                                                     | eilen                    |                                                                                      |
| protze (ver)                                                                                  | angeben                  |                                                                                      |
| Raaf (m)                                                                                      | Reif                     | ugs. für Raureif                                                                     |
| Rächt (n)                                                                                     | Recht                    |                                                                                      |
| reduur                                                                                        | zurück                   |                                                                                      |
| rejde (ver)                                                                                   | reden                    |                                                                                      |
| rü (adv)                                                                                      | herüber                  | ugs. auch rüber                                                                      |
| sabberlott                                                                                    | toll                     | ugs. Ausruf der Freude o. Ä.                                                         |
| schdagse (ver)                                                                                | stottern                 |                                                                                      |
| Schdeuber                                                                                     | Stütze                   |                                                                                      |
| schdribbse (ver)                                                                              | stehlen                  |                                                                                      |
| Schinger (m)                                                                                  | flacher Tragekorb        |                                                                                      |
| Schlabbe (f)                                                                                  | Hausschuhe               |                                                                                      |
| Schlagg (m)                                                                                   | großer Kerl/Mann         |                                                                                      |
| Schlejchel (m)                                                                                | Schlegel                 | ugs. für Schlägel (Werkzeug) bzw. für Keule (Fleisch)                                |
| schlejcht (ver)                                                                               | schlägt                  |                                                                                      |
| Schohle (f)                                                                                   | Tasse                    |                                                                                      |
| Schoude (m)                                                                                   | böser Mann/Draufgänger   |                                                                                      |
| Schrulle (f)                                                                                  | unansehnliche Frau       |                                                                                      |
| Schwaaß (m)                                                                                   | Schweiß                  |                                                                                      |
| schwätzt (ver)                                                                                | spricht                  |                                                                                      |
| Sester (m)                                                                                    | Dickkopf                 | steht auch für ein altes Trockenhohlmaß; Scheffel                                    |
| spaatze (ver)                                                                                 | spucken                  |                                                                                      |
| Staach (f)                                                                                    | Steige                   | ugs. für den Steigenweg von Dittwar in Richtung Oberlauda, am Rand des Steigegrabens |
| Staffel (f)                                                                                   | Treppe                   |                                                                                      |
| Straad (m)                                                                                    | Streit                   |                                                                                      |
| Stütze (f)                                                                                    | Holzkrug                 |                                                                                      |
| Sunn (f)                                                                                      | Sonne                    |                                                                                      |
| taguff                                                                                        | wohlauf                  |                                                                                      |
| udädele                                                                                       | kleiner Schaden          |                                                                                      |
| übberzwerch                                                                                   | durcheinander            | ugs. für kreuz und quer                                                              |
| Überzüchle (n)                                                                                | Kopfkissen               |                                                                                      |
| uffgschwänzt/uffgedackelt                                                                     | aufgetakelt              | ugs. für sehr auffällig kleiden, zurechtmachen                                       |
| verhawe (ver)                                                                                 | verhauen                 |                                                                                      |
| verlechelt (adj)                                                                              | ausgetrocknet            |                                                                                      |
| Vodder (m)                                                                                    | Vater                    |                                                                                      |
| vörschi (adv)                                                                                 | vorwärts                 |                                                                                      |
| Wäch (m)                                                                                      | Weg                      | ugs. auch für Straße                                                                 |
| Waschlavoor (f)                                                                               | Waschschüssel            |                                                                                      |
| Wejd/Weed (f)                                                                                 | Tränke                   | ugs. für eine breite Wasserstelle                                                    |
| Wejert (m)                                                                                    | Weinberg                 |                                                                                      |
| Wiesche (f)                                                                                   | Wiese                    |                                                                                      |
| wist (adv)                                                                                    | links                    |                                                                                      |
| woar                                                                                          | war                      |                                                                                      |
| zammegedatscht                                                                                | ein-/zusammengefallen    |                                                                                      |
| Zemmel (m)                                                                                    | Zweig                    |                                                                                      |
| Zichle (n)                                                                                    | Kopfkissen               | ugs. auch Überzüchle                                                                 |
| Zohne (m)                                                                                     | Korb                     |                                                                                      |
| Zoo (m)                                                                                       | Zahn                     |                                                                                      |
| n = neutrum, f = feminin, m = maskulin, Pl = Plural, adj = Adjektiv, adv = Adverb, ver = Verb |                          |                                                                                      |

## Religion

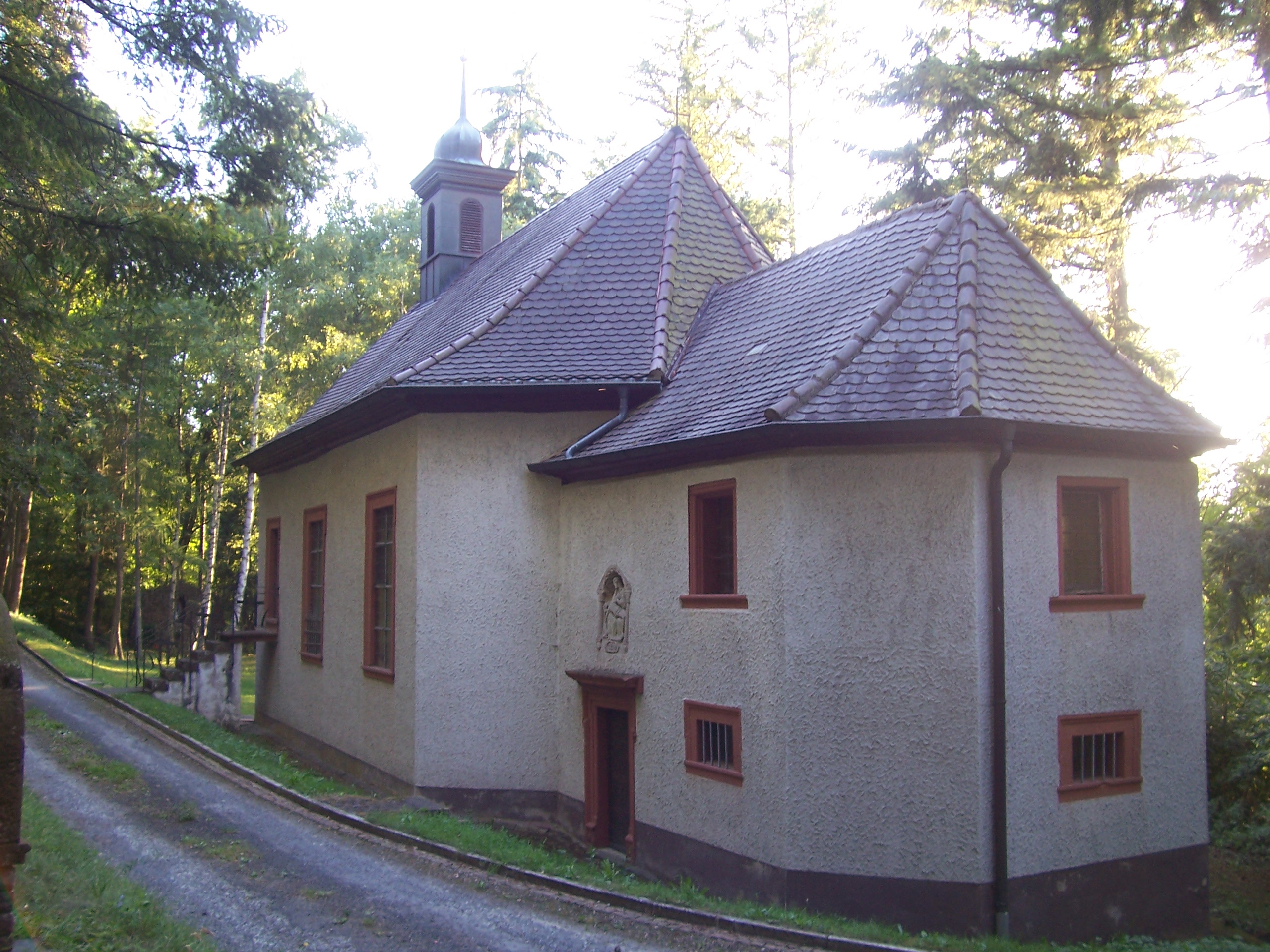
Kreuzkapelle (Kreuzhölzle) bei Dittwar

### Christentum
Das Christentum fand in Dittwar wohl schon in der Zeit nach dem heiligen Bonifatius Einzug, als dieser das Bistum Würzburg gründete und im Jahr 722 im benachbarten Tauberbischofsheim eine Kirche einweihte. Im Jahre 1222 wurde in Dittwar eine selbständige Pfarrei mit eigener Kirche genannt. 1232 wurde ein Leutpriester erwähnt. Trotz bestehender Pfarrpfründe unter Mainzer Patronat wurde Dittwar bis 1618 von der Martinskirche in Königheim, dann von der Stadtkirche St. Martin aus Tauberbischofsheim pastoriert. Im Jahre 1702 wurde in Dittwar eine Pfarrei neu errichtet.

#### Pfarrgemeinde St. Laurentius
Es gibt eine römisch-katholische Pfarrgemeinde St. Laurentius Dittwar mit einer 1754 erbauten Barockkirche. Da es in Dittwar keine evangelische Kirche gibt, besuchen die evangelischen Gottesdienstteilnehmer die evangelische Christuskirche in Tauberbischofsheim.

#### Wallfahrt zum Kreuzhölzle
Im Jahre 1669 fanden Kinder beim Holzsammeln zwei Figuren, Maria und Johannes, in einer Eiche. Über dem Baumstumpf wurde 1683 der Altar der heutigen Kreuzkapelle errichtet. Seit 1670 ist eine Wallfahrt zum Kreuzhölzle nachgewiesen. Der aus Dittwar stammende OPraem Gottfried Hammerich stiftete die Mittel für den Bau einer Kreuzkapelle. 1730 erhielt die Kreuzkapelle eine Sakristei. In der Folge wurden auch eine Orgel eingebaut und der Dittwarer Kreuzweg erhielt bis 1747 kleine Steinkapellen für jede der 14 Kreuzwegstationen. Die 12. Kapelle wurde „Kalvarienberg“ genannt, da sie größer als die Übrigen war und sich in der „Kalvarienbergkapelle“ ein Altar zur Erinnerung an die Kreuzigung befand. Ursprünglich handelte es sich beim Dittwarer Kalvarienbergkapelle um eine Behausung der Einsiedler. Diese wurde aber von einem Freiherrn Bettendorff aus Gissigheim zu einem Kapellchen umgebaut. Die Einweihung des Kreuzweges erfolgte im Jahre 1759 durch die Tauberbischofsheimer Franziskaner. In den 1790er-Jahren wurde 60 Schritte hinter der Kreuzkapelle eine Mariengrotte mit Travertinbrocken von der Dittwarer Gemarkung Heidenkessel erbaut und bald darauf vergrößert. 2009 wurde die 250-jährige Einweihung des Kreuzweges mit einem Kreuzfest gefeiert. Heute finden jährlich im Mai zur Kreuzauffindung und im September zur Kreuzerhöhung Wallfahrten statt.

Kreuzweg zur Dittwarer Kreuzkapelle
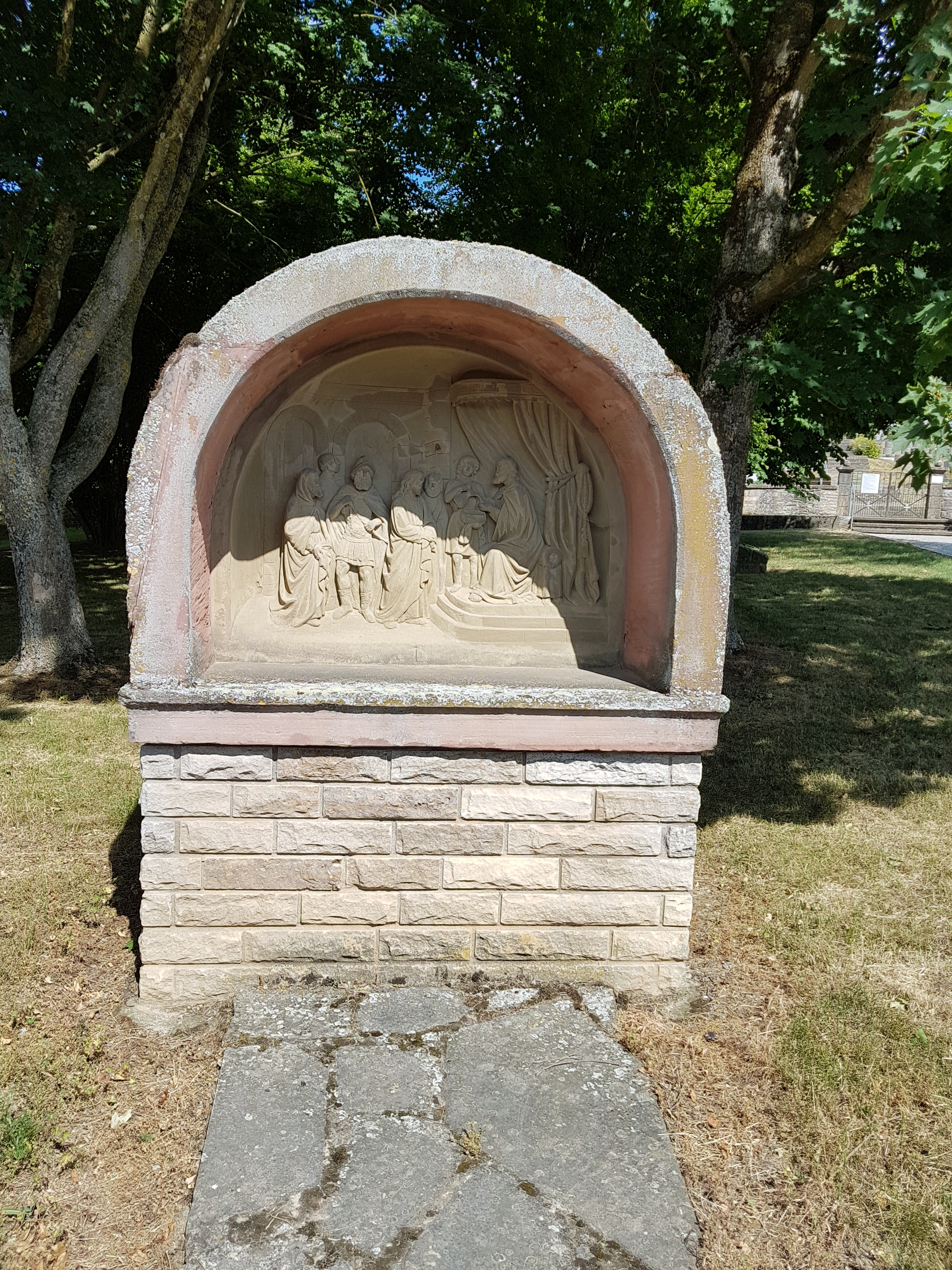
I. Jesus wird zum Tode verurteilt
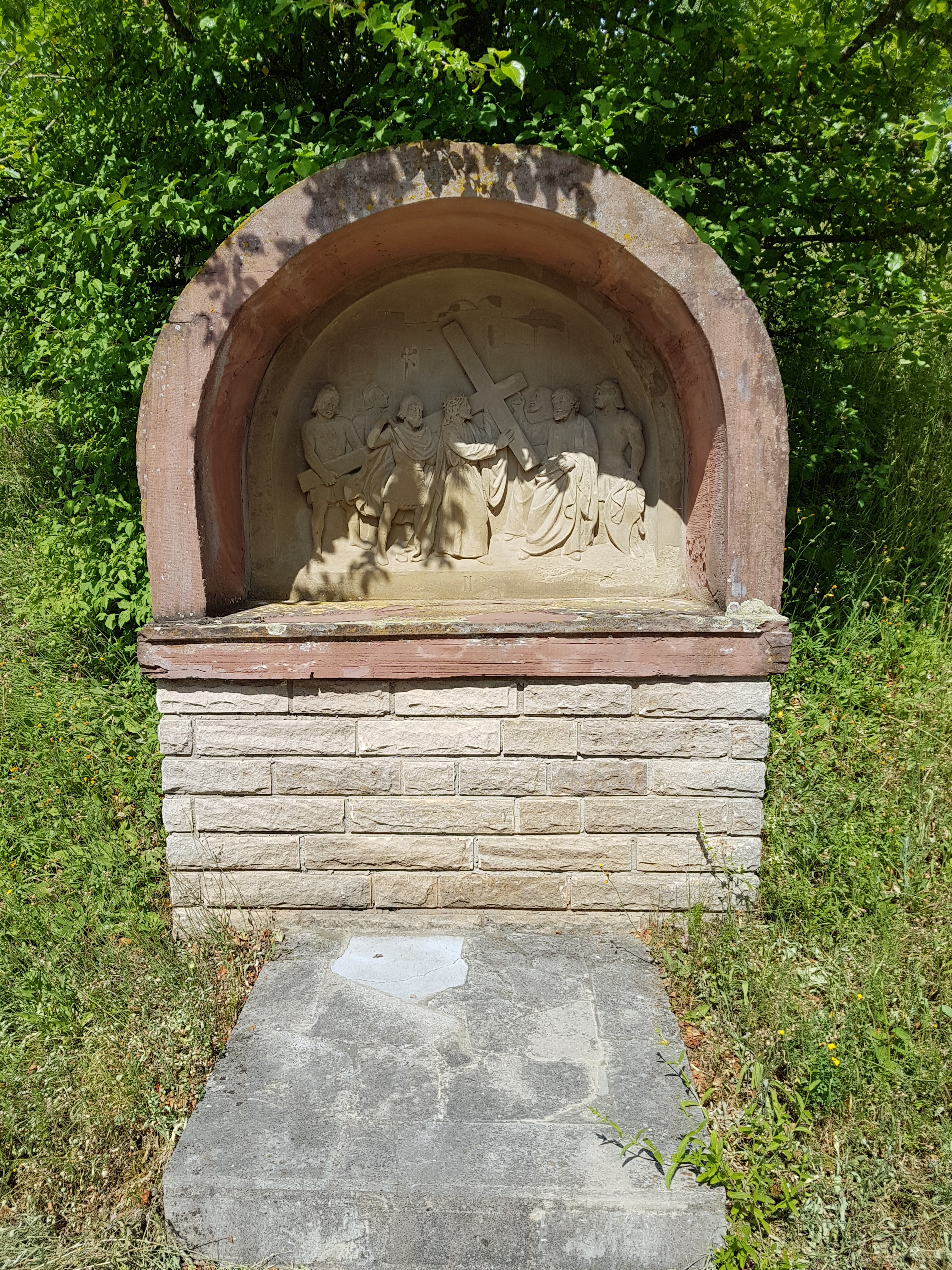
II. Jesus nimmt das Kreuz auf seine Schultern
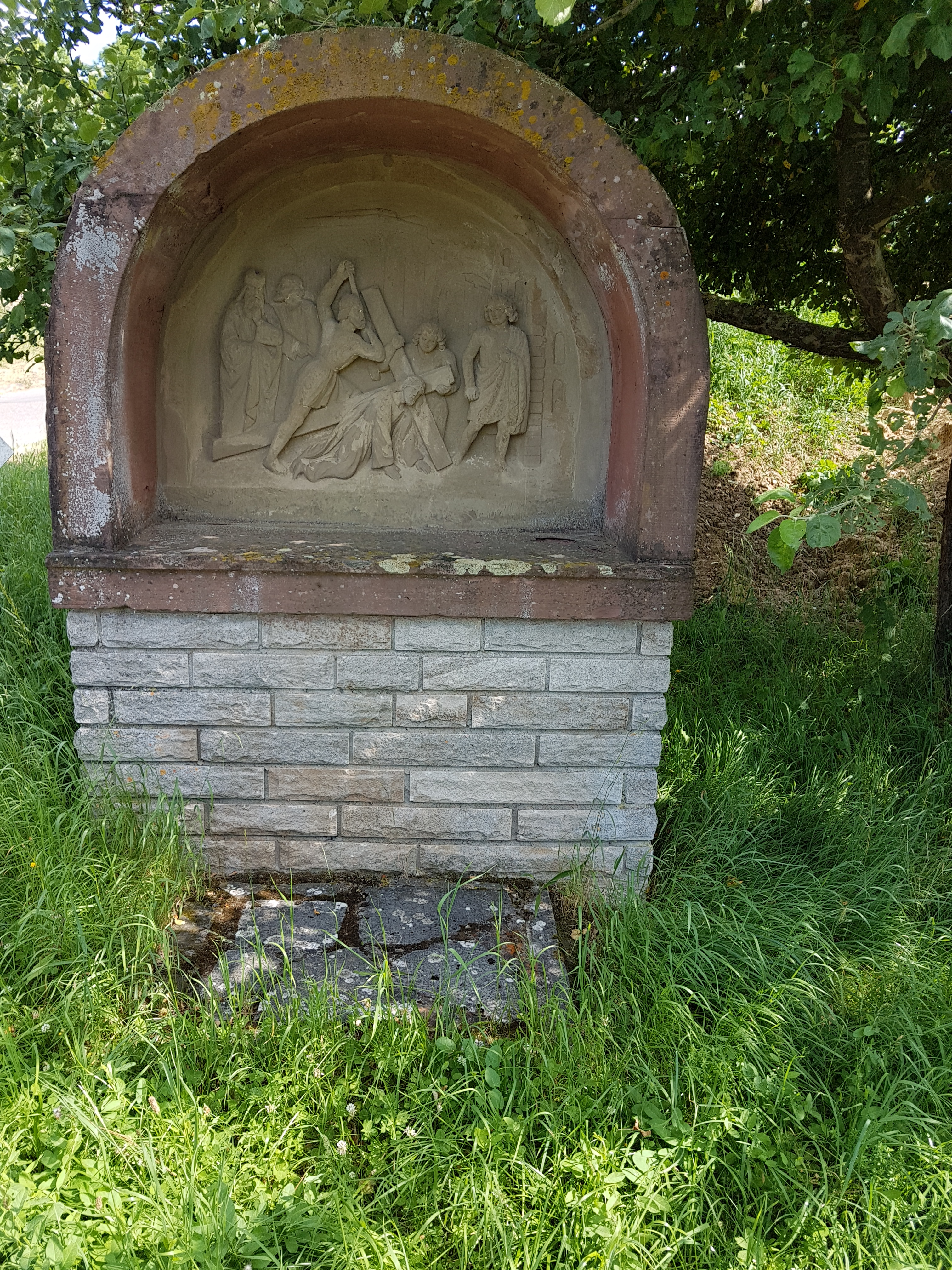
III. Jesus fällt zum ersten Mal unter dem Kreuze
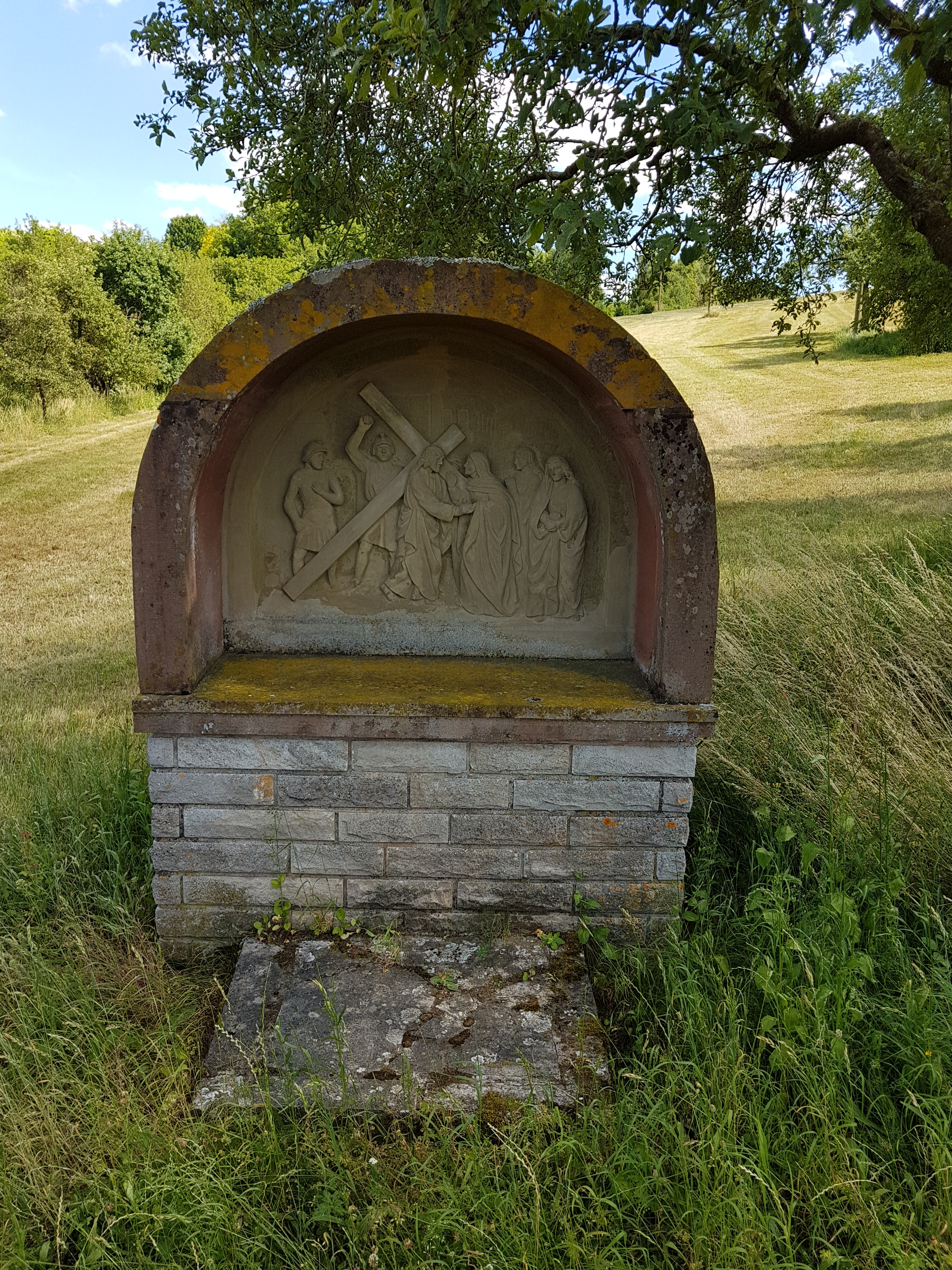
IV. Jesus begegnet seiner hl. Mutter
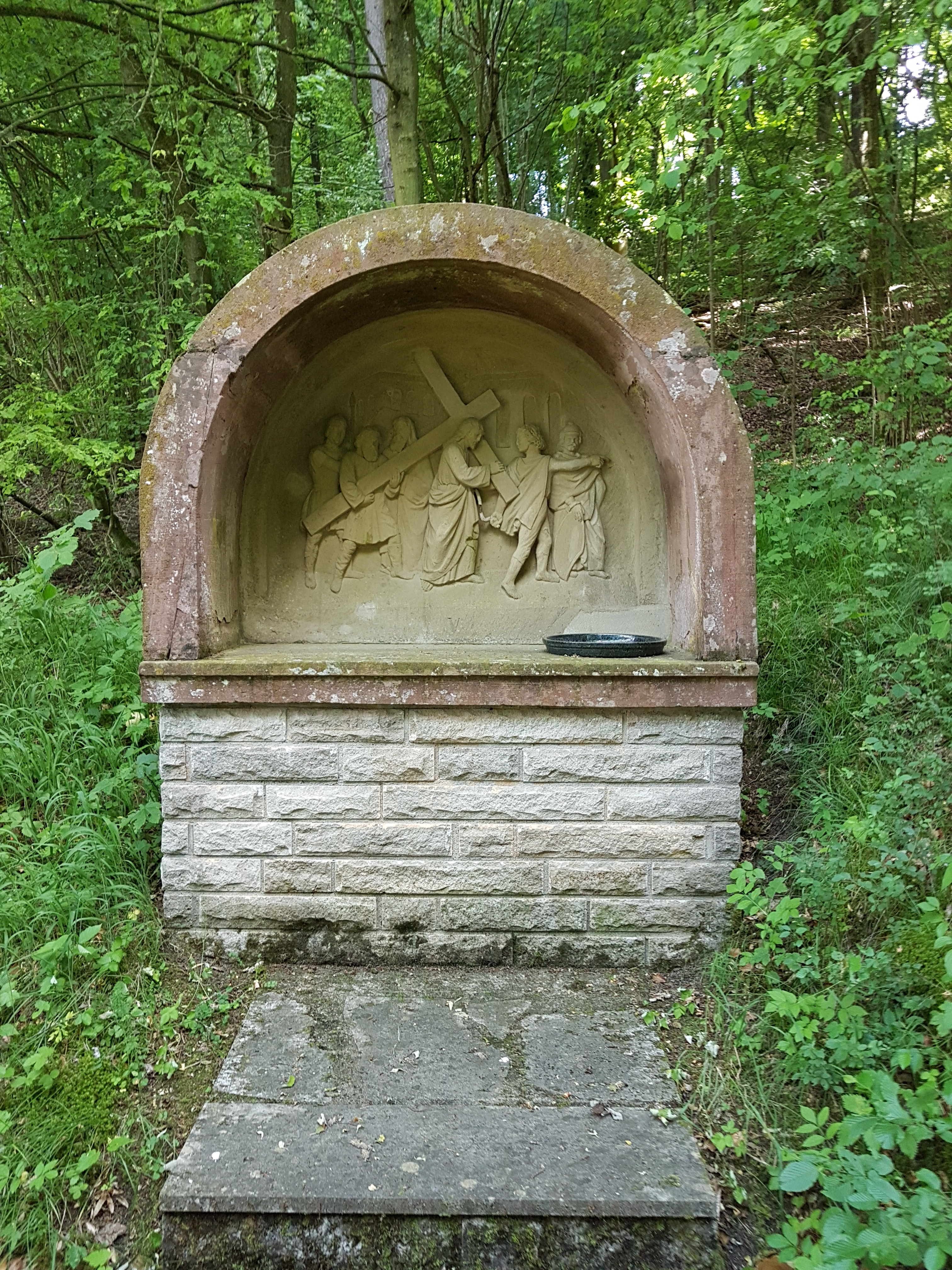
V. Simon von Cyrene hilft Jesus das Kreuz tragen
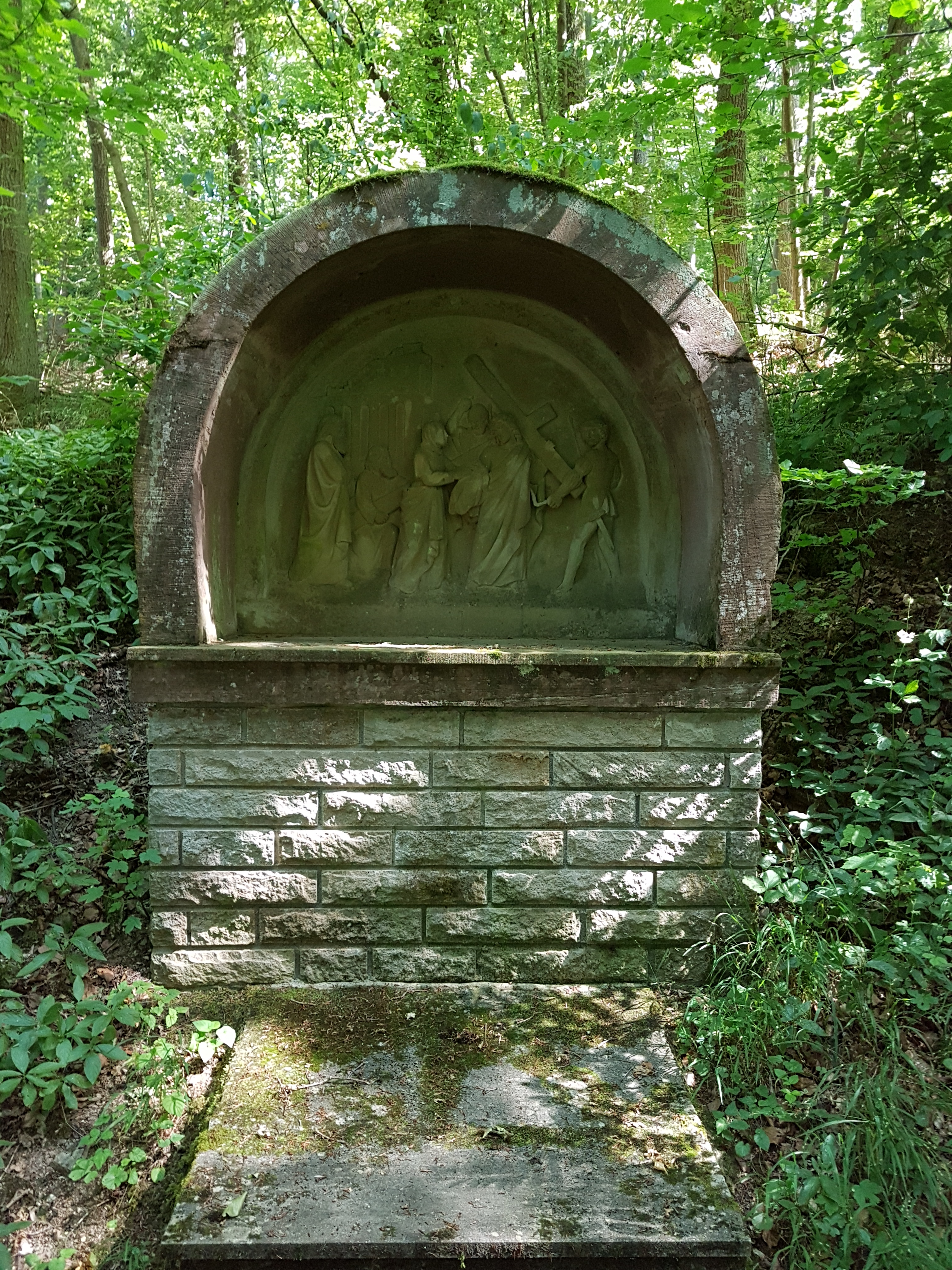
VI. Veronika reicht Jesus das Schweißtuch
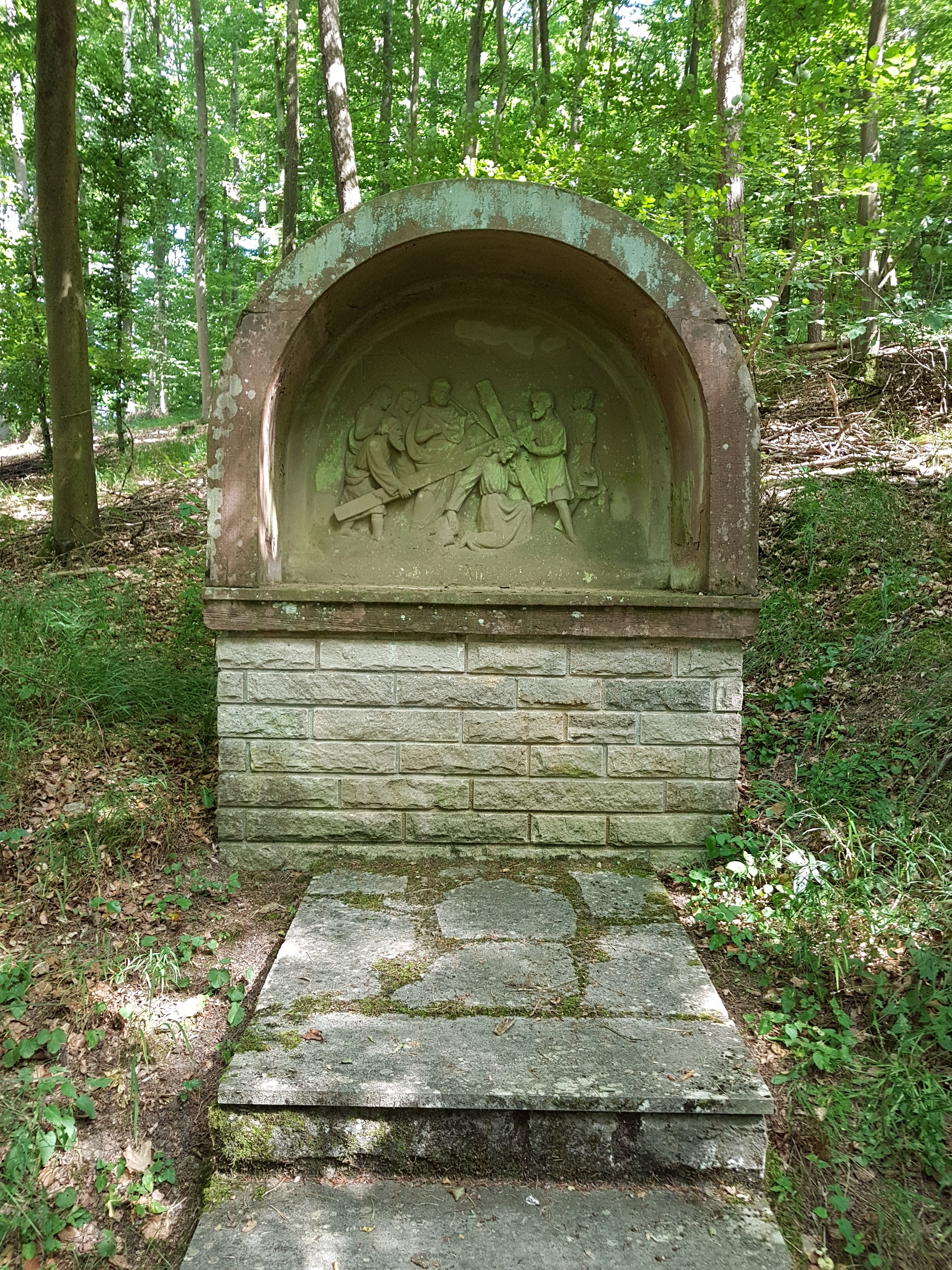
VII. Jesus fällt zum zweiten Mal unter dem Kreuze
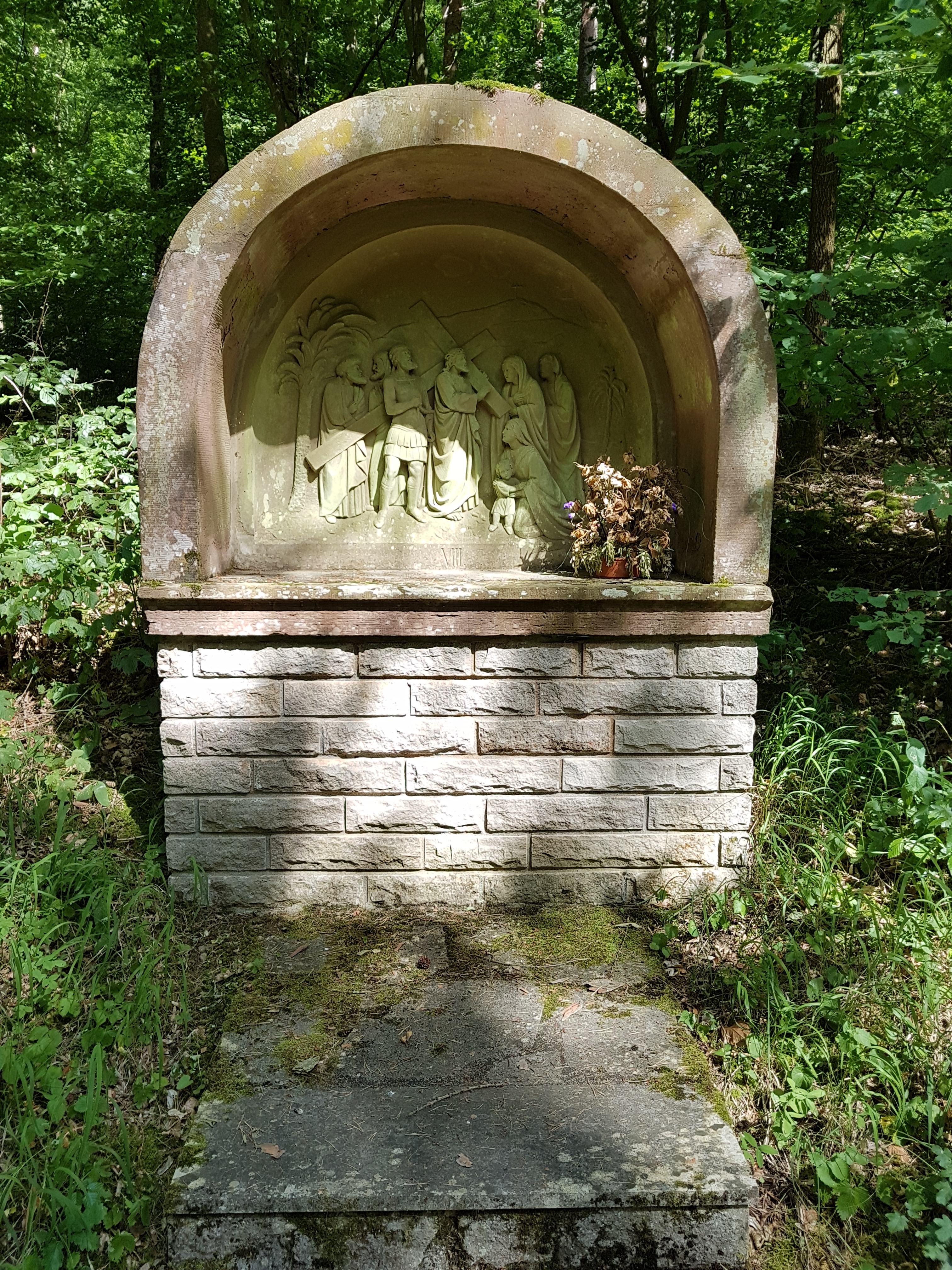
VIII. Jesus tröstet die weinenden Frauen von Jerusalem
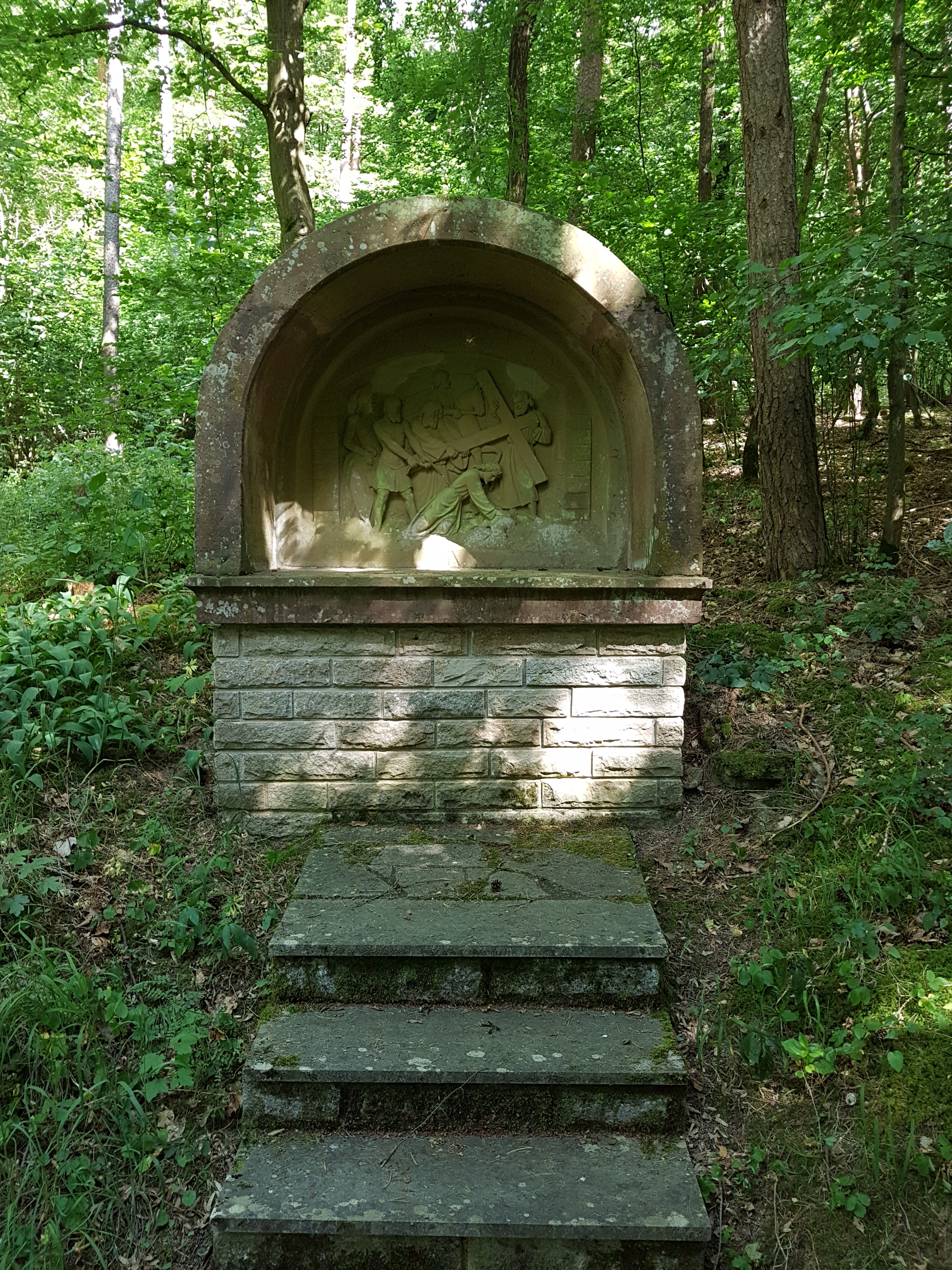
IX. Jesus fällt zum dritten Mal unter dem Kreuze
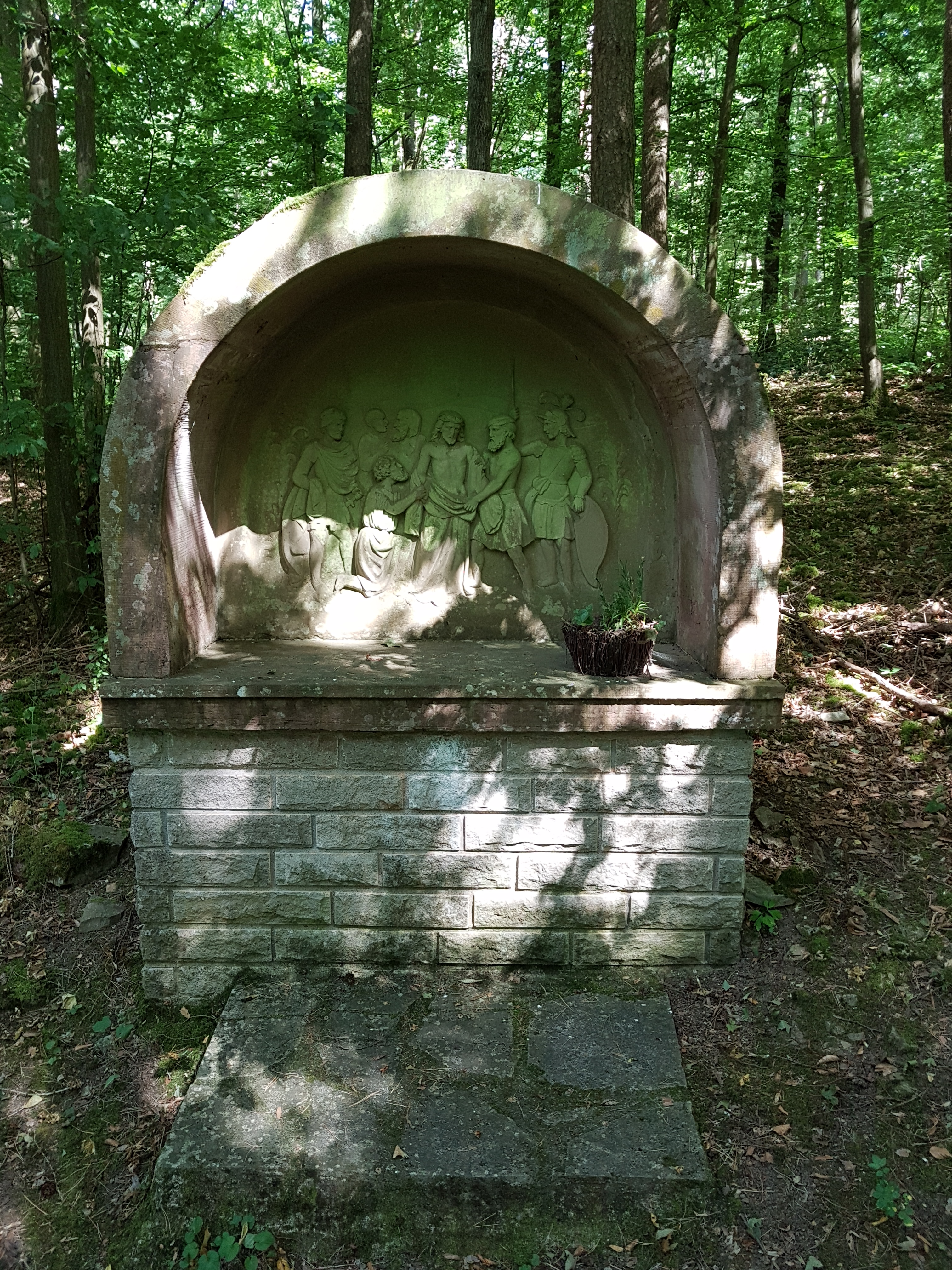
X. Jesus wird seiner Kleider beraubt
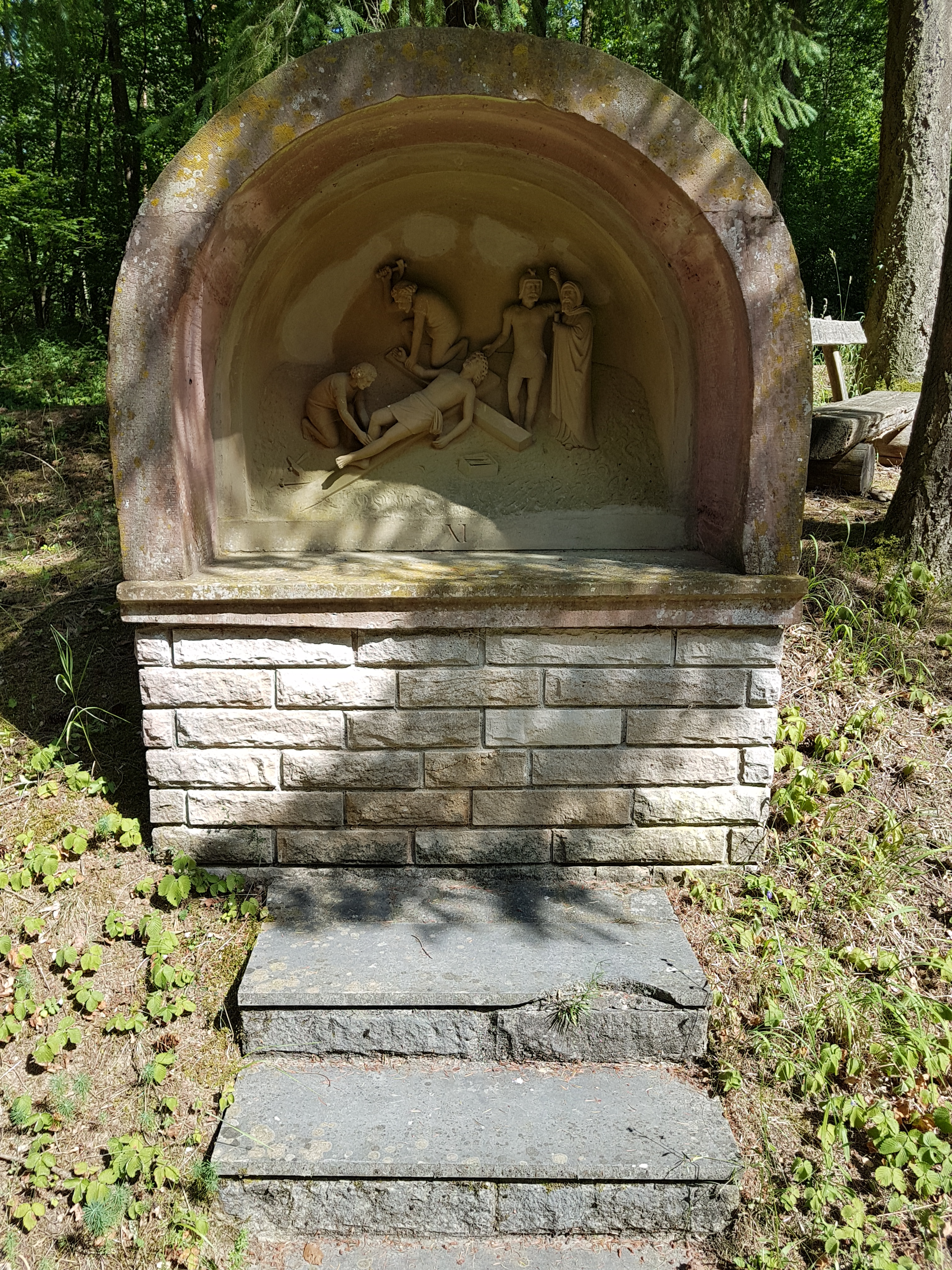
XI. Jesus wird an das Kreuz genagelt
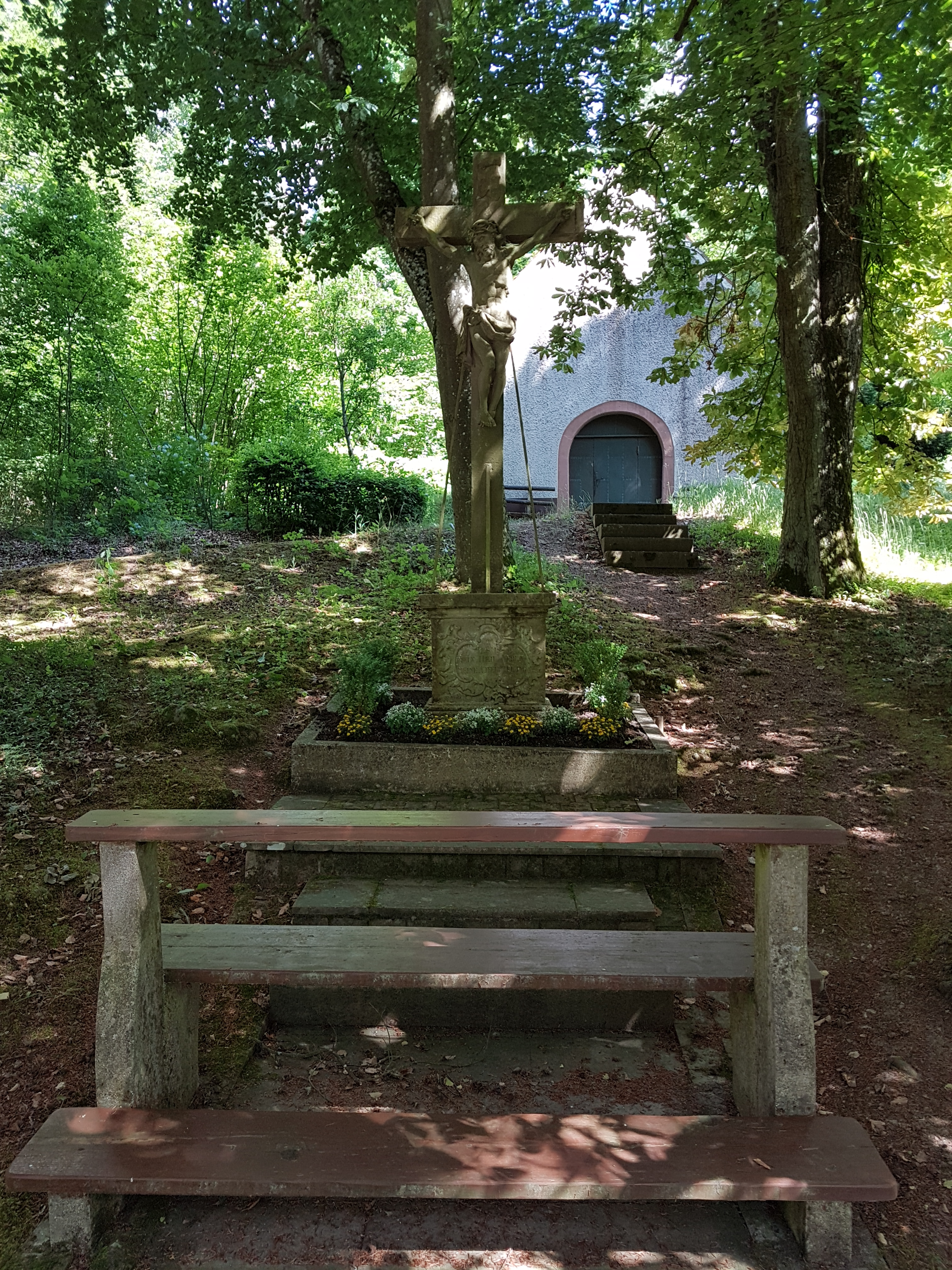
XII. Jesus stirbt am Kreuze, im Hintergrund die Kalvarienbergkapelle
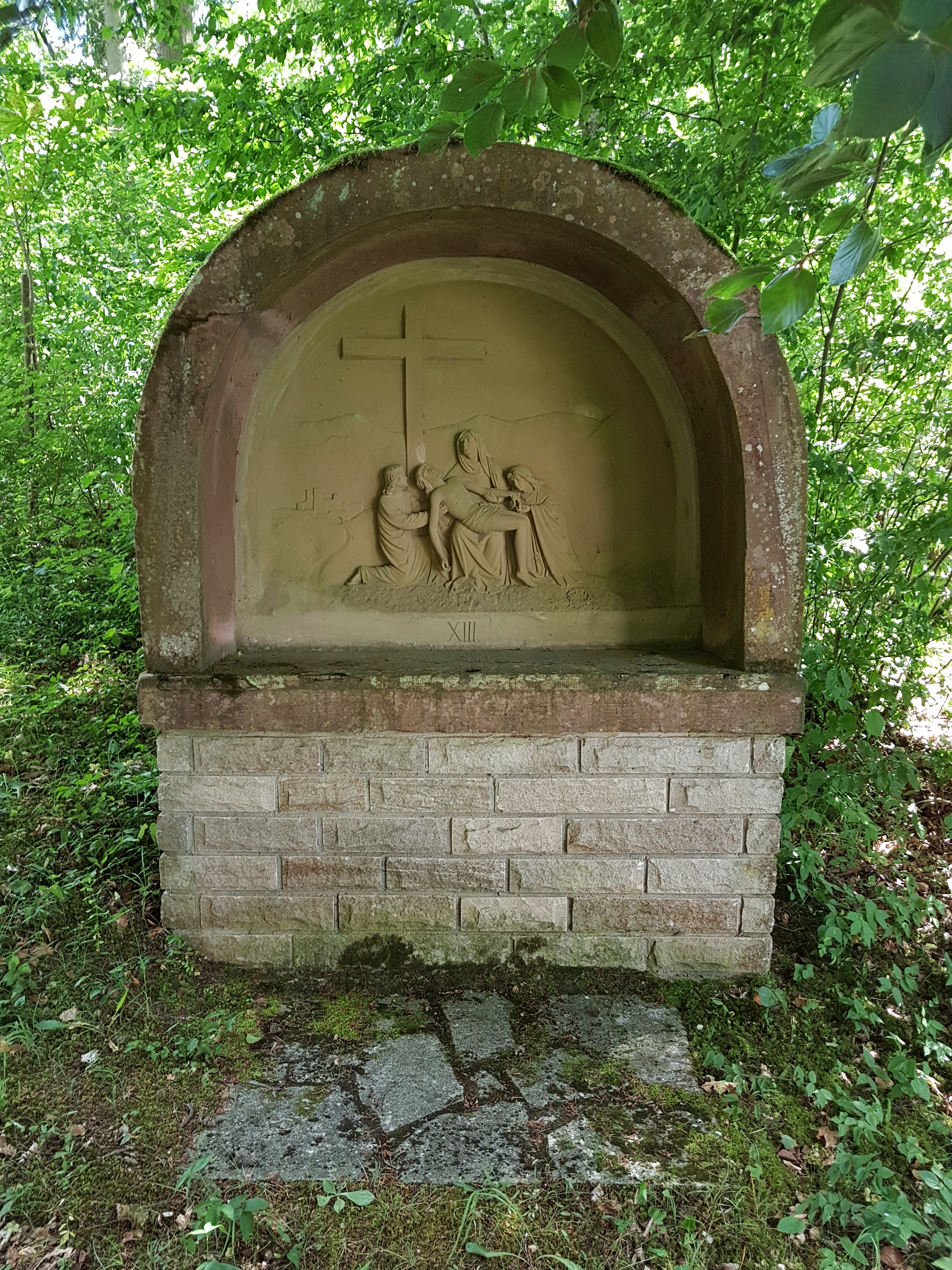
XIII. Der Leichnam Jesu wird vom Kreuze abgenommen
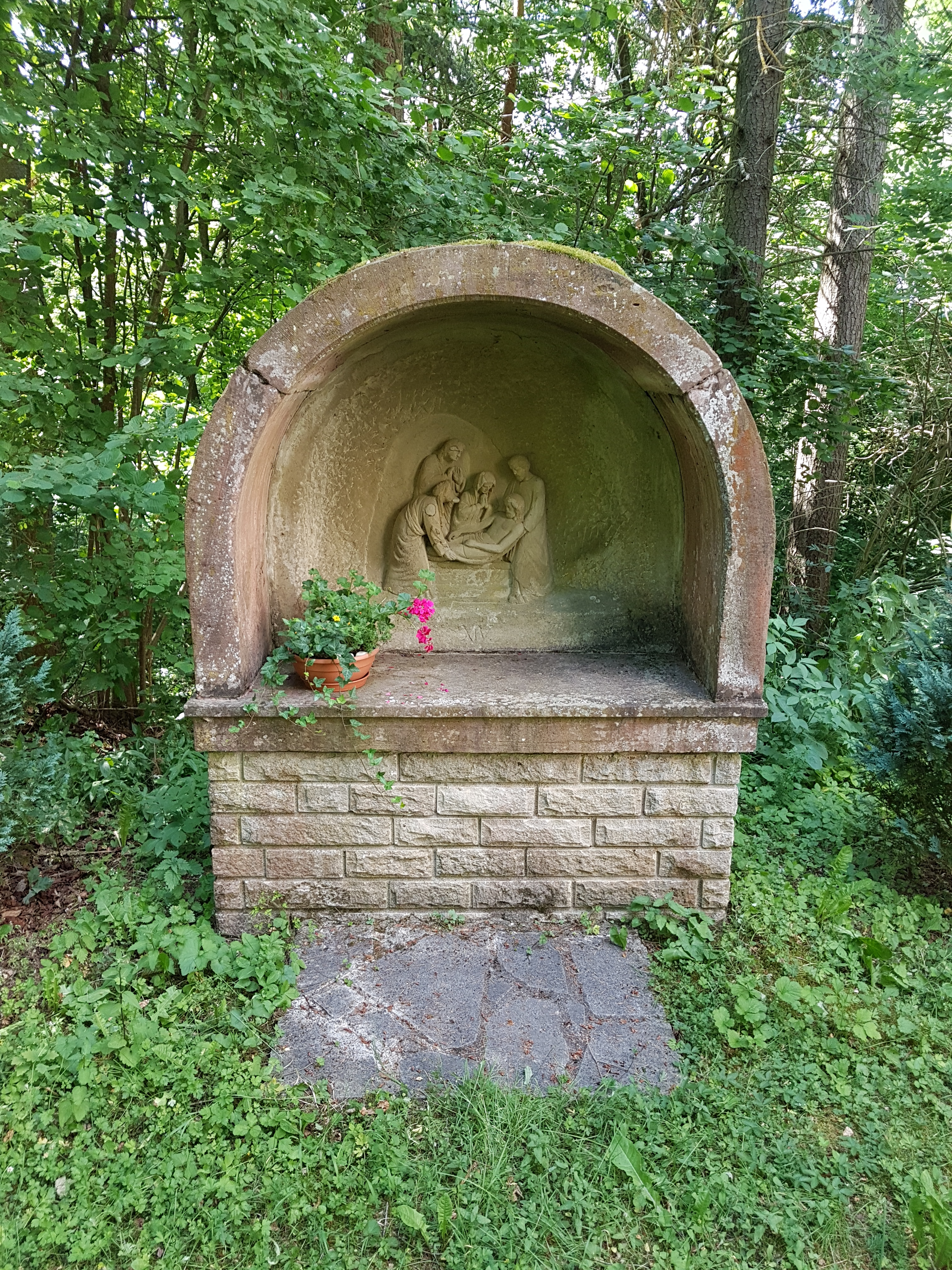
XIV. Jesus wird in das Grab gelegt
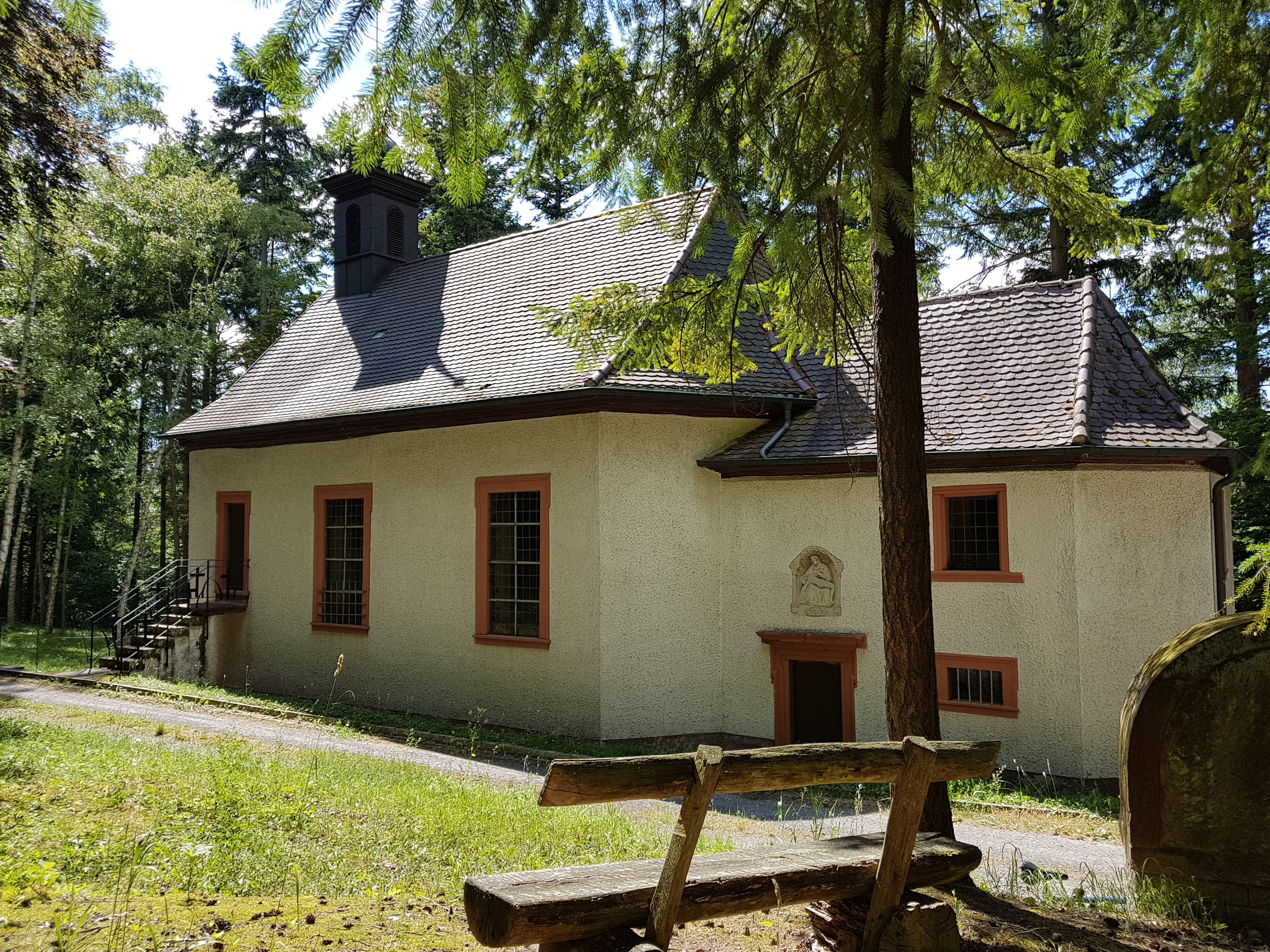
Kreuzkapelle (Kreuzhölzle) bei Dittwar, eingeweiht 1683
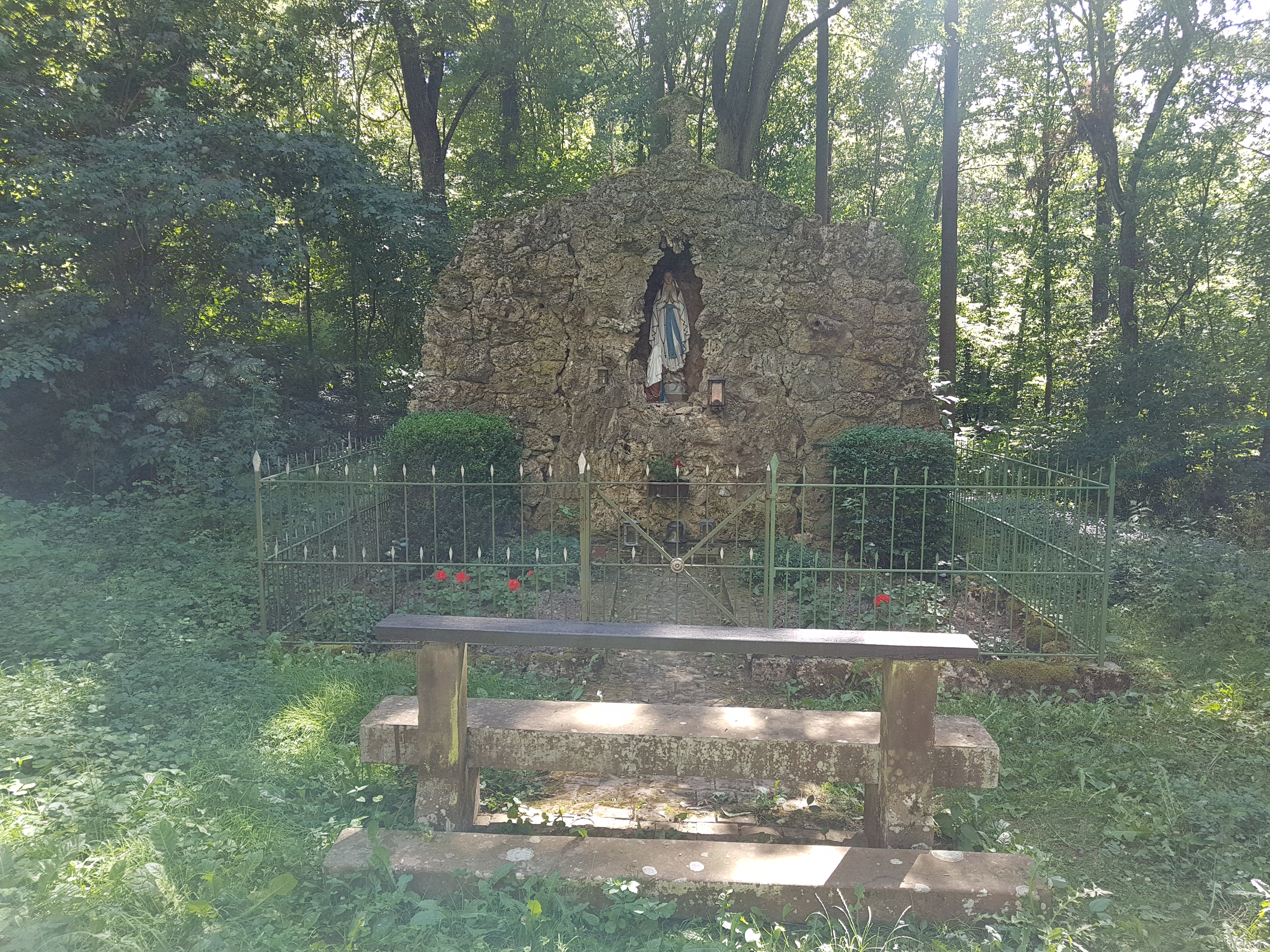
Mariengrotte am Dittwarer Kreuzhölzle, in den 1790er Jahren errichtet

### Judentum
Dittwar hatte keine eigenständige jüdische Gemeinde. Im 18. und 19. Jahrhundert in Dittwar lebende Juden besuchten die Synagoge der ehemaligen jüdischen Gemeinde Dittigheim, die dem früheren Bezirksrabbinat Wertheim zugeteilt war.

## Politik

### Schultheiße, Vögte und Bürgermeister
Folgende Personen sind seit 1670 als Schultheiße, Vögte oder Bürgermeister von Dittwar belegt:
| Amtszeit  | Schultheiße, Vögte, Bürgermeister                     |
| --------- | ----------------------------------------------------- |
| 1670      | Matthus Honickel                                      |
| 1678      | Lorentz Hammerich                                     |
| 1758      | Johann Teston                                         |
| 1768      | Joseph Testen                                         |
| 1803      | Joseph Steffan                                        |
| 1807      | Stephan (Schulth.) + Johann Anton Honickel (Bürgerm.) |
| 1811      | Honikel (Vogt)                                        |
| 1837      | Hammerich (Bürgerm.)                                  |
| 1844      | Joseph Anton Honickel                                 |
| 1850      | Honickel                                              |
| 1879      | Ferdinand Honickel                                    |
| 1884      | Boller                                                |
| 1885–1891 | Th. Both                                              |
| 1891–1918 | Franz Joseph Zegowitz                                 |
| 1919–1933 | Lothar Both                                           |
| 1933–1945 | Hermann Both                                          |
| 1945–1953 | Lothar Both                                           |
| 1953–1961 | Isidor Maninger                                       |
| 1961–1974 | Andreas Schmitt                                       |

### Ortschaftsrat
Der Ortschaftsrat besteht aus fünf Personen. Ortsvorsteher ist Mathias Lotter (CDU). Sein Stellvertreter ist Dieter Rudolf. Seit die zuvor selbstständige Gemeinde am 1. Januar 1975 nach Tauberbischofsheim eingemeindet wurde, gab es in Dittwar die folgenden Ortsvorsteher:
| Amtszeit   | Ortsvorsteher         |
| ---------- | --------------------- |
| 1975       | Heinz Haberkorn       |
| 1975–1999  | Heinrich Hafner       |
| 1999–2003  | Reinhard Lochner      |
| 2003–2009  | Hans-Dieter Hellinger |
| 2009–2014  | Kurt Hammrich         |
| 2014–2019  | Carsten Lotter        |
| 2019–heute | Mathias Lotter        |

### Gemeindepartnerschaft

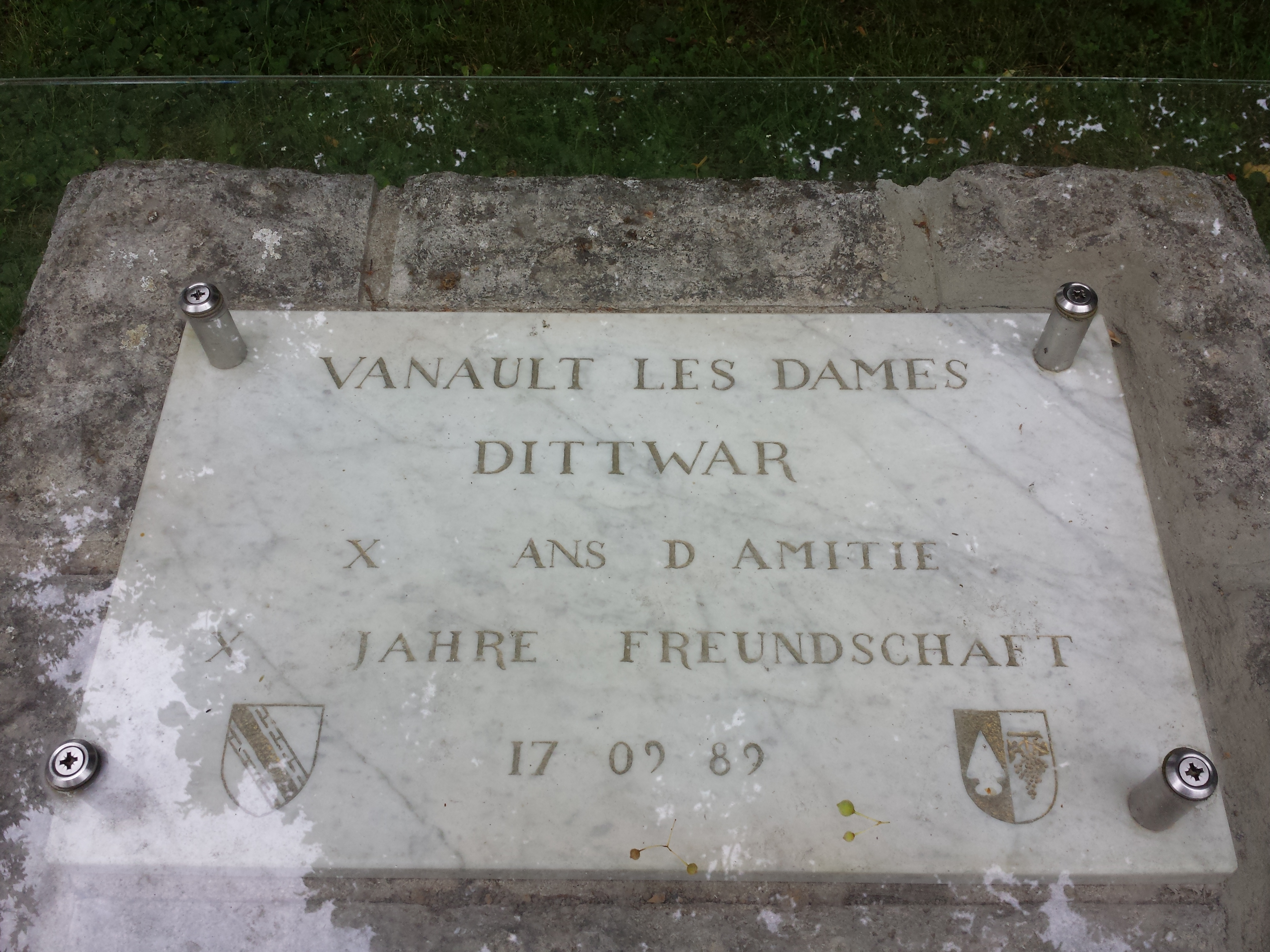
Gedenkstein: Zehn Jahre Partnerschaft zwischen Dittwar und Vanault-les-Dames (1989)

1979 wurde eine Städtepartnerschaft mit der Gemeinde Vanault-les-Dames in Frankreich geschlossen. 2009 wurde deren 30-jähriges Bestehen bei einem gemeinsamen Austausch gefeiert.

### Wappen
Das Dittwarer Wappen zeigt: „In gespaltenem Schild vorne in Rot eine gestürzte goldene Pflugschar, hinten in Silber eine blaue Weintraube an einem grünen Stiel mit zwei grünen Blättern.“

## Wirtschaft und Infrastruktur

### Wasserversorgung
Als der Bau eines Hochbehälters auf der Gemarkung „Lämmerberg“ unmittelbar bevorstand, beschäftigte sich Maninger in der Ortschronik von 1968 mit der Geschichte des Wassers in Dittwar. Dabei vermerkte er über die Wasserversorgung des Ortes:

„Bevor das erste gemeinsame und allgemeine Rohrnetz verlegt wurde, wurde die Bevölkerung hauptsächlich durch Brunnen und den Ortsweiher versorgt. Noch vor wenigen Jahrzehnten waren eine Vielzahl von intakten Brunnen im Ort vorhanden; so z. B. bei den Anwesen Häfner, Kornel Zegowitz, Vinzenz Stephan (an der Brunnenstaffel), Alois Both, Fabian Lotter, Wöppel, Fridolin Honickel, Emil Honickel und Schüßler. Noch nach dem Zweiten Weltkrieg konnte man an heißen Sommertagen viele Bauern mit ihren Holzkrügen zum Weiher laufen sehen, die dort von dem erfrischenden Naß mit aufs Feld nahmen.“

Die Rohrleitungen der Dittwarer Wasserversorgung von 1968 wurden laut Maninger im Jahre 1899 erbaut. Bei der Planung der Wasserzufuhr sei die Qual der Wahl zwischen den beiden Quellen am örtlichen Dittwarer Weiher („Wäid“) und am Pfaffenbrunn so groß gewesen, dass man einen Sachverständigen aus Karlsruhe kommen ließ und von beiden Quellen Wasserproben entnahm, die dann im Labor untersucht wurden. Obwohl der verantwortliche örtliche Polizeidiener laut Maninger beide Probenflaschen mit „Wäid-Wasser“ befüllte, habe der amtliche Befund das angebliche Pfaffenbrunn-Wasser günstiger bewertet als das der Quelle am Ortsweiher, die angeblich ungesundes Wasser spende. Deshalb wurde zum Zeitpunkt der Veröffentlichung der Dorfchronik allein der Pfaffenbrunn zur Wasserversorgung des Ortes genutzt. Untersuchungen aus den 1950er Jahren erlaubten den Genuss des Weiher-Wassers nur in gekochtem Zustand. Zur Schüttung der Weiher-Quelle vermerkt Maninger: „Die Wasserstärke dieser Quelle ist allerdings so groß, daß die Bischofsheimer Feuerwehr bei Bränden sie nicht erschöpfen konnte, obwohl sie es darauf angelegt hatten.“
Maninger meinte bereits 1968, dass die Dittwarer Wasserversorgung in der Zukunft wohl an die Gemeinschaftsversorgung Tauberbischofsheim-Dittigheim angeschlossen werden würde, denn eigene Bohrungen auf der Gemarkung kämen der Gemeinde langfristig zu teuer, weil hierfür wegen der verfügbaren Gemeinschaftsquellen kein öffentlicher Zuschuss zu erwarten sei. Maningers Voraussicht bewahrheitete sich knapp 50 Jahre später, als Dittwar 2017 an den durch das Land Baden-Württemberg geförderten Zweckverband Wasserversorgung Mittlere Tauber mit Sitz im Wasserwerk Taubertal bei Dittigheim angeschlossen wurde. Bis zum Jahr 2019 soll dort das Wasser aus 26 Entnahmestellen, 22 Brunnen und vier Quellen von drei Städten und drei Gemeinden zentral zusammengeführt werden.

### Weinanbau

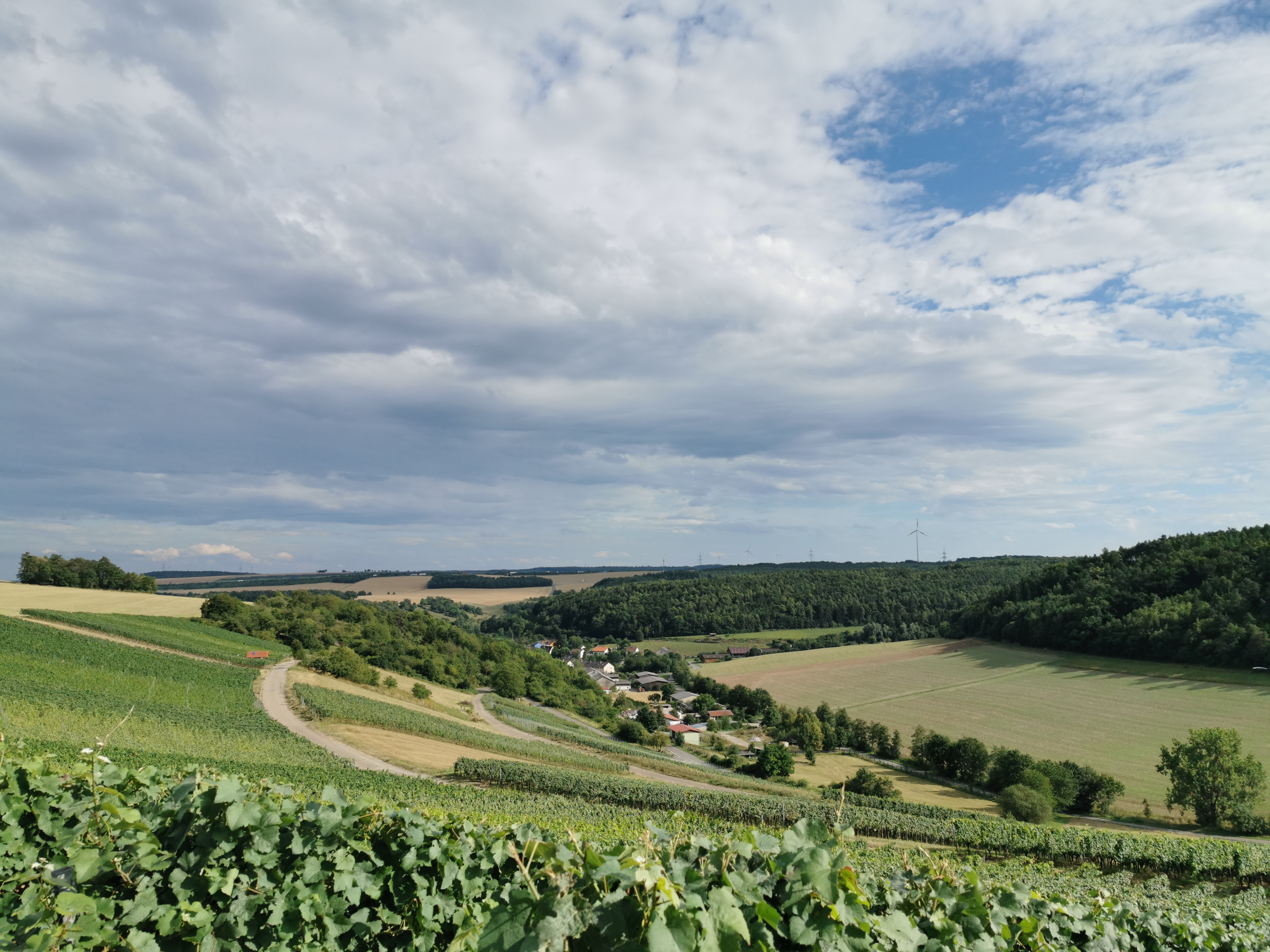
Blick über die Weinlage Dittwarer Ölkuchen auf den Ort Dittwar

Die Darstellung der Weintraube im Dittwarer Wappen bezeugt, dass der Weinbau einst eine starke Stellung im dörflichen Leben einnahm. Ehemals waren alle rundum das Dorf liegenden Hänge mit Weinreben bewachsen. Im Jahre 1803 gab es noch 107 Hektar Rebflächen in Dittwar, ehe die Reblaus und der Falsche Mehltau der Weinrebe den Weinanbau zum Erliegen brachten.
Mit der Flurbereinigung wurde Dittwar 1977 wieder zum Weinort. Etwa zwölf Hektar Rebfläche wurden im Gewann „Dittwarer Ölkuchen“ angelegt; die gleichnamige Einzellage ist Teil der Großlage Tauberklinge, die dem Bereich Tauberfranken des Weinanbaugebietes Baden zugeordnet ist. Die 27 Dittwarer Winzer, welche 1977 eine Weinbaugemeinschaft gründeten, begannen mit zwei Rebsorten, Müller-Thurgau auf etwa sieben Hektar und Schwarzriesling auf etwa fünf Hektar. Diese Sorten werden weiterhin angebaut und wurden inzwischen durch Dornfelder, Grau-, Weiß- und Spätburgunder ergänzt. Besonders die aus Dittwar stammenden Schwarzriesling-Weine trugen dazu bei, dass das Dorf im Öl- und Muckbachtal mit dem „Dittwarer Ölkuchen“ bei Weinliebhabern im weiteren Umkreis bekannt wurde. Von den ursprünglich 27 Winzern bewirtschafteten 2015 noch 19 Winzer insgesamt etwa sieben Hektar Rebflächen. Das Weingut Geier aus Königheim übernahm Teile der Dittwarer Rebflächen, um hier seinen prämierten Schwarzriesling anzubauen. Ein Teil der Dittwarer Winzer ist der Becksteiner Winzer eG angeschlossen.

### Verkehr
Die L 578 führt von Dittwar in Richtung Heckfeld und zum Bahnhof Dittwar. Ab dem Bahnhof Dittwar hat man sowohl Anschluss an die B 27 als auch über Tauberbischofsheim an die B 290. Über die B 27 besteht an der Anschlussstelle Tauberbischofsheim eine Verbindung zur Bundesautobahn A 81.
Die Bahnstrecke Tauberbischofsheim–Dittwarer–Königheim war eine 6,4 Kilometer lange eingleisige Nebenbahn, die als Stichstrecke in Tauberbischofsheim von der Bahnstrecke Lauda–Wertheim abzweigte. Die Großherzoglich Badischen Staatseisenbahnen (BadStB) eröffneten den Betrieb am 1. Dezember 1914. Der Personenverkehr endete am 26. Mai, der Güterverkehr am 31. Dezember 1968. Der Gleisrückbau von Königheim bis zur Gemarkungsgrenze Dittwar begann 1969. Der Abschnitt bis zum Dittwarer Industriegebiet blieb bis in die 1990er Jahre als Anschlussgleis erhalten. Ein geplanter Anschluss von Königheim bis zur Bahnstrecke Walldürn–Hardheim wurde nie fertiggestellt.
Die Buslinie 850 der VerkehrsGesellschaft Main-Tauber führt durch Dittwar. Dort gibt es zwei Haltestellen: Abzweigung Hof Steinbach, Tauberbischofsheim-Dittwar sowie Dittwar Ort, Tauberbischofsheim. Die Buslinie führt von Dittwar aus in zwei Richtungen: bis zur Haltestelle Hardheim Post und Richtung Sonnenplatz, Tauberbischofsheim bzw. Tauberbischofsheim ZOB.

### Wohnen und Bauen
Mit dem „Götzenberg“ verfügt Dittwar über ein Baugebiet mit 13 Parzellen. Im Neubaugebiet am Götzenberg ergänzt die Mittlere Sonnenhalde die bereits zuvor bestehende Obere Sonnenhalde und Untere Sonnenhalde. Im Rahmen des vom Land Baden-Württemberg aufgelegten Programmes „Flächen gewinnen durch Innenentwicklung“ wurde 2013 ein Pilotprojekt im Ortsteil Dittwar gestartet, dessen Ziel ist, einen kompakten und lebenswerten Ortskern zu gestalten.

### Energie

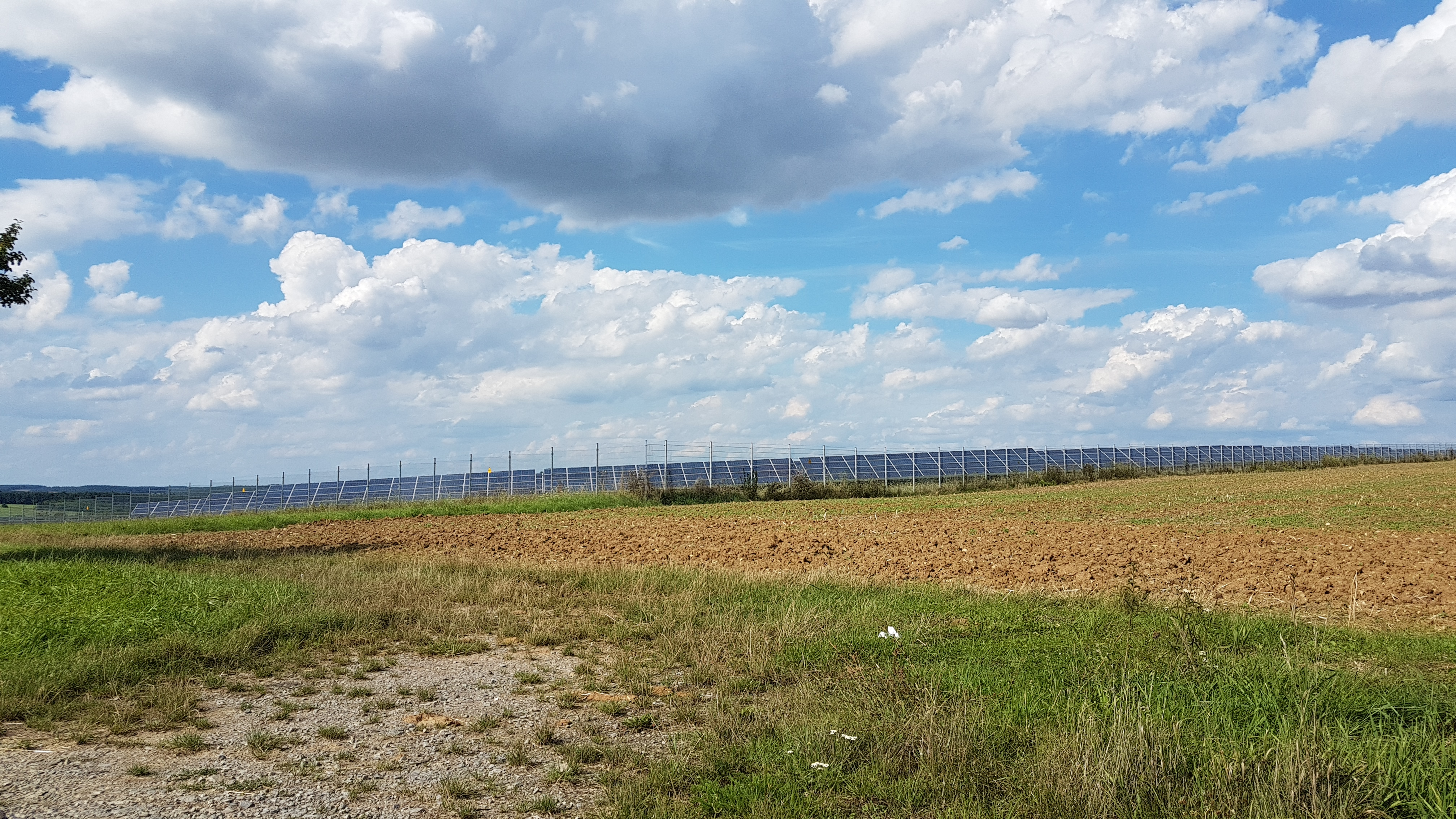
Blick auf den Solarpark Dittwar

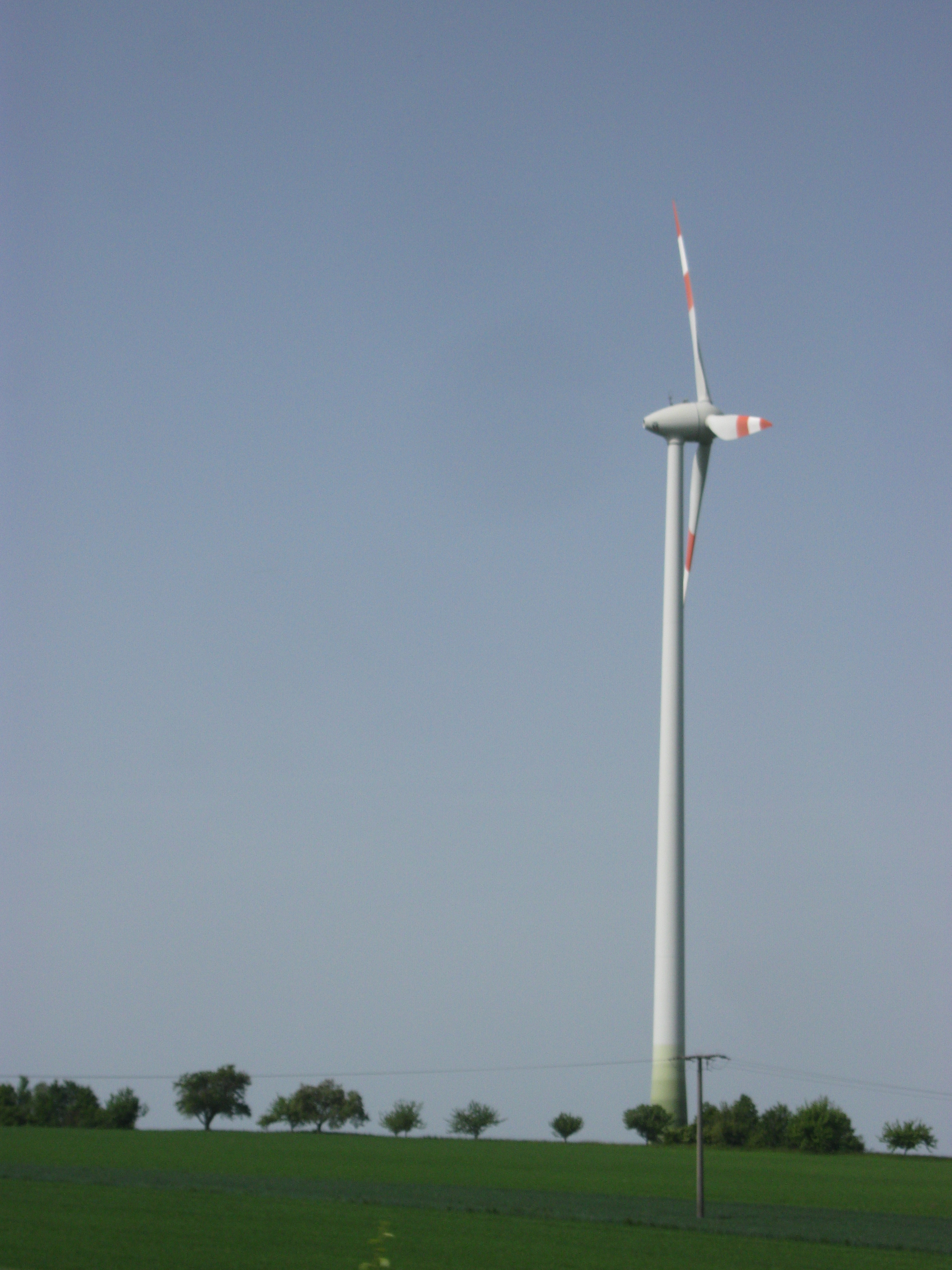
Eine einzelne Windkraftanlage

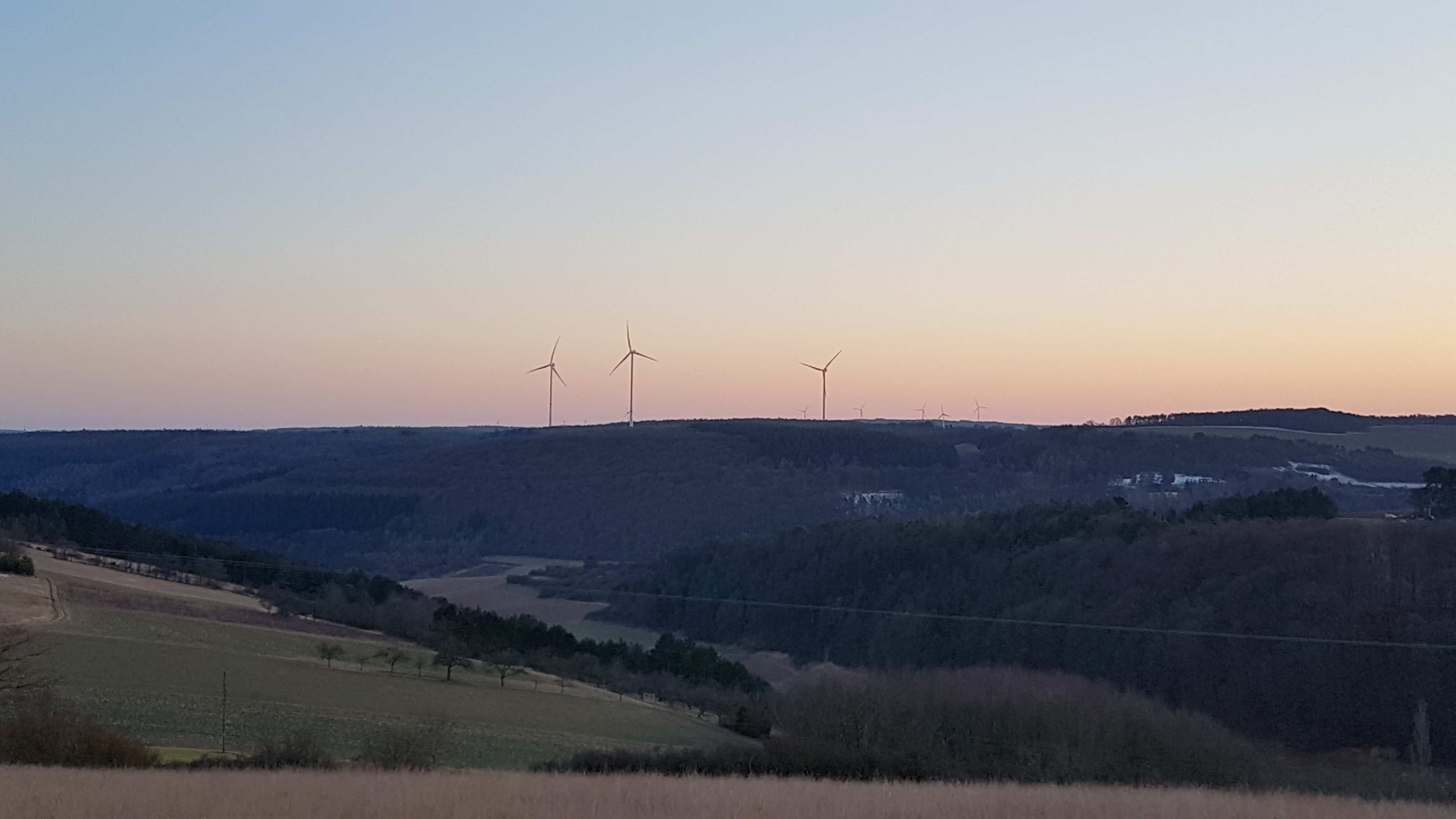
Blick auf den Windpark Dittwar

#### Solarparks
Im September 2011 wurde die Genossenschaft Bürgerenergie Tauberfranken 2 „Solarpark Dittwar“ gegründet. Mit seinen 7612 Solarmodulen erzielt der „Solarpark Dittwar“ eine elektrische Leistung von 1.796 kWp.
2019 wurde mit dem „Solarpark Dittwar – westlich A 81“ eine zweite Photovoltaik-Freiflächenanlage mit einer elektrischen Leistung von 749 kWp in privater Trägerschaft auf der Gemarkung von Dittwar errichtet.

#### Windkraftanlagen
2001 wurde vom Projektbetreiber BadenWind eine Windkraftanlage an der A 81 errichtet mit einer installierten Leistung von 1,8 Megawatt.
2015 wurde von der Firma juwi auf der Gemarkung Dittwars ein 102 Meter hoher Windmessmast errichtet, der in einer Testphase die örtlich vorherrschenden Windverhältnisse für den Bau weiterer Windkraftanlagen erfassen sollte. Nach erfolgreichen Tests und Genehmigungen wurde 2017 vom Projektbetreiber juwi der „Windpark Dittwar“ mit drei Windräder auf dem Neuberg errichtet.

### Sender Dittwar
Der Sender Dittwar ist eine Sendeeinrichtung des SWR am Götzenberg in Dittwar, oberhalb des Neubaugebietes. Er verwendet als Antennenträger einen Stahlbetonturm. Bis zur Umstellung auf DVB-T gegen Ende des Jahres 2008 diente der Senderstandort weiterhin für analoges Fernsehen.

### Öffentliche Einrichtungen
Die Laurentiushalle dient der Öffentlichkeit als Veranstaltungsort. Als Teil der Freiwilligen Feuerwehr Tauberbischofsheim gibt es in Dittwar eine eigene Abteilung mit einer Jugendfeuerwehr. Sie verfügt über ein Feuerwehrhaus in der Ortsmitte sowie einen Gerätewagen mit Tragkraftspritze (GW-TS). Das Rathaus der ehemaligen Gemeinde Dittwar im Mittelort wird heute für Ortschaftsratsitzungen genutzt.

### Bildung
Es gibt mit der kath. Kindertagesstätte St. Elisabeth einen Kindergarten. Die „Kita“ nimmt Kinder ab zwei Jahren auf. Früher gab es in Dittwar eine eigene Volksschule. Eines der ersten Schulgebäude befand sich im alten Rathaus, das 1857 erbaut wurde. Zuvor war die Schule im Haus gegenüber untergebracht. Später war die Schule im Obergeschoss des neuen Rathauses untergebracht, bevor sie 1961 in die heutige Laurentiushalle wanderte. 1975 wurde die Schule geschlossen.

### Medien
Als Mitteilungsblatt der örtlichen Vereine berichtet ´s Ölbachblättle wöchentlich über das Dittwarer Vereinsgeschehen. Tauberbischofsheim AKTUELL informiert als städtisches Mitteilungsblatt jeweils zum ersten und dritten Donnerstag eines Monats. 2009 begann der Heimat- und Kulturverein Dittwar das Dorfleben in mehreren Heimatfilmen festzuhalten.

## Kultur und Sehenswürdigkeiten

### Bauwerke und Baudenkmale

#### Burg Dittwar
Die Burg Dittwar (auch: Burg Helle), die heute nicht mehr vorhanden ist, wurde im Jahre 1196 erstmals urkundlich erwähnt, als diese durch Schenkung des Heinrich von Lauda ans Hochstift Würzburg gelangte. Im Jahre 1631 wurde die Burg zerstört.

#### Katholische Kirche St. Laurentius

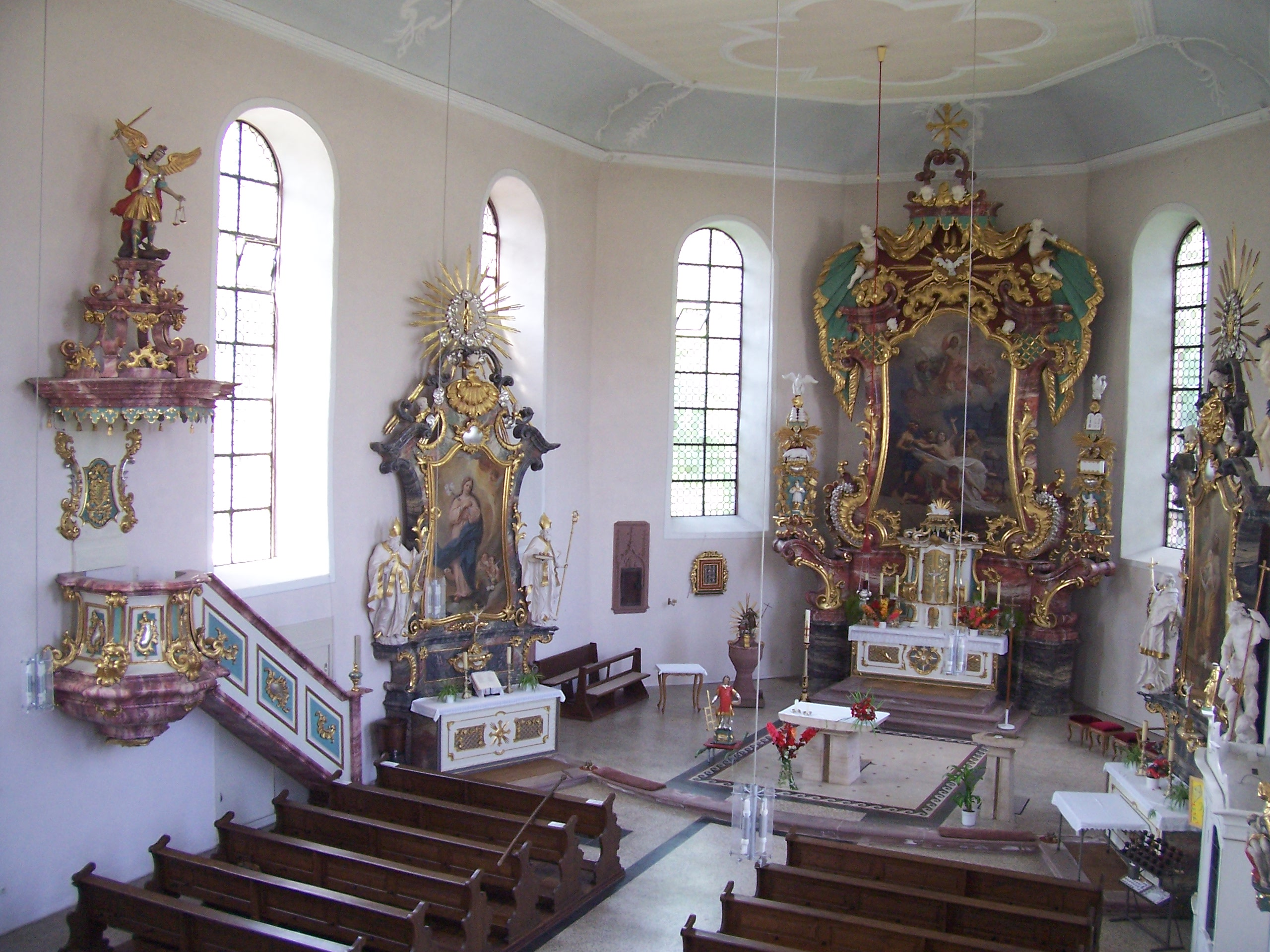
Innenraum der Kirche St. Laurentius in Dittwar mit barocken Portalen und reich verzierten Bildstöcken

Die katholische Kirche St. Laurentius Dittwar wurde 1754 als Barockkirche erbaut. Sie verfügt über mehrere barocke Portale und reich verzierte Bildstöcke. Im Chor ist eine gotische Sakramentsnische aus der Zeit um 1500 eingelassen. Sie verfügt zudem über eine virtuose Hochaltarkomposition und eine Orgel von Wilhelm Schwarz & Sohn (1905).

#### Kleindenkmale
Es gibt mehr als 30 Bildstöcke und Steinkreuze auf der Gemarkung Dittwars, die im 2017 erschienenen Buch Kleindenkmäler in Dittwar beschrieben werden. Darunter befinden sich zwei um 1520 verzierte Steine der Adelsfamilie von Bettendorff, die vor Beginn des Deutschen Bauernkrieges (1524–1526) den Bau eines Schlosses in Dittwar planten und erst 1980 beim Umbau eines Wohnhauses gefunden wurden. Ein Bildstock aus dem Jahre 1592 steht am Ortseingang aus Richtung Tauberbischofsheim.
Aufgrund der Dittwarer Leiden unter den Schweden im Dreißigjährigen Krieg wurde 1644 das „Schwedenkreuz“ errichtet.
Zum „ewigen Andenken“ an einen großen Gewitterschaden wurde 1714 ein „Wetterkreuz“ errichtet, das auf vielen Wanderkarten ausgewiesen ist. Dessen Postament bildet den Grenzstein zu den Gemarkungen von fünf Altgemeinden (Oberlauda, Lauda, Distelhausen, Dittigheim und Dittwar), deren Ortswappen darauf abgebildet sind. Das Wetterkreuz wurde von einem Grünsfelder Bildhauer geschaffen.
Ein 1747 aus Stein gemeißelter und reichlich verzierter Bildstock, der die Krönung Marias zeigt, befindet sich im Ortskern von Dittwar. Zwischen 1876 und 1879 wurden in und um Dittwar drei sehr ähnliche Bildstöcke mit Pietà-Darstellungen errichtet. Ein weiterer Bildstock im Ort zeigt das Blutwunder von Walldürn. Er steht am Rande eines Wallfahrtsweges über Dittwar nach Walldürn.
Nach dem Zweiten Weltkrieg wurde zum Dank für die Verschonung des Dorfes vor Angriffen ein großes Holzkreuz an einem ehemaligen Steinbruch oberhalb der damaligen Volksschule (heutige Laurentiushalle) errichtet. Im Jahr 1988 erfolgte eine Erfassung aller Bildstöcke in den Ortsteilen von Tauberbischofsheim durch das Landesdenkmalamt Baden-Württemberg.

Kleindenkmale in Dittwar (Auswahl)
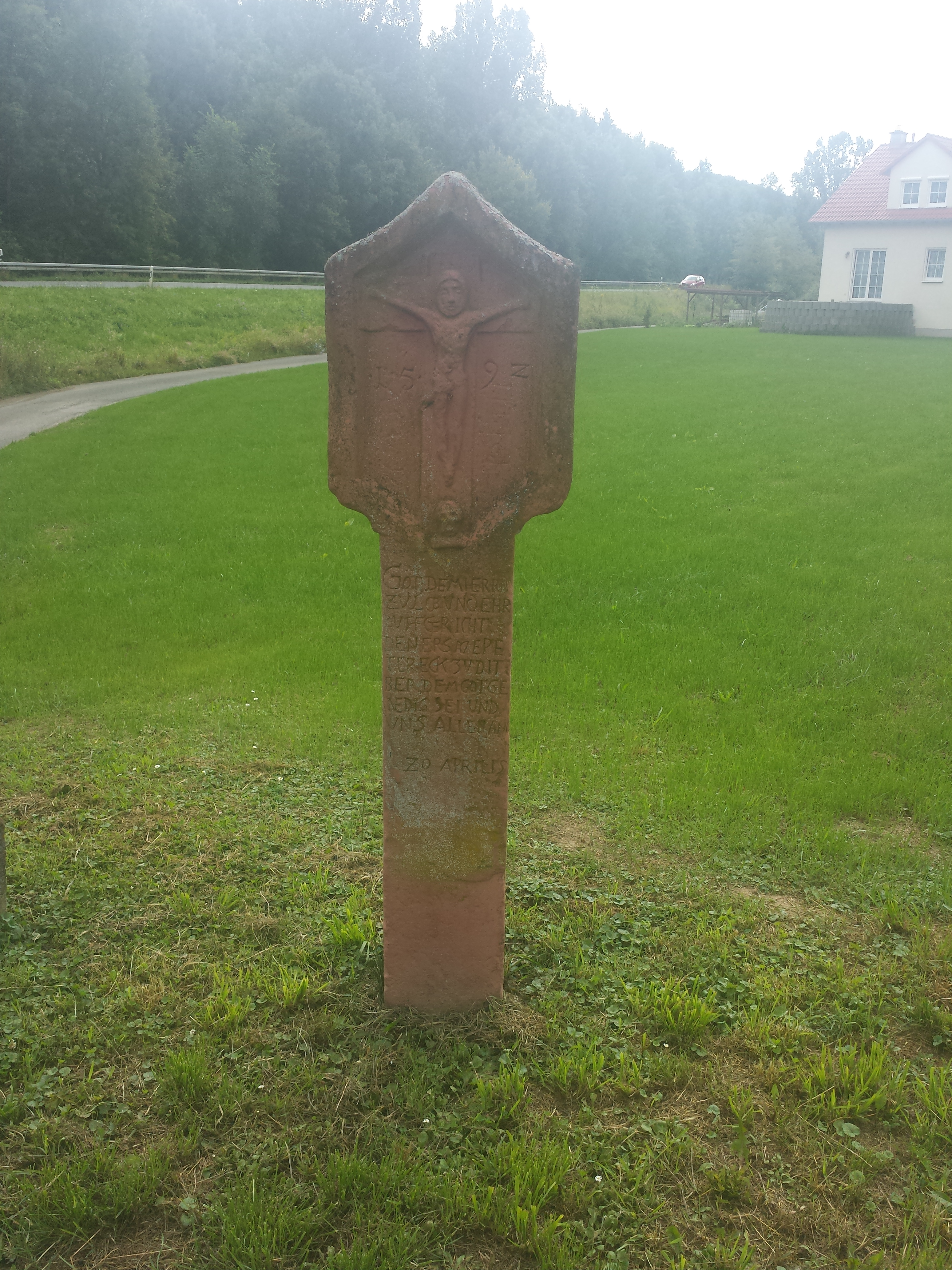
Bildstock am Ortseingang aus dem Jahre 1592
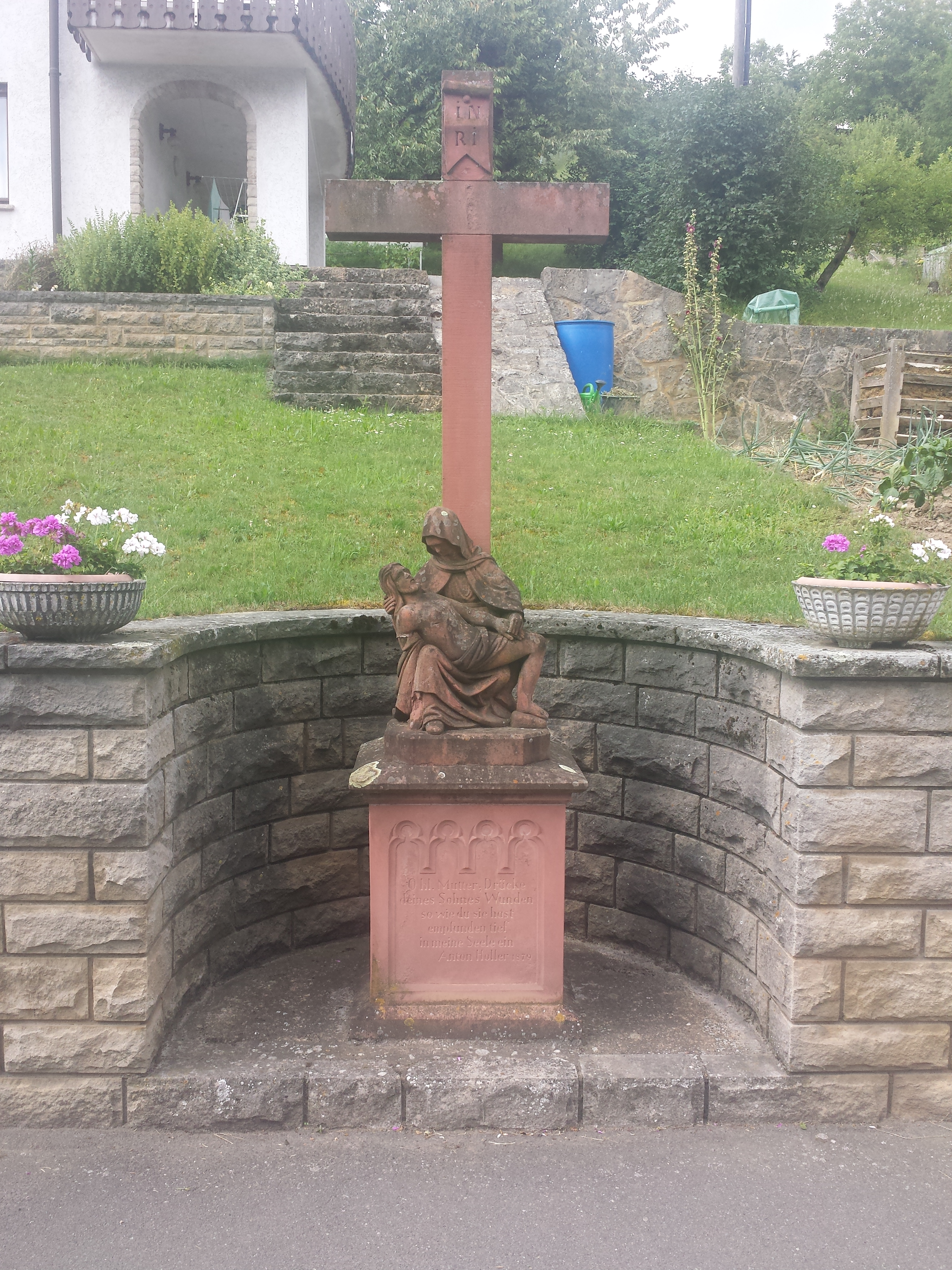
Pietà-Darstellung
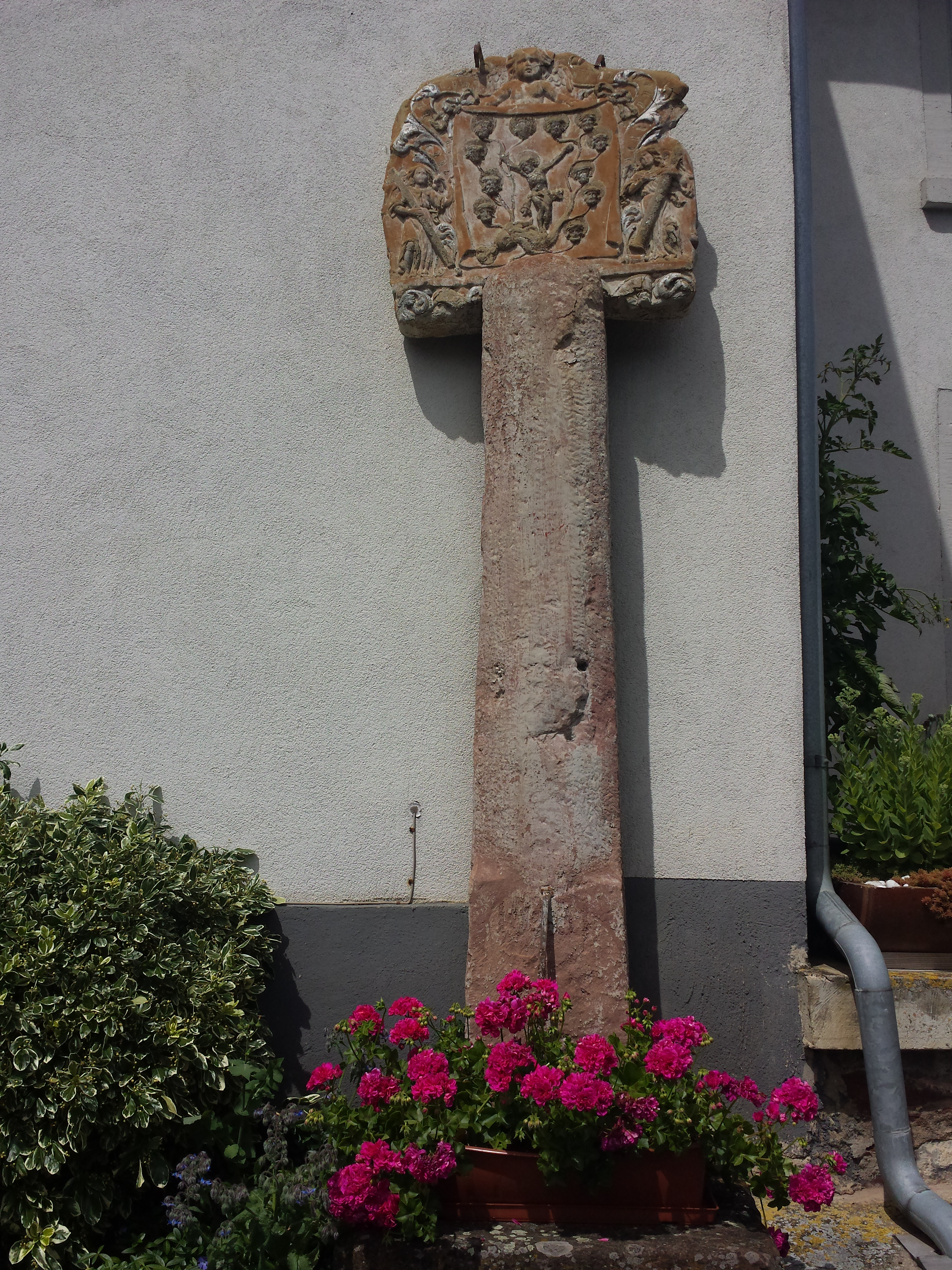
Bildstock zum Blutwunder von Walldürn
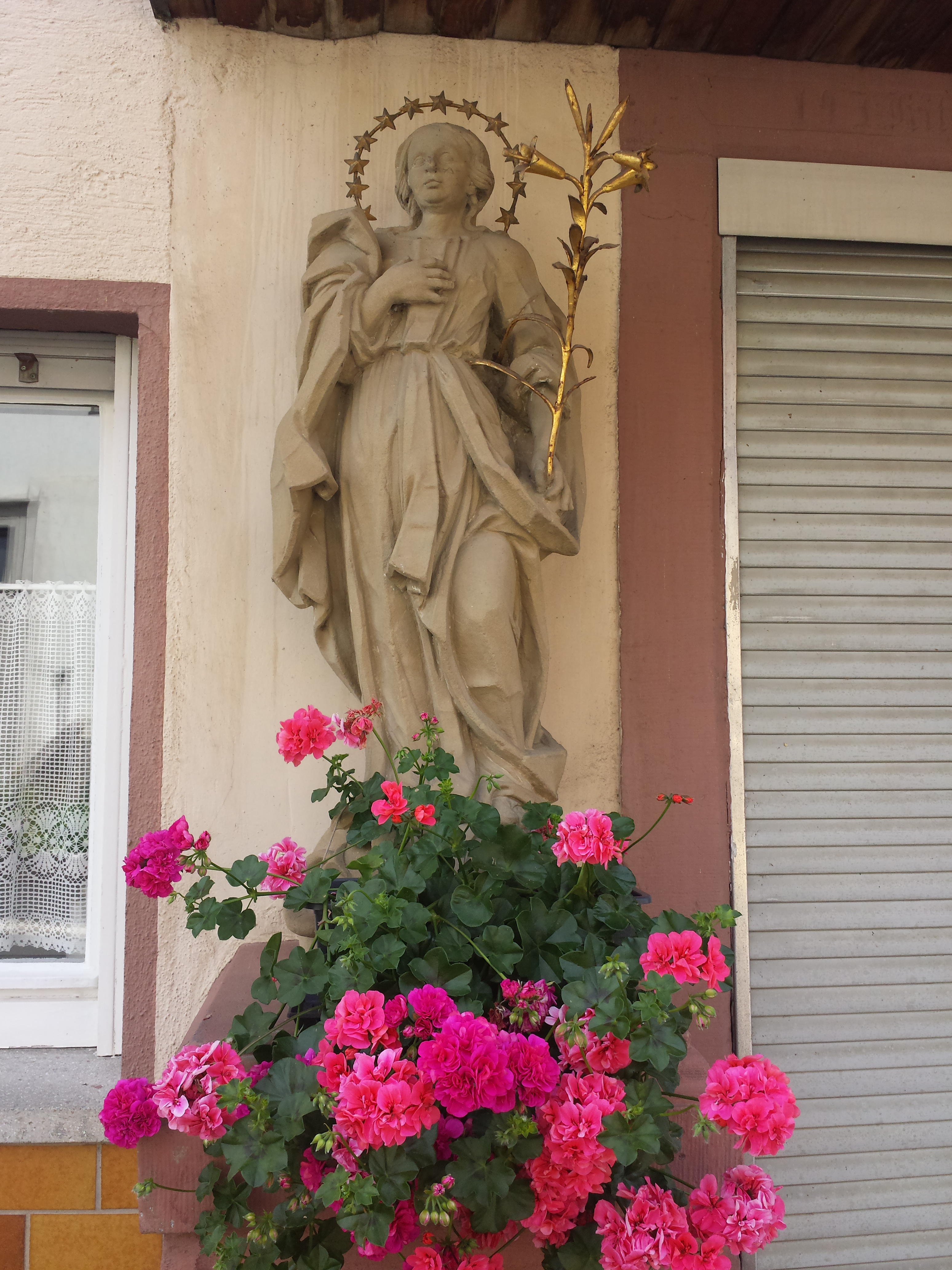
Bildstock an der Talstraße
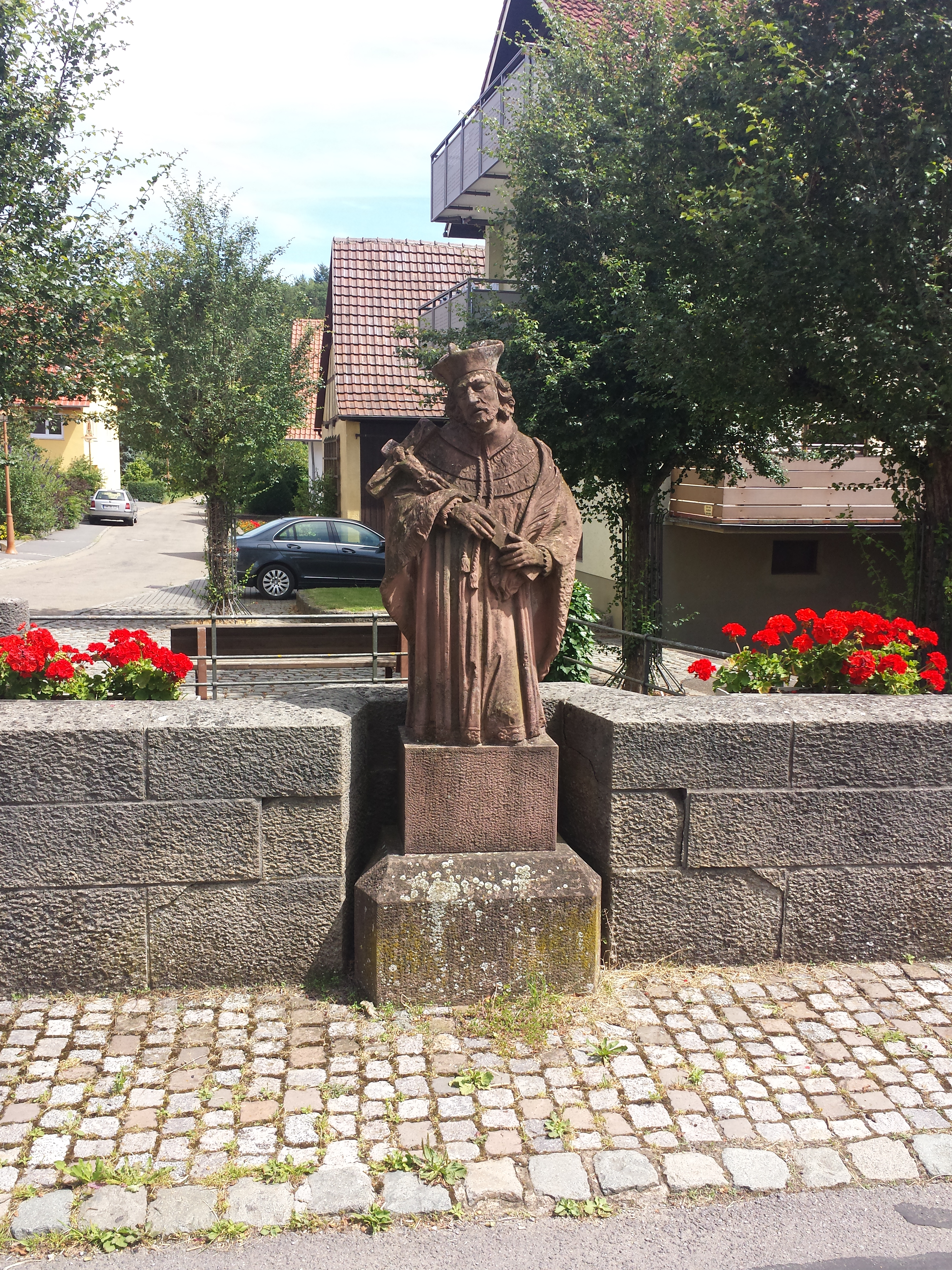
Nepomukstatue an der Süßbrücke

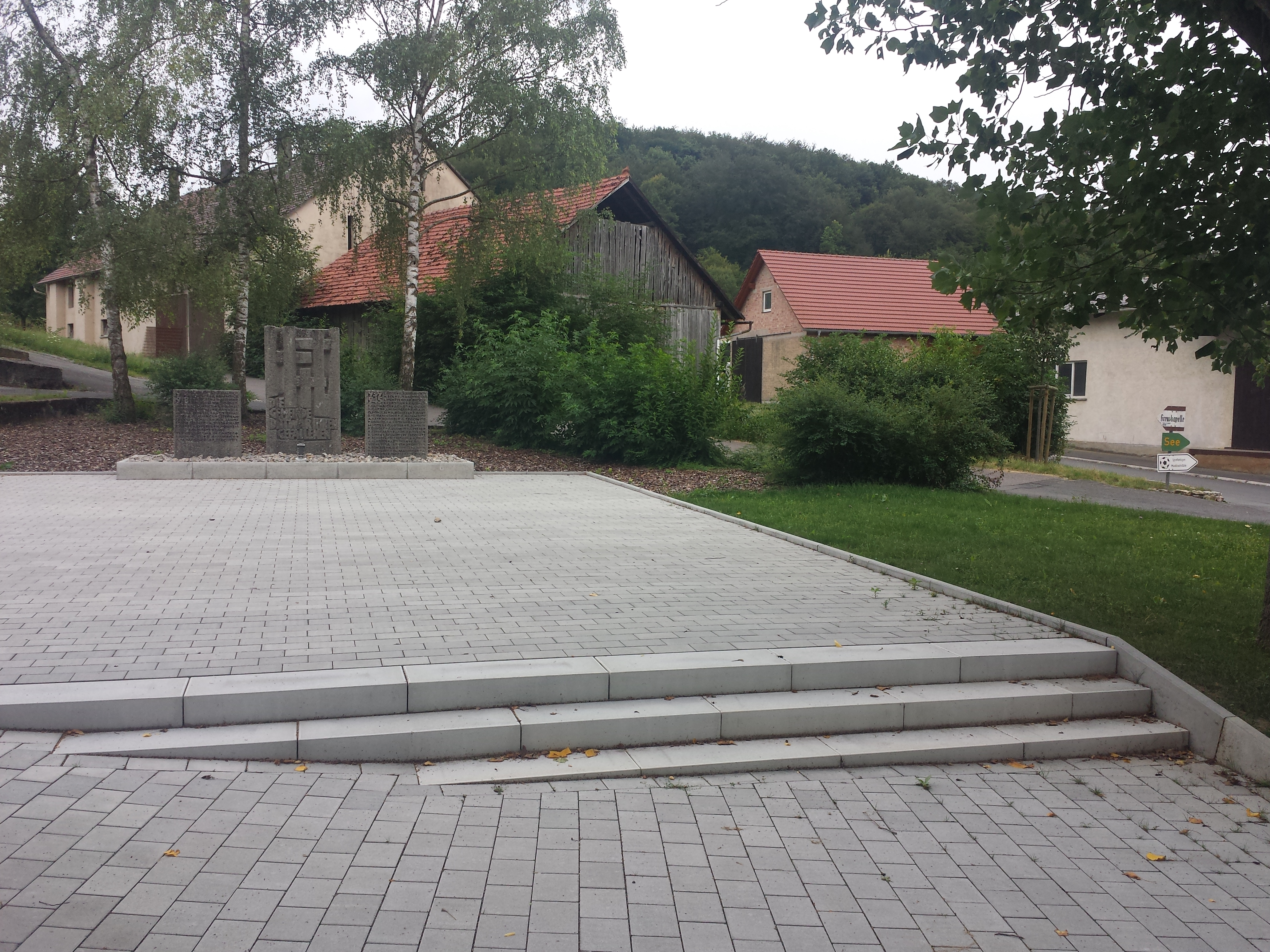
Kriegerdenkmal am Friedhof (2016)

Auf der Gemarkung Dittwars befinden sich zwei Mordkreuze aus Buntsandstein. Das „Hegeleinskreuz“ von 1607 befindet sich etwa 2,5 Kilometer südwestlich der Ortsmitte an einem Wegesrand im Eisgrundgraben. Ein Dittwarer Bauer soll an dieser Stelle beim Pflügen getötet worden sein. In der Dittwarer Ortschronik schildert Maninger, dass der Volksmund von diesem Kreuz fälschlicherweise berichtet, dass es an der Stelle stehen würde, wo ein anderer Dittwarer Bauer pflügend von Schweden gefunden wurde. Das „Schwedenkreuz“ von 1644 befindet sich etwa 1,1 Kilometer westlich von Dittwar hinter den Rammersbergsteinbrüchen im Walde, ca. 5 Meter von einem Weg entfernt. Ein Dittwarer Bauer pflügte, als plötzlich ein schwedischer Reitertrupp am Waldrand erschien. Der Bauer spannte sofort seine Pferde aus und ritt mit ihnen los. Als ihn die schwedischen Reiter erreichten, erschossen sie ihn.
Am Dittwarer Friedhof befindet sich ein Kriegerdenkmal für die gefallenen Soldaten des Ortes im Ersten und Zweiten Weltkrieg. Auf Steinplatten sind die Namen der Gefallenen verewigt.

### Musik und Orchester
Bereits im Jahre 1864 wurde der Gesangverein Liederkranz Dittwar gegründet, der bis heute besteht. Daneben gibt es den Katholischen Kirchenchor Dittwar und die im Jahre 1923 gegründete Musik- und Feuerwehrkapelle Dittwar. Diese stellt eine eigene Abteilung der Freiwilligen Feuerwehr Tauberbischofsheim dar.

### Museen
In Dittwar gibt es ein Dorfmuseum. Dabei handelt es sich um ein ehemaliges Bauernhaus. In diesem Anwesen sind Wohnung, Scheune, Keller und Stall in einem Gebäude untergebracht. Neben Exponaten aus der Zeit nach 1900 wird in einem Raum eine historische Schuhmacherwerkstatt ausgestellt.

### Naherholung

#### Dittwarer See

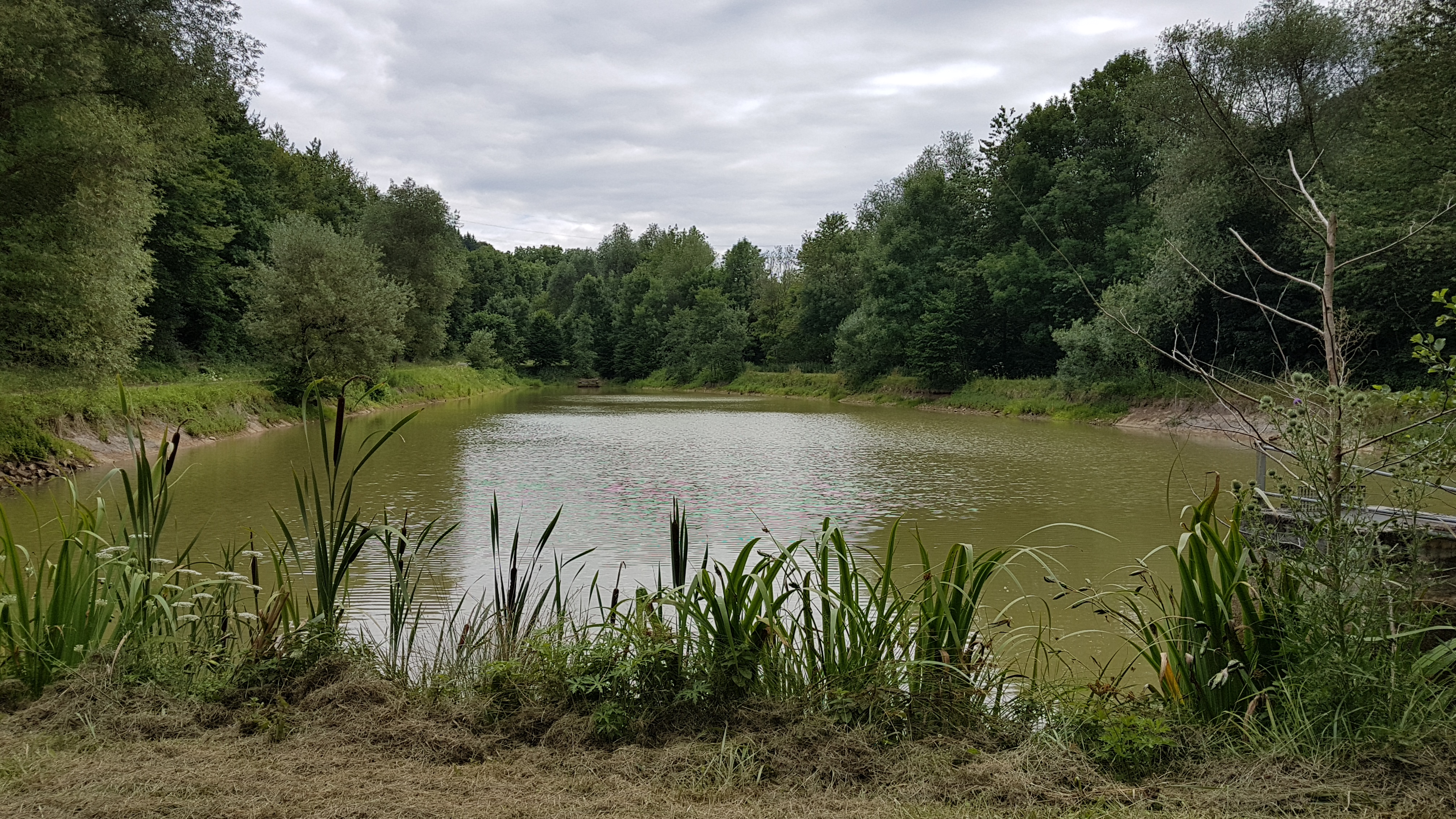
Der Dittwarer See

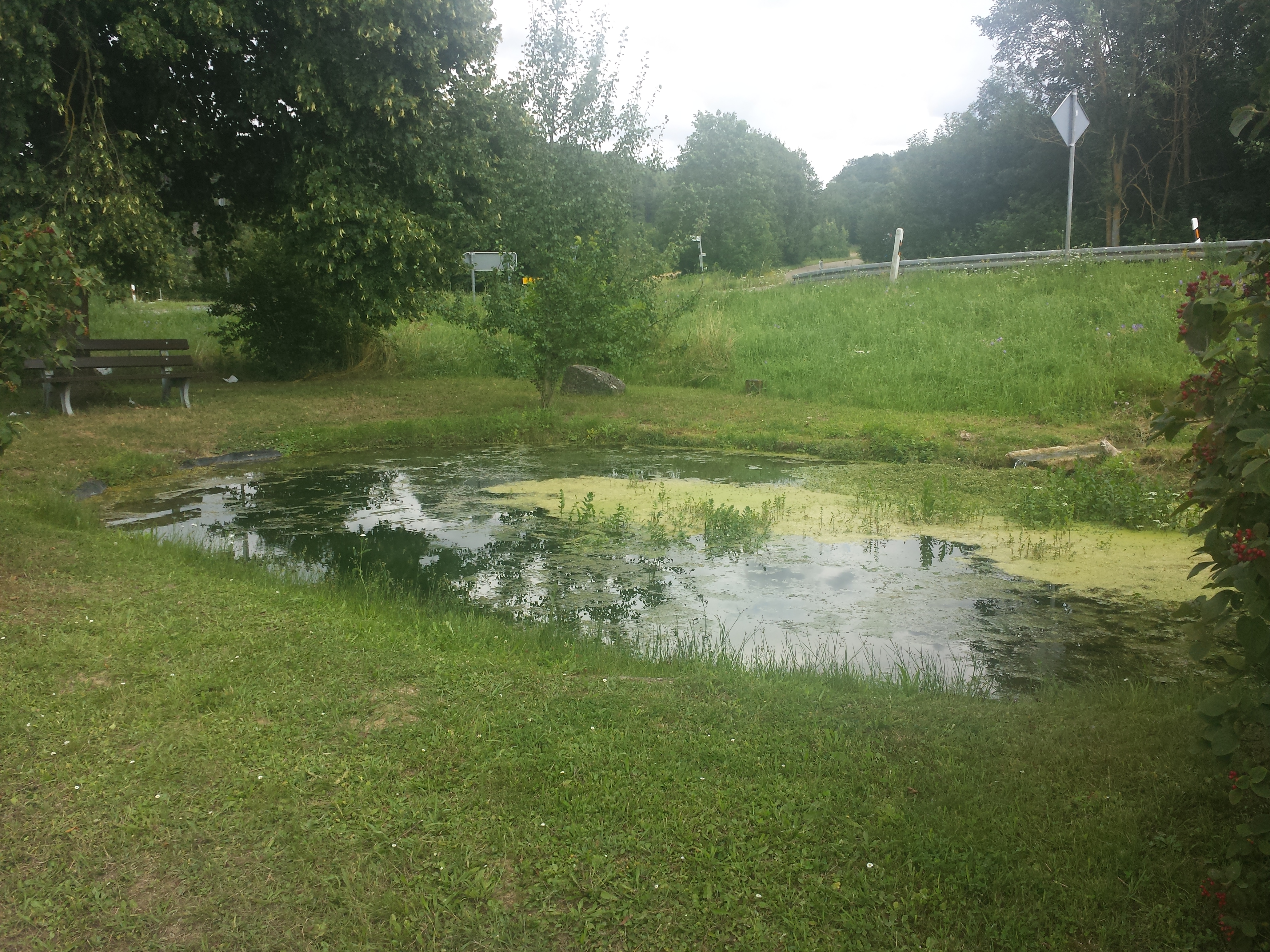
Ein Biotop am Ortseingang

Der Dittwarer See wurde 1978 als Naherholungsgebiet angelegt. Der See liegt im Muckbachtal, das von Heckfeld in Richtung Dittwar führt. Er wird hauptsächlich durch den Sportfischerverein Dittwar genutzt. Der See wird unter anderem durch den Muckbach mit Wasser gespeist.
Daneben wurde em Rahmen der Flurbereinigung im Bereich Dittwar-Oberlauda von 1969 bis 1989 am Ortseingang aus Richtung Tauberbischofsheim ein kleines Biotop zur Verschönerung des Ortsbildes angelegt.

#### Rad- und Wanderwege
Um Dittwar sind drei Wanderwege ausgeschildert. Diese haben eine Länge von 5, 10 und 15 Kilometern und starten jeweils in der Ortsmitte/am Friedhof. Die umliegenden Waldungen bieten dabei ein für Wanderer attraktives Naherholungsgebiet. Die etwa 40 Kilometer lange und ausgeschilderte Mountainbiketour Links der Tauber führt ebenfalls durch Dittwar. Daneben ist Dittwar mit dem Muckbachtalradweg über den Bahnhof Dittwar an den Brehmbachtalradweg und über Tauberbischofsheim an den Taubertalradweg angeschlossen.

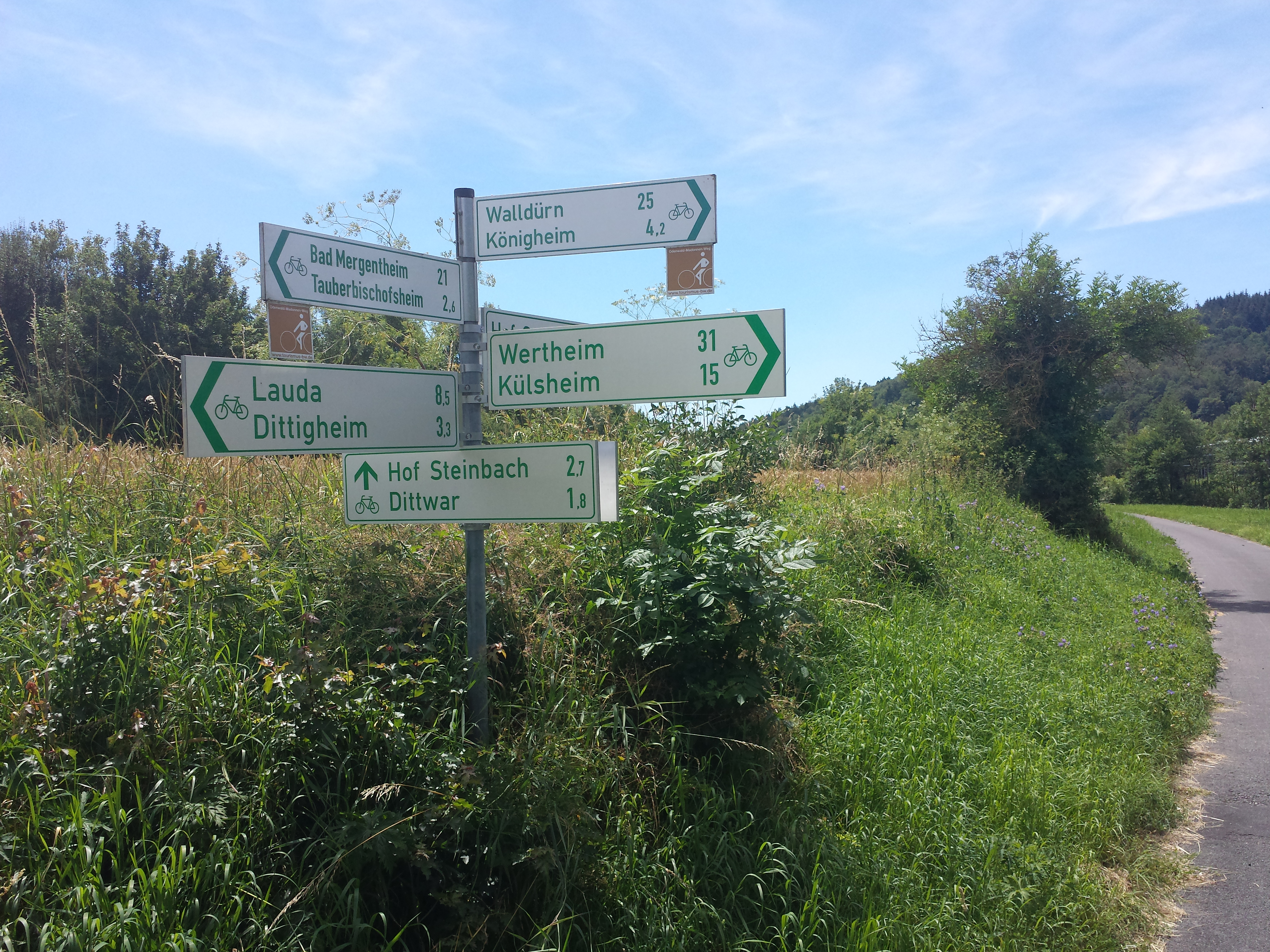
Radwegekreuzung beim Wohnplatz Bahnhof Dittwar
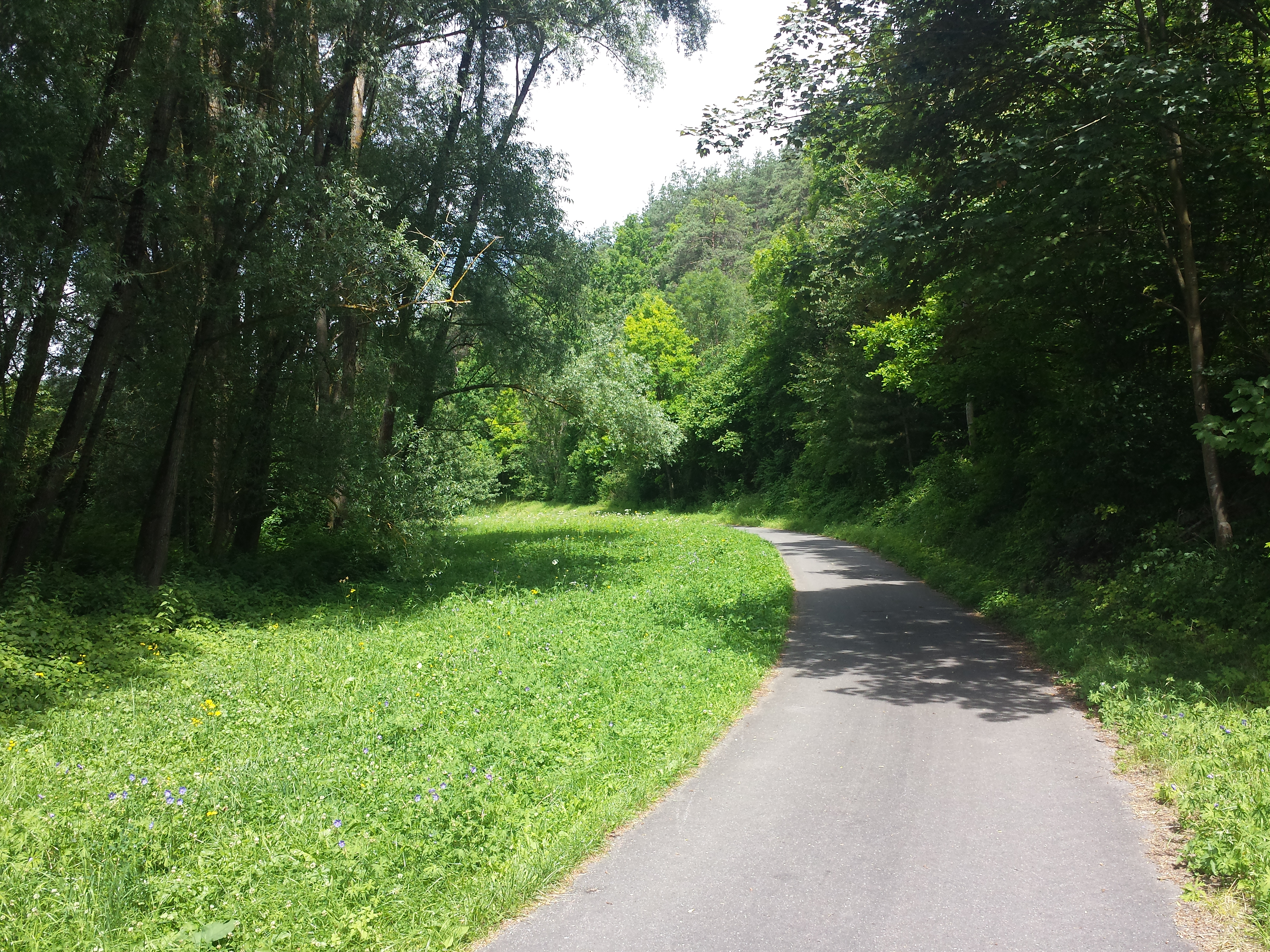
Der Muckbachtalradweg bei Dittwar
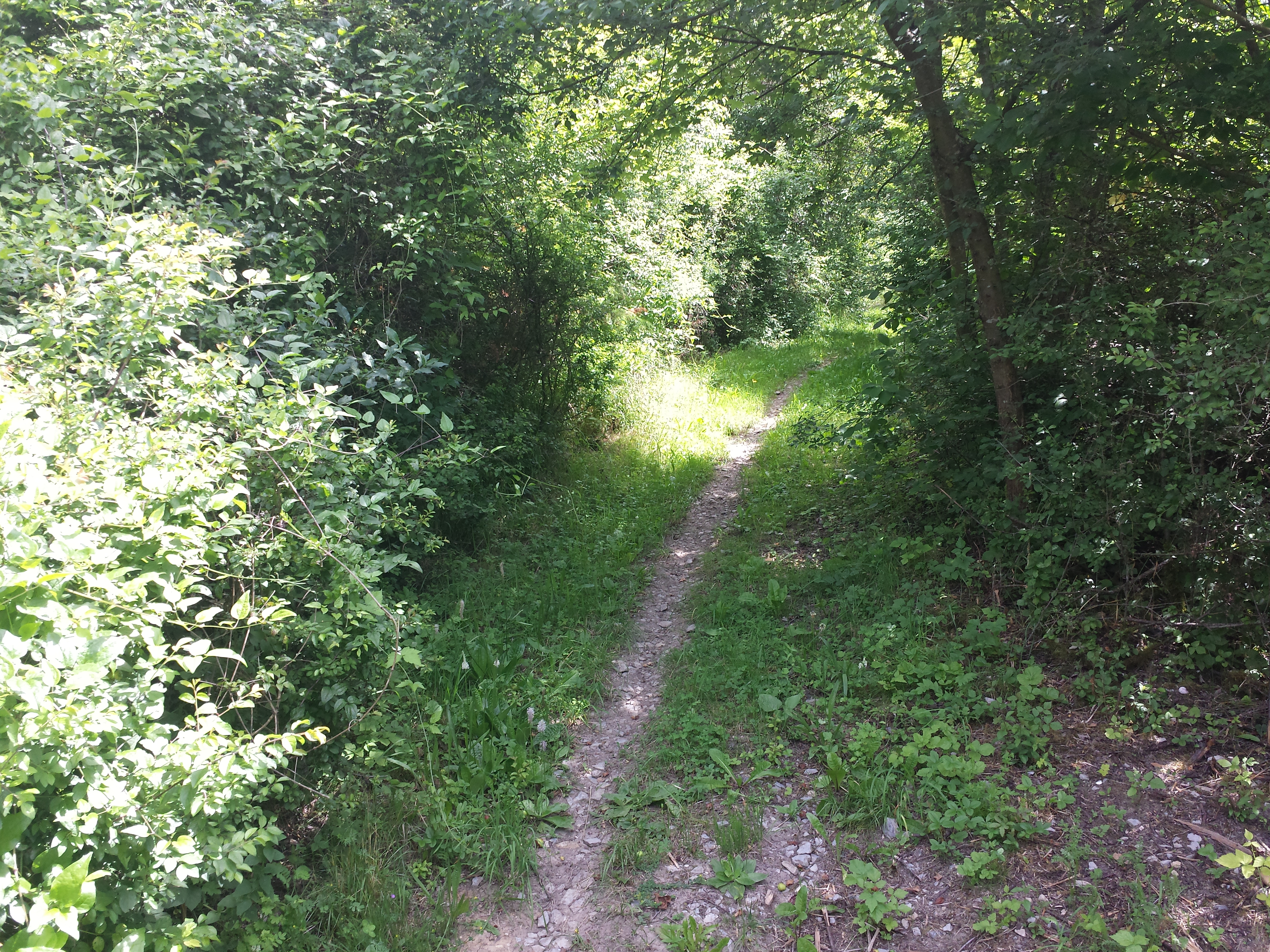
Trail der Mountainbiketour „Links der Tauber“ bei Dittwar
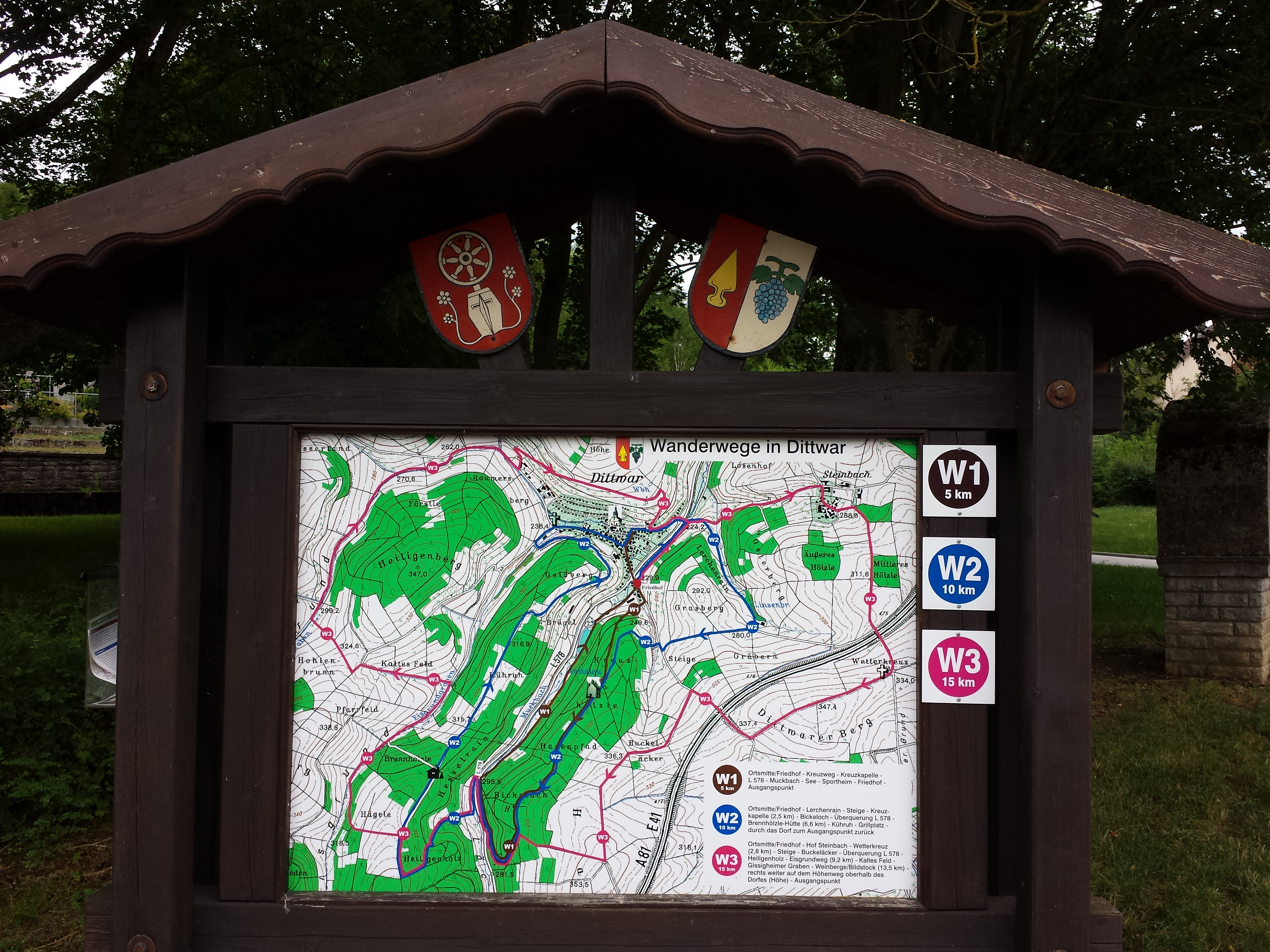
Wanderwegekarte am Dittwarer Friedhof

#### Grillplatz
Es gibt „am Kreuz“ einen Grillplatz mit gemauerter Feuerstelle, einem Pavillon und einem Volleyballfeld. Er wird von der Dittwarer Jugend bzw. dem Jugendclub Carawanse Dittwar verwaltet.

#### Zeltplatz
Auf dem Gewann Osterberg liegt etwa 1,5 km von Dittwar entfernt ein Zeltplatz, welcher überregional von Jugend- und Familienfreizeiten genutzt wird. Der Zeltplatz mit dem Pfarrer-Heinrich-Weber-Haus ist Eigentum der Katholischen Pfarrgemeinde Neckarelz/Diedesheim. Die 11.600 m² große Anlage ist von Wald umgeben und verfügt über einen kleinen Sportplatz, Spielflächen und eine Lagerfeuerstelle.

### Kulinarische Spezialitäten

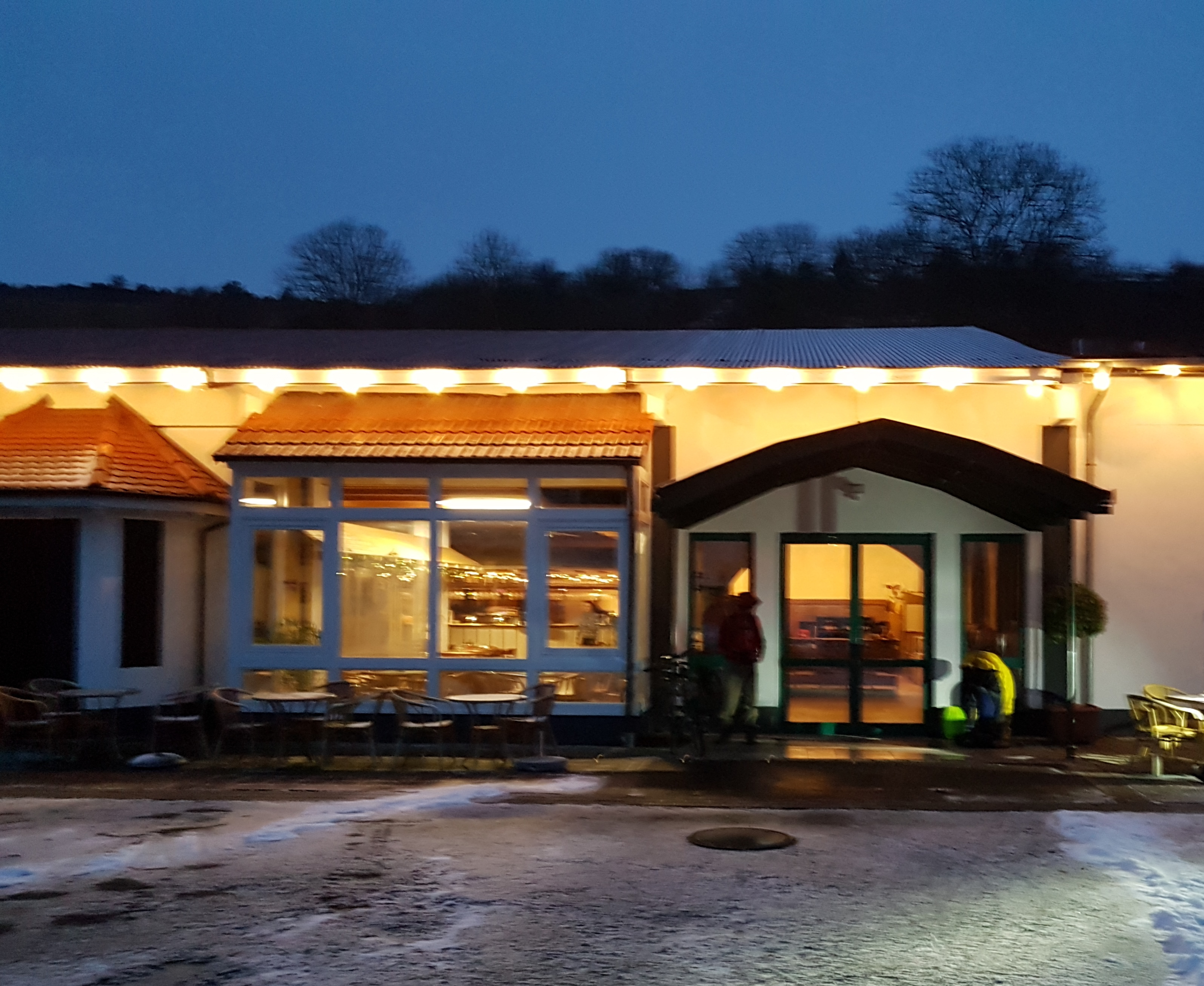
Die Besenwirtschaft des Winzerhofs Wille im Winter 2017

Der Ort ist bei Weinliebhabern für seine Schwarzriesling-Weine der Lage „Dittwarer Ölkuchen“ bekannt. Unmittelbar an den Dittwarer Weinbergen befindet sich der Winzerhof Wille, der eine saisonal geöffnete Besenwirtschaft betreibt. In den Sommermonaten übernimmt der Winzerhof Wille auch die Bewirtung eines Stadtstrands, den sogenannten Tauber Terrassen am Tauberbischofsheimer Wörtplatz.
Das Muckbachstüble bietet der Bevölkerung bei Bedarf eine Bewirtung mit traditionell deutscher Küche für verschiedene Anlässe. Eine Reservierung erfolgt über den Turn- und Sportverein.
Beim Dittwarer Dorffest bieten die Vereine zum Teil regionale Spezialitäten an, beispielsweise Dittwarer Weine durch den Winzerhof Wille oder frische Forellen aus dem Dittwarer See durch den Angelsportverein Dittwar.
Seit es in Dittwar keine regelmäßig geöffnete Gaststätte mehr gibt, finden wöchentlich Montagsstammtische beim Museumskeller am Dorfplatz statt. Bei diesen Stammtischen können sich die Mitbürger zwanglos treffen und bringen auch eigene Speisen und Getränke mit.

### Regelmäßige Veranstaltungen
(jeweils jährlich)
- „Kappenabend“ in der Laurentiushalle Dittwar der Alten Herren (AH) des TSV Dittwar
- „Faschingsveranstaltung“ faschingsdienstags in der Dorfmitte am Feuerwehrhaus
- Maibaumfest zum 30. April ausgerichtet durch die Feuerwehr
- „Dittwarer Vatertagsfest“ der Musik- und Feuerwehrkapelle Dittwar; früher wurde es auf dem Dittwarer Festplatz abgehalten nun in der Laurentiushalle Dittwar.[97][98]
- Am dritten Wochenende im Juli wird von den Vereinen im Mittelort das „Dittwarer Dorffest“ veranstaltet.[97][1] 2011 fand es zum 25. Mal statt.[99]

## Vereine

### Aktive Vereine und sonstige Gruppen
In Dittwar gibt es die folgenden aktiven Vereine und sonstigen Gruppen (sortiert nach deren Gründungsdatum):
Gesangverein Liederkranz Dittwar 1864 e. V.
- Gründung: 1864.[79]
- Mitgliederzahl: 30 Aktive (Stand: April 2014)[100]
- Zweck: Es ist ein Männergesangsverein.
- Sonstiges: 1989 feierte der Verein sein 125-jähriges[101] und 2014 sein 150-jähriges Bestehen. Die aktiven Mitglieder stammen aus Dittwar, Gissigheim, Gerlachsheim und Tauberbischofsheim.[100]

Katholischen Kirchenchor Dittwar
- Gründung: 1890 oder früher. Der Kirchenchor besteht mindestens seit dem Jahre 1890, da einzelne Chorsänger am 25. Oktober 1926 für ihre Mitgliedschaft seit diesem Jahr genannt wurden. Möglicherweise bestand der Chor schon vor dem Jahre 1890.[102]
- Mitgliederzahl: Die Zahl der Chormitglieder entwickelte sich im 20. und 21. Jahrhundert wie folgt: 1922 (ca. 25 Mitglieder),[102] 1926 (27, davon 12 Herren und 15 Damen),[102] 1980 (ca. 25),[103] 1990 (ca. 35),[103] 2016 (18).[103]
- Zweck: Die katholische Kirchengemeinde St. Laurentius betreibt im Rahmen der Liturgie den Katholischen Kirchenchor Dittwar.

Musik- und Feuerwehrkapelle Dittwar
- Gründung: 1923.[82] 1937 wieder aufgelöst. Am 18. Dezember 1962 wurde die Gründung einer Feuerwehrkapelle beschlossen. Die Musiker wurde als gleichwertige Mitglieder der Freiwilligen Feuerwehr angegliedert und mit Uniformen ausgestattet.[104]

TSV Dittwar 1931 e. V.
- Gründung: 1931.

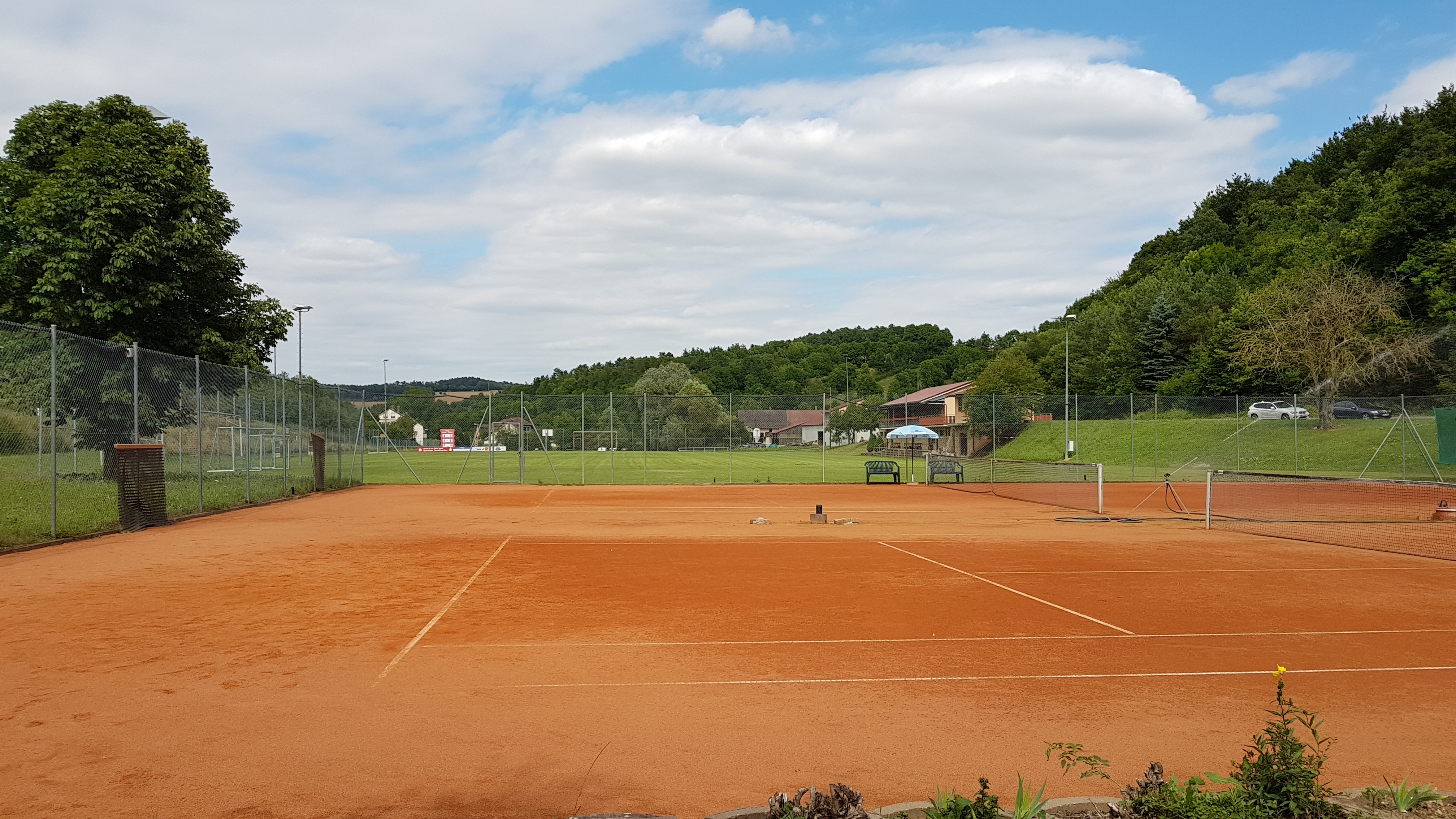
Blick über die Tennisplätze auf die Sportanlagen und das Muckbachstüble des TSV Dittwar

- Mitgliederzahl: 386 (Stand: 1. Januar 2013)[105]
- Zweck: Es handelt sich beim Turn- und Sportverein Dittwar überwiegend um einen Fußballverein.[106] Es gibt seit 1987 auch eine Tennisabteilung[107] und eine Turnerinnengruppe. Vereinsgaststätte ist das „Muckbachstüble“ mit eigener Kegelbahn.
- Sonstiges: Anfangs wurden die Sportarten Handball und Leichtathletik ausgeübt. 1953 wechselte man vom Handballsport zur Sportart Fußball.[108] 1991 feierte man das 60-jährige Vereinsjubiläum.[109]

Freiwillige Feuerwehr Dittwar
- Gründung: 1948.
- Mitglieder: 30 Aktive.[110]
- Sonstiges: Erste Bestrebungen zur Gründung einer Freiwilligen Feuerwehr in Dittwar reichen zurück bis in das Jahr 1891. Im Jahre 1948 wurde die Freiwillige Feuerwehr Dittwar auf Betreiben des damaligen Kreisbrandmeisters gegründet. Vom 14. bis 16. Juni 1969 fand die Einweihung des Feuerwehrgerätehauses statt, das seit dem Frühjahr 1967 errichtet wurde.[111] Am 1. Januar 1975 wurde sie als Abteilung Dittwar der Freiwilligen Feuerwehr Tauberbischofsheim eingegliedert. 1998 feierte sie ihr 50-jähriges Bestehen.

Sportfischerverein Dittwar e. V.
- Gründung: 1978[85]
- Zweck: Zum Zwecke des Sportfischens betreibt er den Dittwarer See mit angrenzenden Aufzuchtbecken für Jungfische.[86]

KJC (Katholischer Jugendclub) Carawanse Dittwar
- Gründung: 25. Oktober 1979[108]
- Mitgliederzahl: 40 (Stand: 1997)[108]
- Träger: Kirchengemeinde St. Laurentius Dittwar
- Zweck: Zur Jugendpflege unterhält die Carawanse das offene Jugendhaus unterhalb des Kindergartens. Ihre Arbeit ist parteipolitisch unabhängig, neutral und überkonfessionell.[112]

Heimat- und Kulturverein Dittwar e. V.
- Gründung: 8. Dezember 1986.
- Mitgliederzahl: 60 (Stand: 2014)[113]
- Zweck: Der Verein setzt sich gemäß Satzung dafür ein, „das Verständnis für Geschichte, Kunst, Volks- und Heimatkunde zu wecken, die geschichtlichen, religiösen oder künstlerisch wertvollen Denkmäler aller Art vor Untergang, Verunstaltung oder Abwanderung zu bewahren und zu pflegen sowie die kulturelle Entwicklung zu fördern, zur Verschönerung beizutragen sowie Anregungen und Hilfen zu geben“.[114]
- Sonstiges: 2011 bestand der Verein seit 25 Jahren.

Bayern Fanclub Süssbrücke Dittwar e. V.
- Gründung: 1997.

Junge Union Ortsverband Dittwar
- Gründung: 2012[115]
- Träger: Junge Union Kreisverband Main-Tauber[115]
- Zweck: Politische Bildung und Eintreten für die Interessen der Dittwarer Bürger.[115]

### Ehemalige Vereine
Zu Vereinen, die ihre Auflösung bekanntgeben mussten, zählt in Dittwar der Kriegerverein, der Draisinenverein, ein Motorsportclub und eine DLRG Ortsgruppe.